# Historia del clavecín

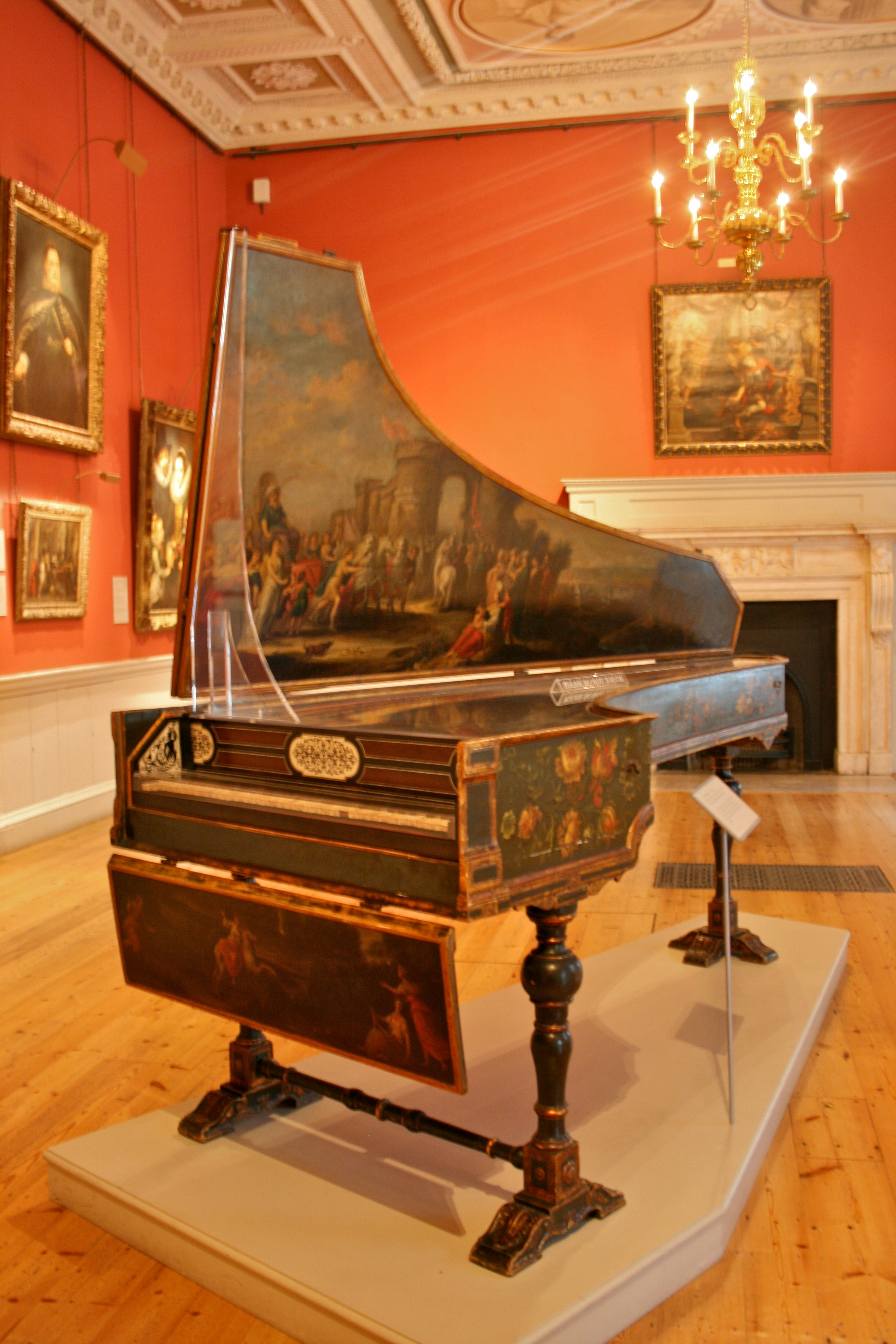
Clavecín español de autoría anónima (circa 1700) - Londres, Galería Courtauld.
Este instrumento combina caracteres italianos, alemanes y flamencos.

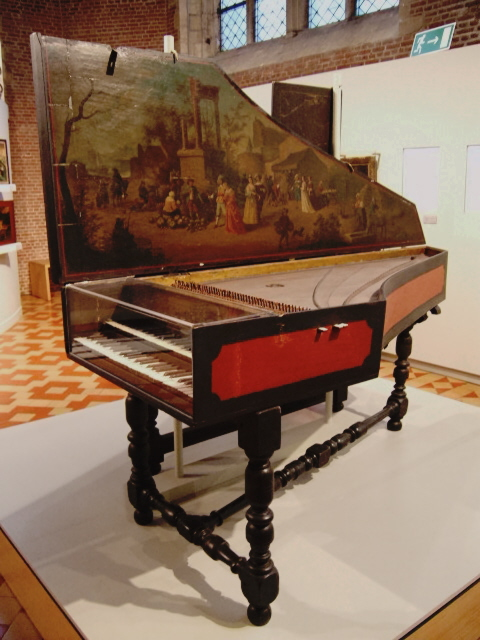
Clavecín de Joris Britsen (1680)
Amberes (Museo Vleeshuis).

La historia del clavecín es, como tal, una ciencia reciente porque no se escribió un tratado exhaustivo sobre este tema antes del período moderno. Se basa en iconografía y documentos escritos dispersos y dispares y en el estudio de instrumentos antiguos, a menudo profundamente alterados a lo largo de su existencia y en la actualidad conservados en museos y colecciones privadas. Muchos de estos instrumentos están firmados, tienen fecha y son susceptibles de seguimiento en los archivos, y muchos otros son anónimos y aún abren un vasto campo de investigación para los expertos.
Instrumento específico de la música europea, el clavecín aparece durante el siglo XIV en Borgoña e Italia. En sus diversas formas (espineta, virginal, gran clavecín, claveciterio, etc.), conoce un desarrollo técnico y una rápida propagación geográfica en los países de Europa Occidental, ganando el favor de los príncipes, nobles y la burguesía por su amplias posibilidades musicales y por su naturaleza de objeto de lujo y prestigio.
Se convierte en uno de los instrumentos más destacados en el campo de la música secular; el progreso del factor despierta o acompaña el desarrollo del amplio repertorio que se le dedicó desde el siglo XV y que comparte primero con el órgano antes de encontrar su independencia y su propio carácter durante el período barroco: es al mismo tiempo concierto, solista y vector principal de la base continua.
Volvió a despertar interés, gradualmente, desde finales del siglo XIX, gracias al redescubrimiento de la música antigua. Se le aplicaron muchas evoluciones técnicas, antes de un marcado retorno a los principios y métodos de la fabricación tradicional en la segunda mitad del siglo XX. En la actualidad ocupa un lugar significativo en la interpretación de obras antiguas y contemporáneas.

## Orígenes: siglosXIVyXV

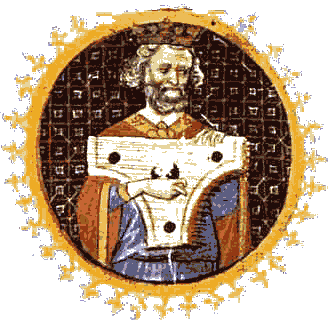
Psalterio del, ilustración del libro De Arythmetica, De Musica de Boecio.

Los primeros textos que mencionan la existencia de instrumentos de cuerda y teclado datan del siglo XIV. No hay, sin embargo, descripciones técnicas para distinguir claramente los instrumentos de cuerda pulsada (familia del clavecín) y los instrumentos de cuerda percutida (familia del clavicordio) que deben haber aparecido al mismo tiempo. El primero se deriva del salterio, en el que el instrumentista rasga las cuerdas con un plectro, el segundo del tímpano cuyas cuerdas son golpeadas con martillos pequeños y ligeros: este origen fue informado ya en 1511 por Sebastian Virdung en su tratado Musica getutschtt.
Johannes de Muris menciona este tipo de instrumento en su tratado Musica speculativa fechado en 1323. Se sabe que el rey de Francia Juan II el Bueno, en cautiverio en Londres, había recibido de Eduardo III alrededor de 1360 un instrumento llamado eschiquier, evidentemente equipado con un teclado, pero cuyo mecanismo es desconocido. Este instrumento, escrito con diversas ortografías, aparece alrededor de 1367 en un texto de Guillaume de Machaut titulado La prise d'Alexandrie (Eschaquier d'Engleterre), luego en 1378 por Eustache Deschamps. El nombre permanece en uso, sin más precisión, hasta principios del siglo XVI: aparece bajo las formas de, en alemán, Schachtbrett, citado en 1404 por Eberhard Cersne en Der Minne Regel; y en latín, Scacarum, circa de 1426 por Jean Gerson en su De canticorum originali ratione.
En 1388, en una carta al duque de Borgoña, Felipe II de Borgoña, el rey Juan I de Aragón menciona «un instrumento similar al órgano, pero que suena con cuerdas» («semblant dorguens que sona ab cordes»): que puede tratarse de una especie de clavicordio vertical (claveciterio).
Fue en 1397 cuando apareció el primer documento que habla explícitamente del clavicembalum, al que los italianos llamaban clavicembalo y los españoles clavicémbalo. Un caballero de Padua, Lodovico Lambertacci, escribió esta carta a su yerno (o hijo) en la que nombraba a cierto Hermann Poll como el inventor del instrumento; de hecho, fue probablemente el inventor del mecanismo utilizado para pulsar las cuerdas. Por una peculiaridad etimológica, la palabra cembalum podría ser una distorsión de la palabra tympanon (instrumento de cuerda pulsada, como el cymbalum). Sin embargo, téngase en cuenta que el origen del clavicémbalo permanecerá en gran medida ignorado por sus contemporáneos, incluso por eruditos como Polydore Virgil quien, en fecha tan tardía como 1499, escribió en su tratado De Inventoribus Rerum que su origen permanece desconocido y envuelto en sombras.

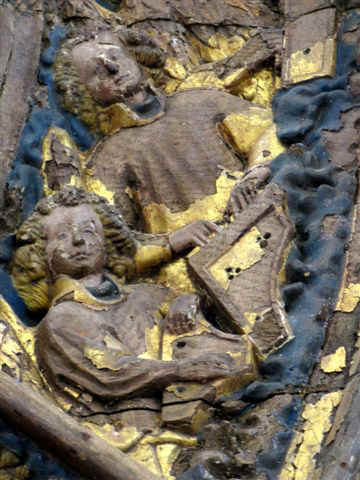
Primera representación conocida de un clavecín, en una escultura de 1425 en el altar de la Catedral de Minden, en la parte superior. El ángel de la izquierda abajo, por su parte, toca un salterio.

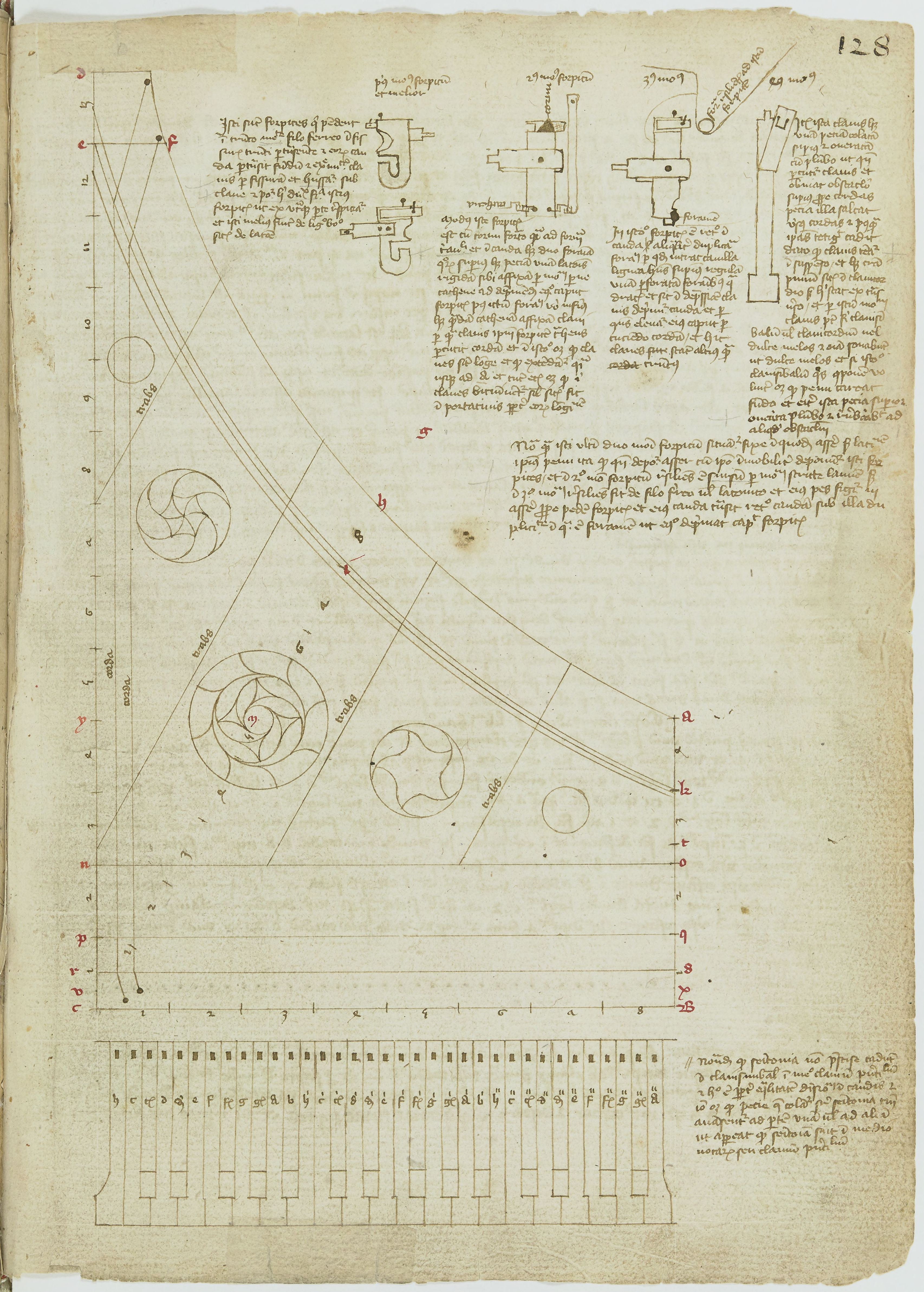
Dibujo esquemático del manuscrito de Arnault de Zwolle de hacia 1430.

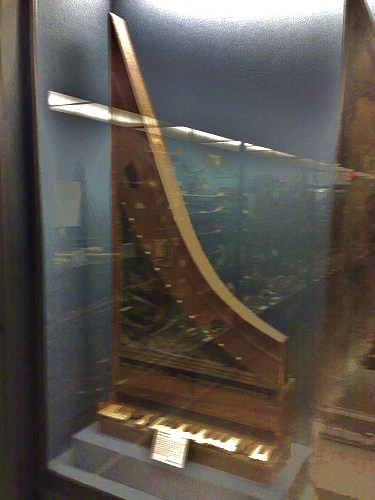
Claveciterio anónimo
Ulm (¿?) hacia 1480.
Londres, Royal College of Music.

El clavicémbalo fue mencionado posteriormente en el poema Der Minne Regel por Eberhard Cersne, canónigo de Minden en Alemania, así como el clavicordio y una larga lista de instrumentos de todo tipo usados en esa época (1404).
Aparecieron documentos iconográficos relacionados con el clavicordio primitivo un poco más tarde, en la primera mitad del siglo XV. El primero fue una escultura, que data de 1425, precisamente de la Catedral de Minden. Un ángel músico toca un pequeño instrumento colocado horizontalmente, con un teclado y con la forma del clavecín, pero invertido (los graves a la derecha).
El Weimarer Wunderbuch, hacia 1440, muestra un clavecín primitivo que el instrumentista coloca sobre una mesa; el dibujo es incompleto pero representa un instrumento con una única roseta y una eclisa curva que adopta la forma de un arco de un círculo.
Los esquemas detallados, que datan de la misma época, acompañan por primera vez un manuscrito en latín escrito por Henri Arnault de Zwolle sobre instrumentos musicales. Incluye un diagrama de un clavicordio primitivo (eclisa curva circular, cuatro rosetas de diferentes tamaños), con su teclado de 35 notas si-la); estos cuatro mecanismos arcaicos permiten pulsar o golpear las cuerdas. Parece que el sistema actual del salterio podría haber coexistido con otros dispositivos antes de imponerse, aparte del caso del clavicordio. A partir de este momento, los clavicordios adoptaron una forma con forma de ala de pájaro o con forma oblonga (después, rectangular) que se podía encontrar en espinetas y virginales. El documento de Arnault indica que los clavecines y los clavicordios tienen la misma estructura, independientemente del mecanismo. Se nota la presencia en la caja de resonancia de varias rosetas, característica arcaica que se encontrará hasta el siglo XVII. Estos pequeños instrumentos se colocan sobre una mesa para tocarlos.
Alrededor de 1460, Paulirinus de Praga fue el primero en mencionar el virginal (instrumento de forma rectangular como el clavicordio y de sonido idéntico al clavecín). Da una descripción, así como una apreciación, más complementaria que precisa, del sonido que emite. En cuanto al nombre en sí, proporciona la siguiente explicación: «Virginale dictum quod uti virgo dulcorat mitibus y suavissimis vocibus» («Se llama virginal porque, como una virgen, cautiva con sonidos suaves y muy dulces»). De hecho, la iconografía de esta época y del siglo siguiente muestra principalmente a mujeres y niñas en el teclado en lugar de hombres.
El origen de la palabra espineta, atestiguada más adelante, se discute y sigue siendo incierto: una hipótesis lo relaciona con la espina que habría sido la púa de este instrumento -versión expuesta por Julio César Scaliger en 1561 en su libro Poetices, libro I-, el músico Adriano Banchieri (1609) dice que deriva del nombre de un cierto Giovanni Spinetti, fabricante veneciano activo alrededor de 1500; pero ninguna de las dos  versiones es convincente.

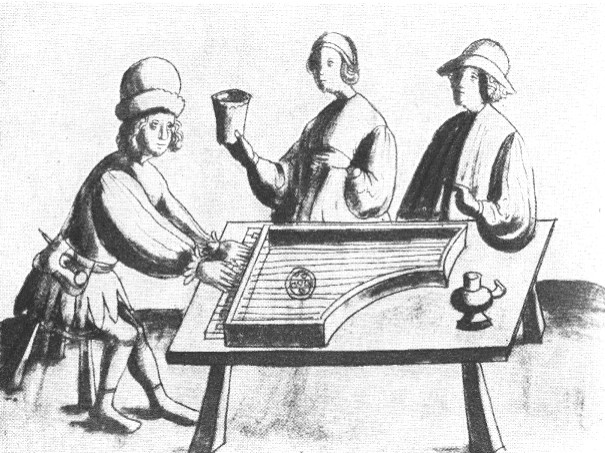
Grabado del Weimarer Wunderbuch, alrededor del año 1440.

En Italia, donde había fabricantes probablemente activos alrededor de 1420, la primera mención escrita de un instrumento se remonta a 1461 (carta de un fabricante que reclama al duque Borso de Este el precio del clavicémbalo que construyó para él). No escasean documentos iconográficos, pero no existe un instrumento italiano de esta época.
De hecho, el instrumento más antiguo con teclado y cuerdas pulsadas que ha sobrevivido data de alrededor de 1470/1480: es un clavicordio vertical (claveciterio) probablemente construido en Ulm y actualmente conservado en el Royal College of Music de Londres, pero que ha perdido su mecanismo. Este instrumento sin base tiene tales peculiaridades (posición vertical, caja de resonancia parcial) que se considera que probablemente no sea representativo de la «norma» que pudiera existir en esa época.

## SigloXVI
La difusión del clavecín en sus diversas formas es rápida en toda Europa occidental, de hecho, mucho más en forma de virginal o espineta que bajo la de gran clavecín. La producción es casi un monopolio de fabricantes italianos, pero a finales de siglo se produce una competencia formidable en Amberes.

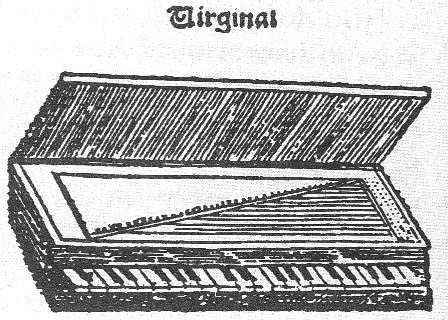
Grabado de virginal en Musica getutscht.

En 1511 se imprimió en Basilea la primera obra sobre instrumentos musicales, Musica getutscht, del clérigo alemán Sebastian Virdung, en el que se describen tres instrumentos, a los que llama virginal, clavicimbalum (estos dos instrumentos son rectangulares, con las cuerdas dispuestas transversalmente) y claviciterium, así como un clavicordium. Los grabados, aunque burdos, permiten determinar su extensión, que es de 38 o 40 notas, menos de cuatro octavas. El pequeño tamaño de estos instrumentos (estimado en relación con el ancho de las teclas) sugiere que sonaban a la octava (véase Ottavino); una tendencia constante durante las siguientes décadas será aumentar este alcance. Sin cambiar el ancho exterior de los instrumentos, en un primer paso el principio de la "octava corta" permite, mediante la adición de una sola tecla a los graves, ganar una cuarta disminuida, desde fa a do inferior; la re y la mi toman el lugar de las notas cromáticas fa# y sol#,  que no se usaban en esta época. Para reintroducirlas, más adelante, se desarrollarán las "octavas cortas", teclas cromáticas divididas en dos partes en el sentido de la longitud.
Durante este siglo, los instrumentos más importantes también aumentaron su número de registros; las fechas de aparición son, de acuerdo con Curt Sachs: dos registros en 1514, principal y octava en 1538, tres registros en 1576, cuatro en 1583, aumentando en proporción el volumen del sonido o permitiendo variar el tono.

### SigloXVI- Italia
La producción más importante de clavecín estaba en Italia, y son de esta región la mayoría de los instrumentos del siglo XVI que se han conservado, y también el más antiguo: el clavicémbalo de 1515-1516 de Vincentius Livigimeno (Accademia Musicale Chigiana de Siena), el clavecín de 1521 de Jerónimo de Bolonia (Hieronymus Bononiensis) (Museo de Victoria y Alberto), la espineta de 1523 de Francesco de Portalupi (Museo de la Música de París), clavecines de 1531 de Alessandro Trasuntino (Royal College of Music, Londres), 1533 de Dominicus Pisaurensis (Musikinstrumenten Museum der Universität Leipzig), etc. Las ciudades donde se elabora el proyecto de ley son numerosas y están distribuidas por toda la península: Venecia, el centro más importante (Baffo, Bertolotti, Celestini, Patavinus, Pisaurensis, Trasuntino, etc.), Milán (Rossi, etc.), Brescia (Antegnati, etc.), Roma (Bononiensis, etc.), Nápoles (Fabri), etc.

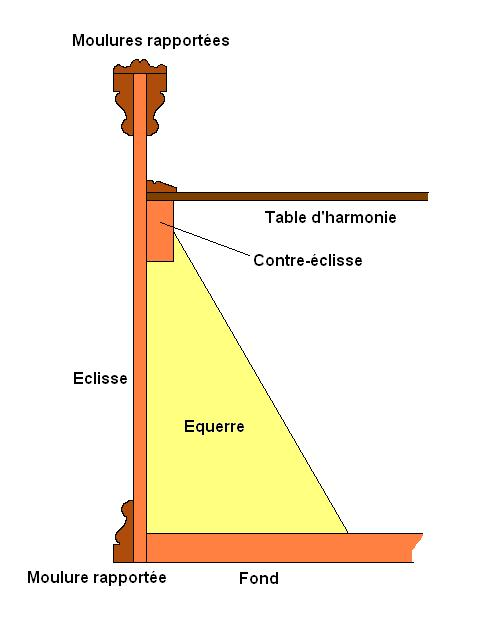
Estructura de la caja del clavecín italiano.

A partir de esta época, los instrumentos italianos son muy típicos, y sus características los hacen diferir profundamente de los instrumentos construidos más al norte de Europa. La construcción es muy ligera aunque robusta; las traviesas delgadas (de 3 a 6 mm), reforzadas con molduras decorativas y estructurales, están montadas alrededor de un fondo grueso al que están unidas por soportes y, a veces, por barras oblicuas de refuerzo que también comienzan desde la parte inferior (diagrama opuesto). Otras características que se repiten: cuerdas de bronce módulo corta, traviesa curva muy curvada, casi cuadrada, caballete en ángulo (siempre único: todos los períodos, los instrumentos italianos con dos o tres teclados, son el resultado de modificaciones posteriores o falsificaciones). en saledizo que se proyecta fuera de la caja, sonido nítido e incisivo muy adaptado al bajo continuo. La disposición más común parece ser un acorde de 8' y otro de 4'. El rango aparente más común es de cuatro octavas de mi a fa (49 notas), de hecho de do a fa mediante el uso de una octava corta.
La espinetas eran generalmente poligonales: la eliminación de las esquinas traseras (no utilizadas para enganchar cuerdas) de la caja originalmente cuadrangular reducía el peso y ofrecía una forma más elegante. La extensión era la misma que la de los clavecines.
Como las paredes eran delgadas y frágiles, los instrumentos solía estar provistos con una caja exterior de la misma forma que servía de protección; estaba ricamente decorada y no era necesario sacar el instrumento (en sí mismo sin casi decoración) para tocarlo.
A partir de ese momento, los clavecines son instrumentos de prestigio, muy caros, objetos de una decoración suntuosa: algunos fabricantes, especialmente venecianos y milaneses, se distinguen particularmente por la suntuosa decoración de sus instrumentos, como la virginal heptagonal de 1577 de Annibale dei Rossi, expuesta en el Victoria and Albert Museum de Londres, decorada con incrustaciones de marfil y cientos de piedras preciosas. Italia en esta época suministraba sus instrumentos a toda Europa Occidental.

Espinetas poligonales
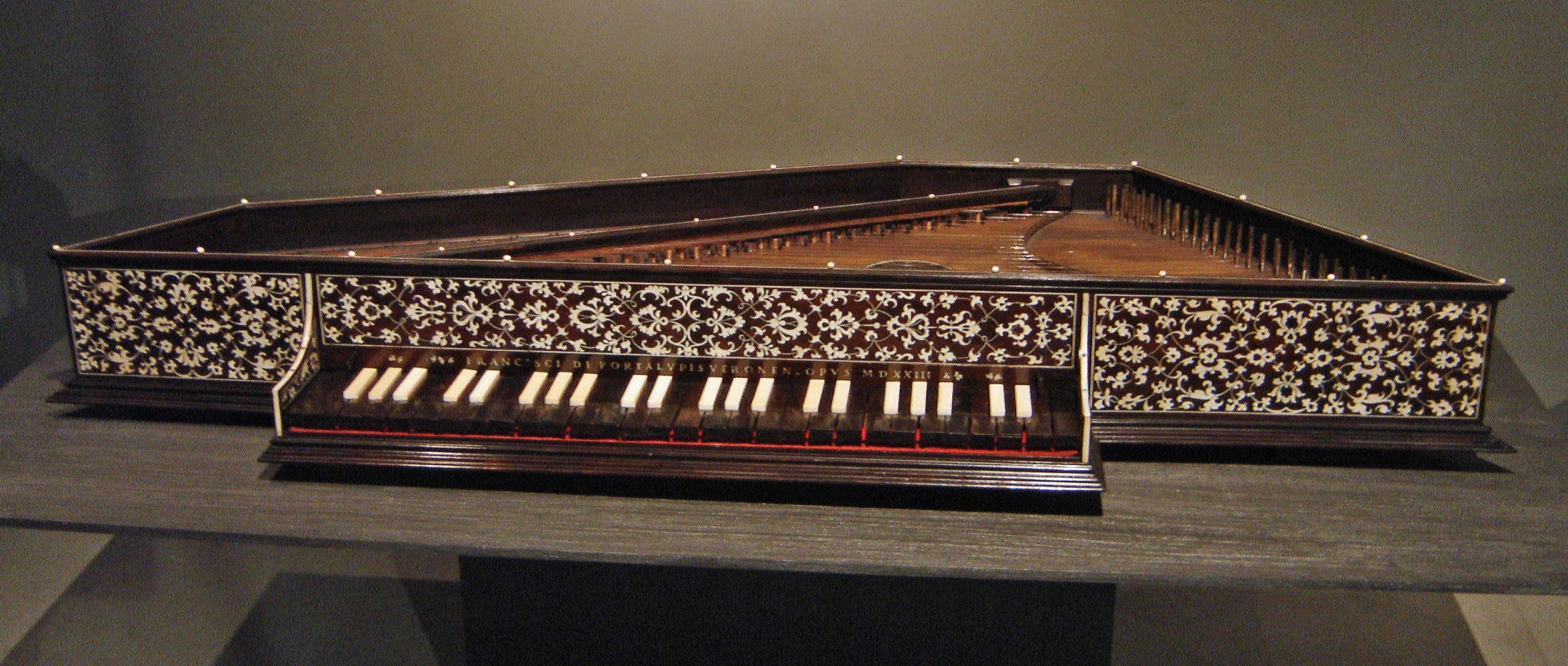
Francesco Portaluppi Verona 1523 París, Museo de la música.
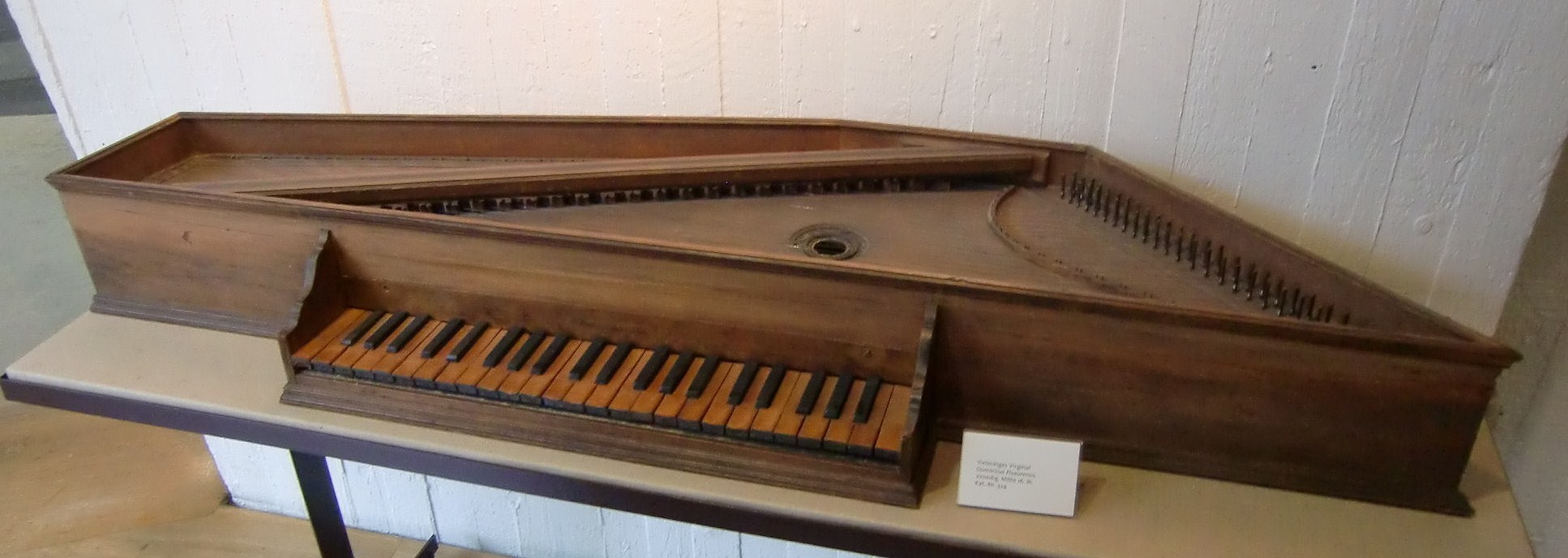
Dominicus Pisaurensis Venecia, hacia 1550 ? Berlón, Musikinstrumentenmuseum.
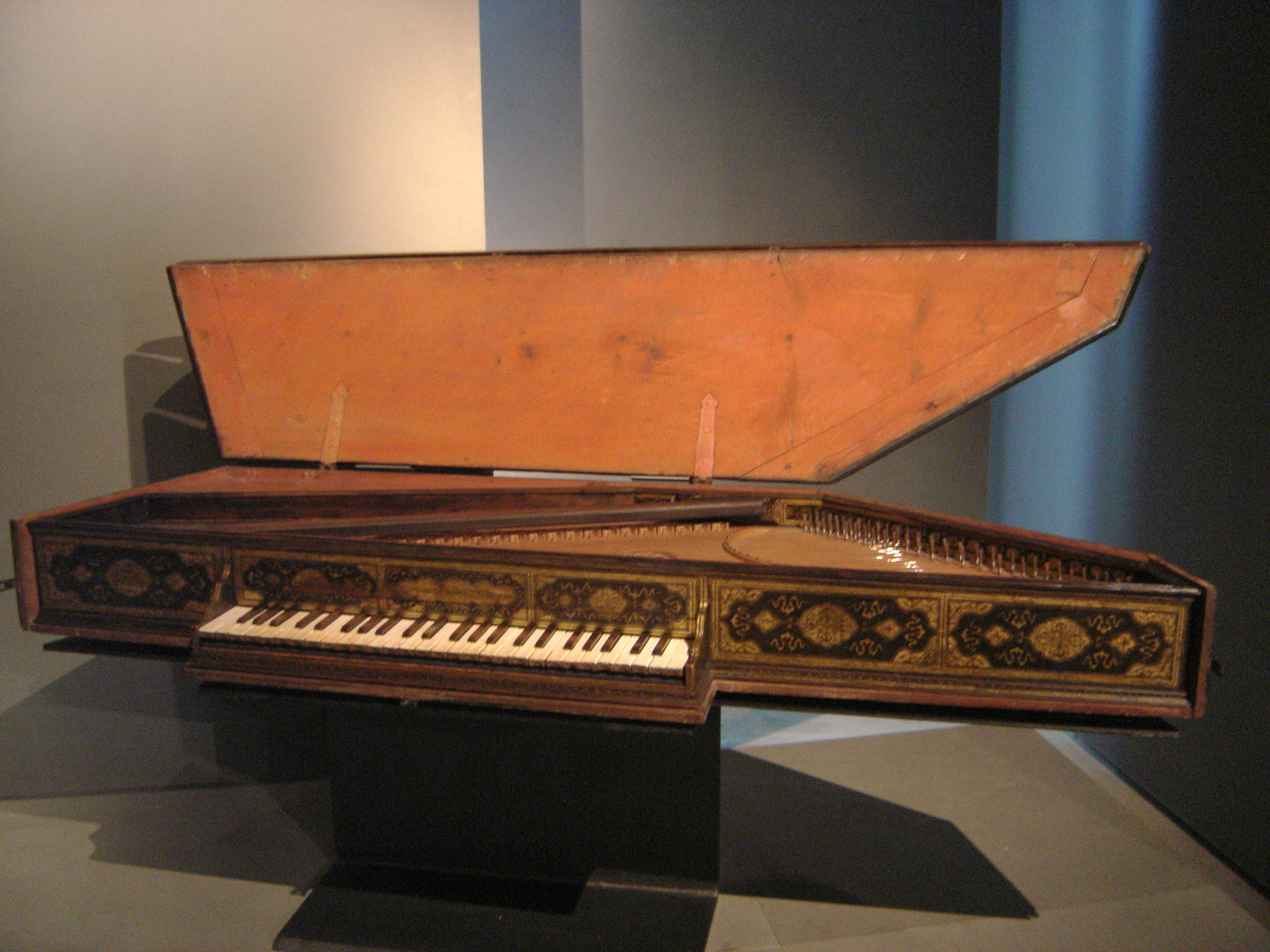
Benedetto Floriani Venecia 1572 París, Museo de la música.
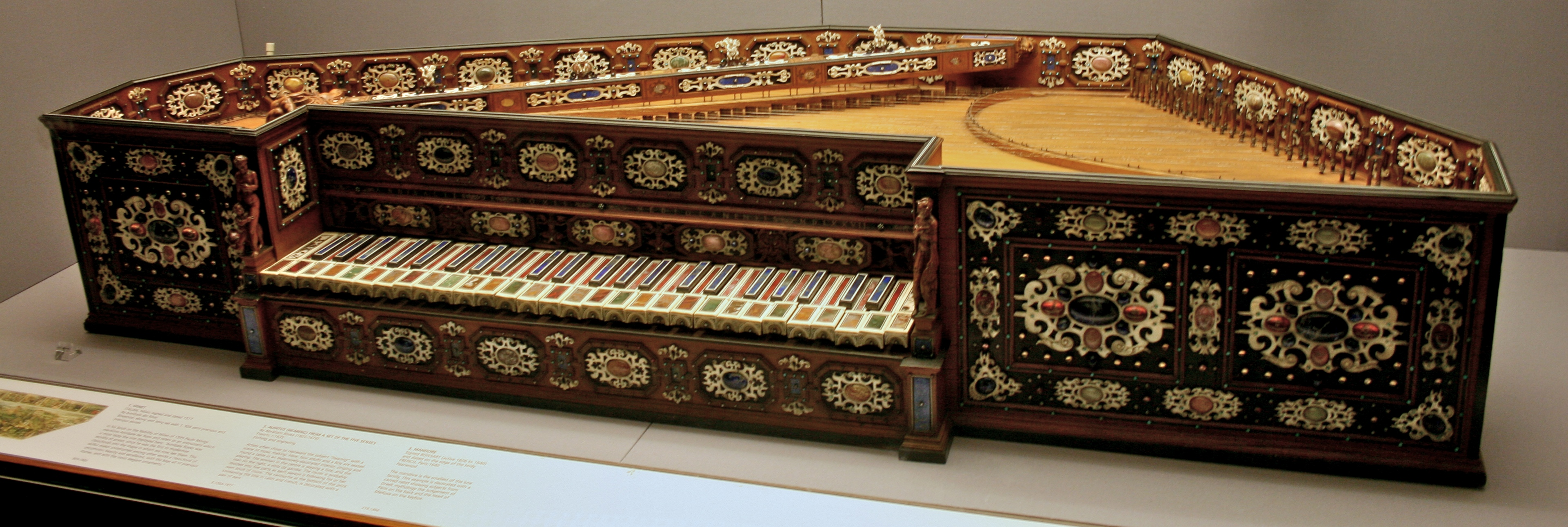
Annibale dei Rossi Milán, 1577 Londres, Museo de Victoria y Albert.

Clavecines
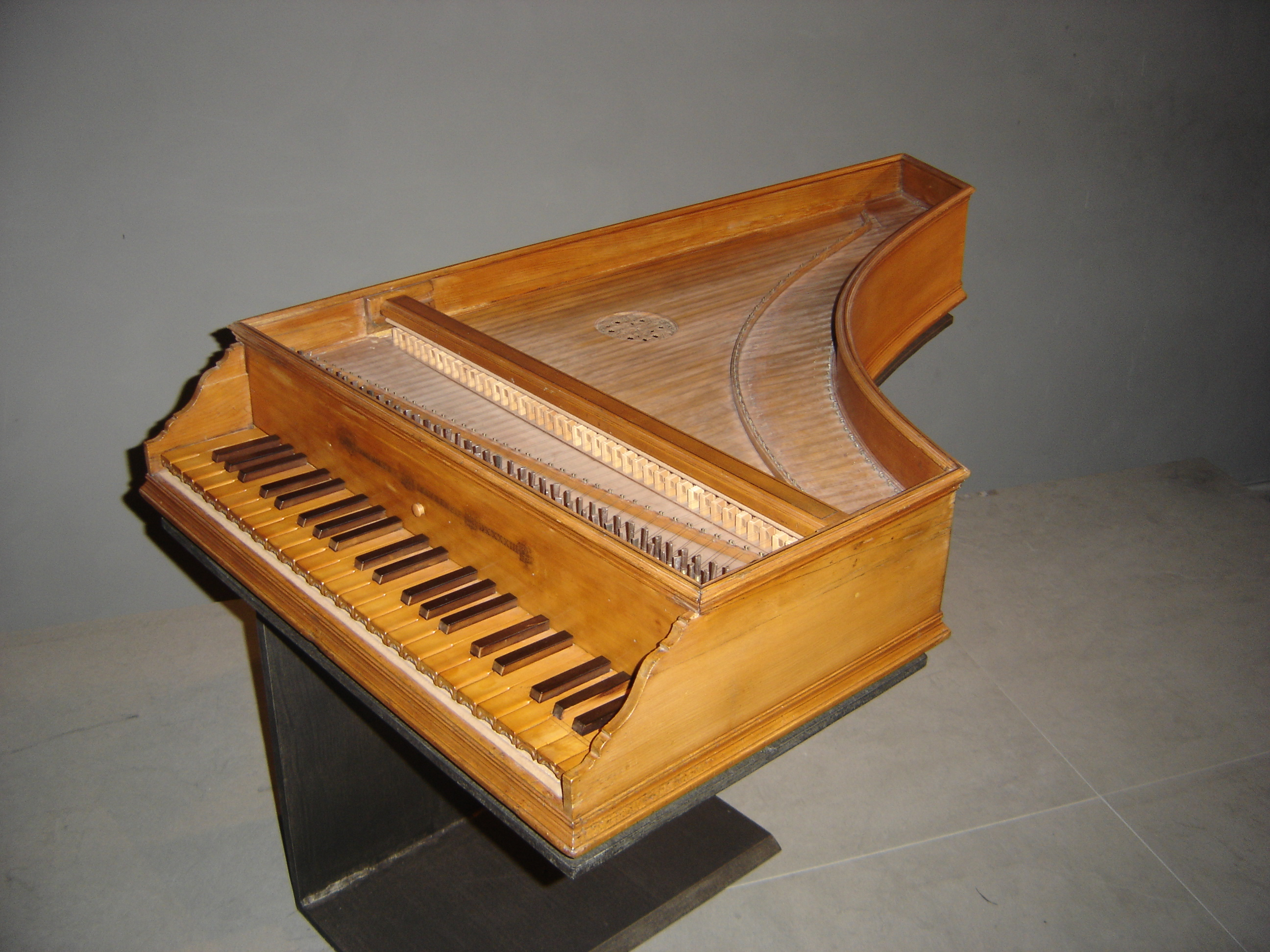
Clavecín a la octava Dominicus Pisaurensis Venecia,, 1543 París, Museo de la música.
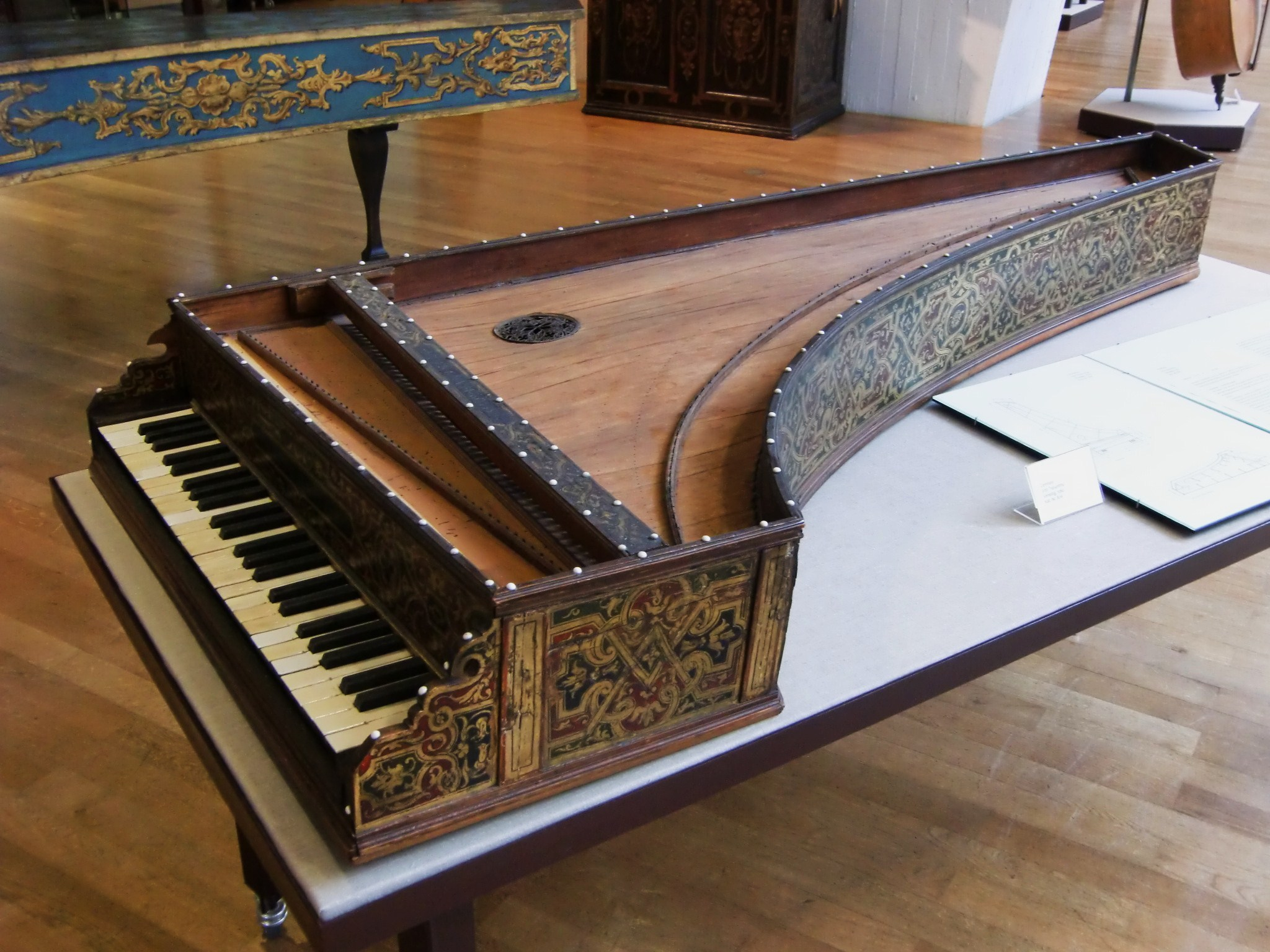
Vito Trasuntino Venecia 1560 Berlín, Musikinstrumentenmuseum.
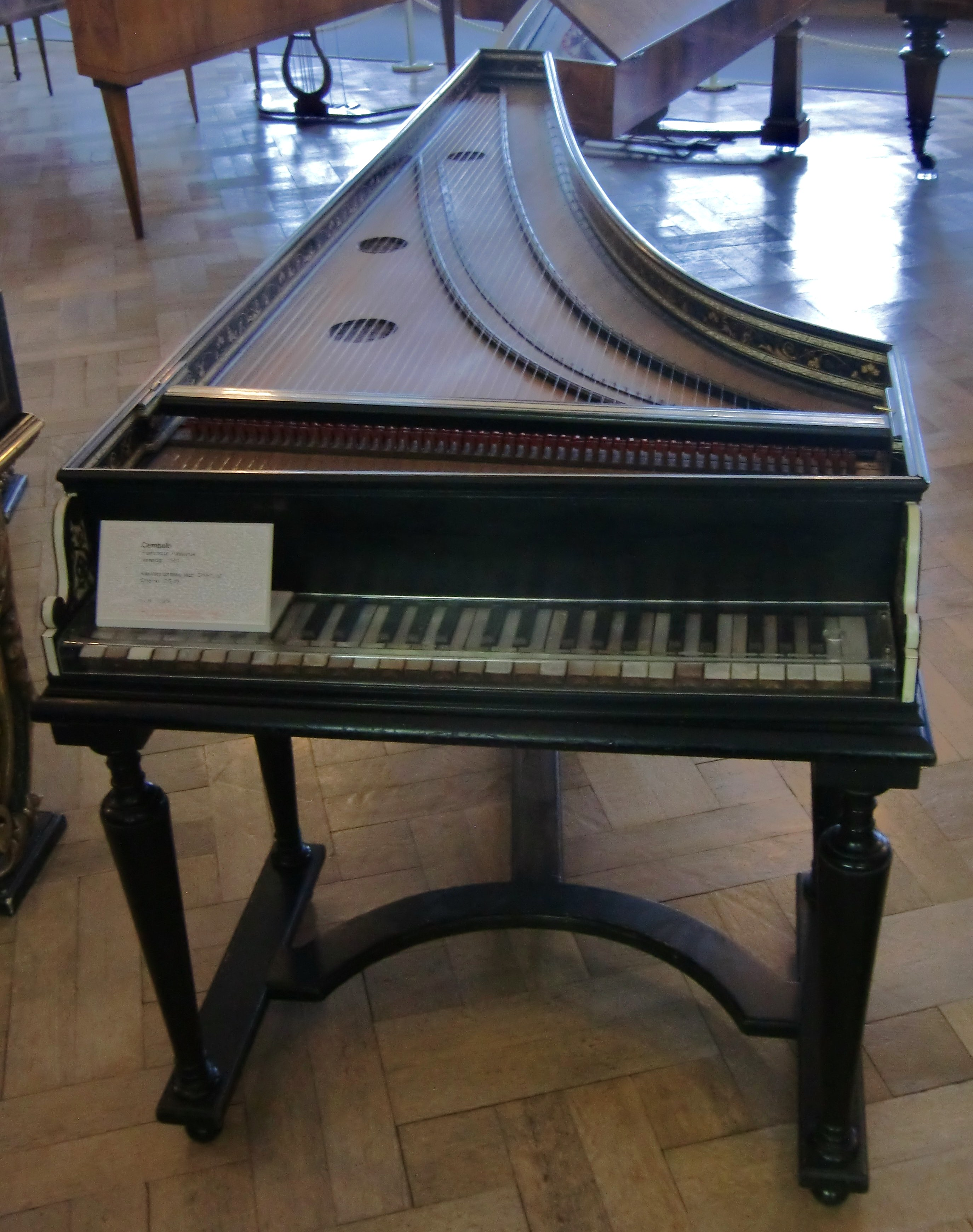
Franciscus Patavinus Venecia 1561 Múnich, Deutsches Museum.
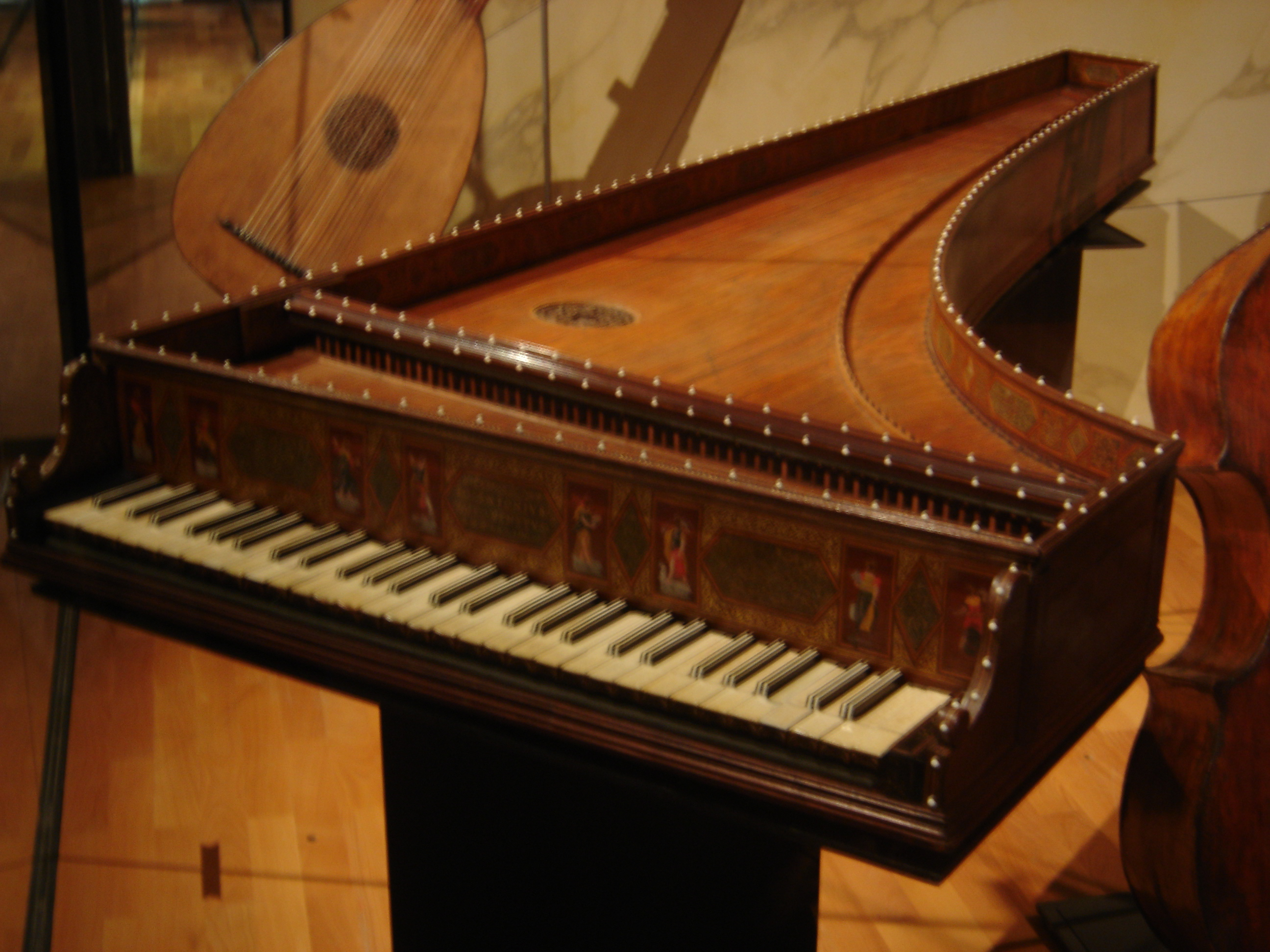
Giovanni Antonio Baffo Venecia 1579 París, Museo de la música.

### SigloXVI- Alemania

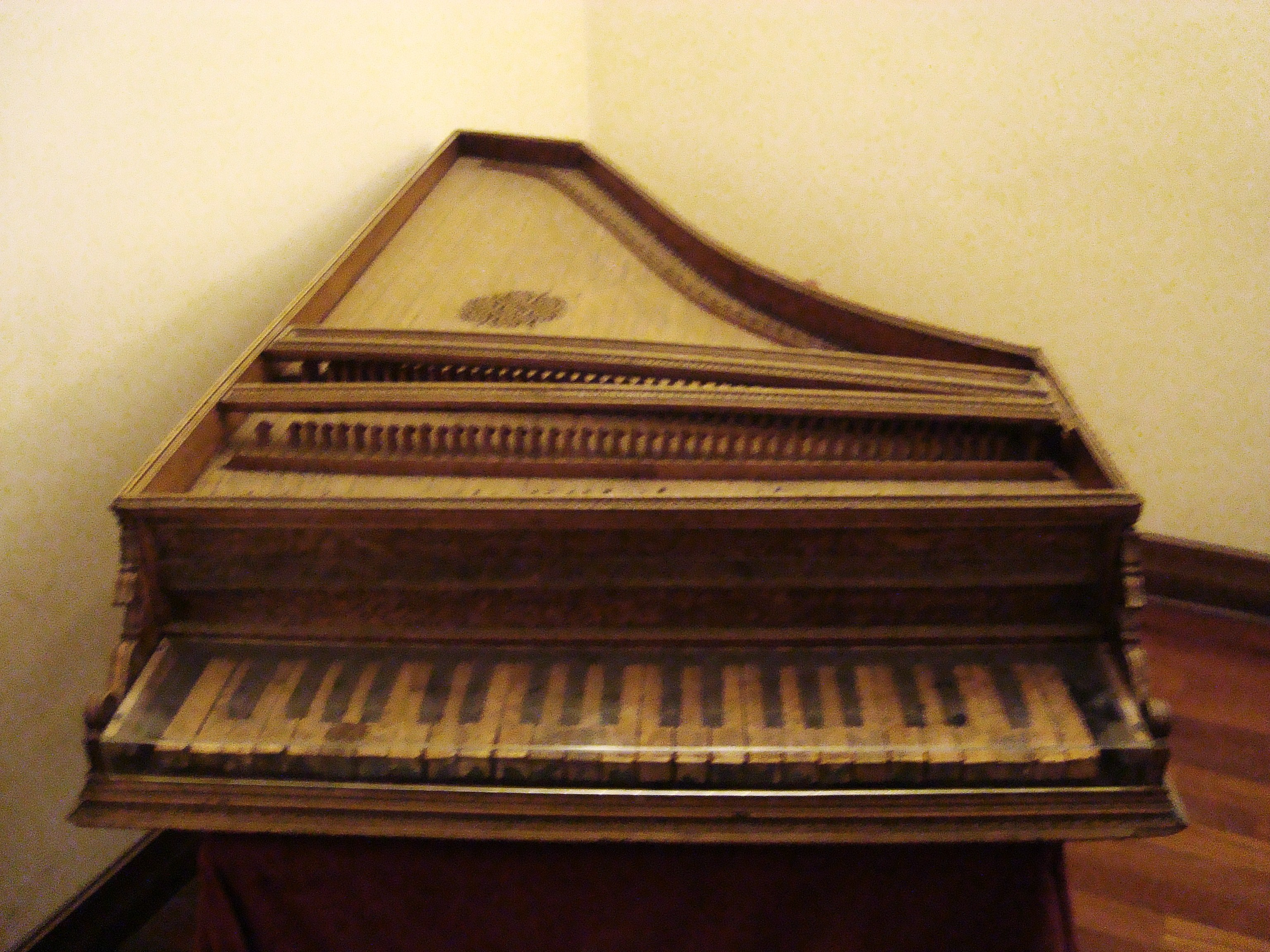
Clavecín de Hans Müller
(Leipzig, 1537) Roma, Museo Nacional de instrumentos musicales de Roma.

Al norte de los Alpes, los instrumentos existentes son posteriores a los de Italia: el primero es un «gran clavecín» construido en 1537 por un tal Hans Müller de Leipzig (su nombre se conoce por la inscripción en el instrumento), pero nada más se sabe de este fabricante.
Sus características son similares a las de los italianos, que parecen generales, pero algunas de ellas son similares a los futuros productos flamencos, franceses e ingleses. Probablemente poseía una caja exterior de la que no queda rastro. Es bastante corto -menos de 1,80 metros-, tiene dos conjuntos de cuerdas al unísono y tres filas de puentes, uno de los cuales es para el nasal con dos capiteles en abanico desviado, una extensión de 44 notas cromáticas con un transpositor de teclado originariamente.
Este clavecín es el único instrumento construido en el siglo XVI en los países germánicos que ha sobrevivido, y hay que esperar casi un siglo para el siguiente. Paradójicamente, muchos escritos sobre los instrumentos de la familia del clavecín están escritos por alemanes, comenzando con Virdung; aunque su producción siempre fue bastante pequeña, los fabricantes dedicaban la mayor parte de su actividad al clavicordio y al órgano.

### SigloXVI- Flandes

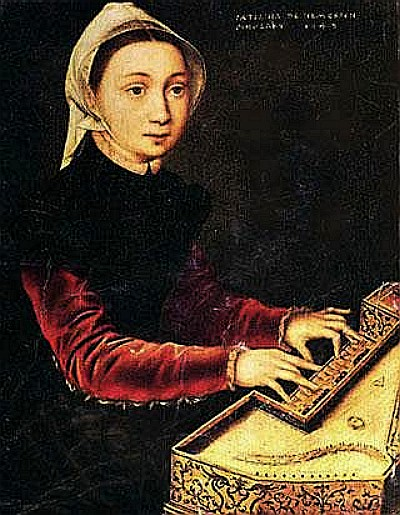
Niña tocando el virginal, Catharina van Hemessen, 1548. La forma del virginal es exactamente la misma que la de los instrumentos de Ioes Karest.

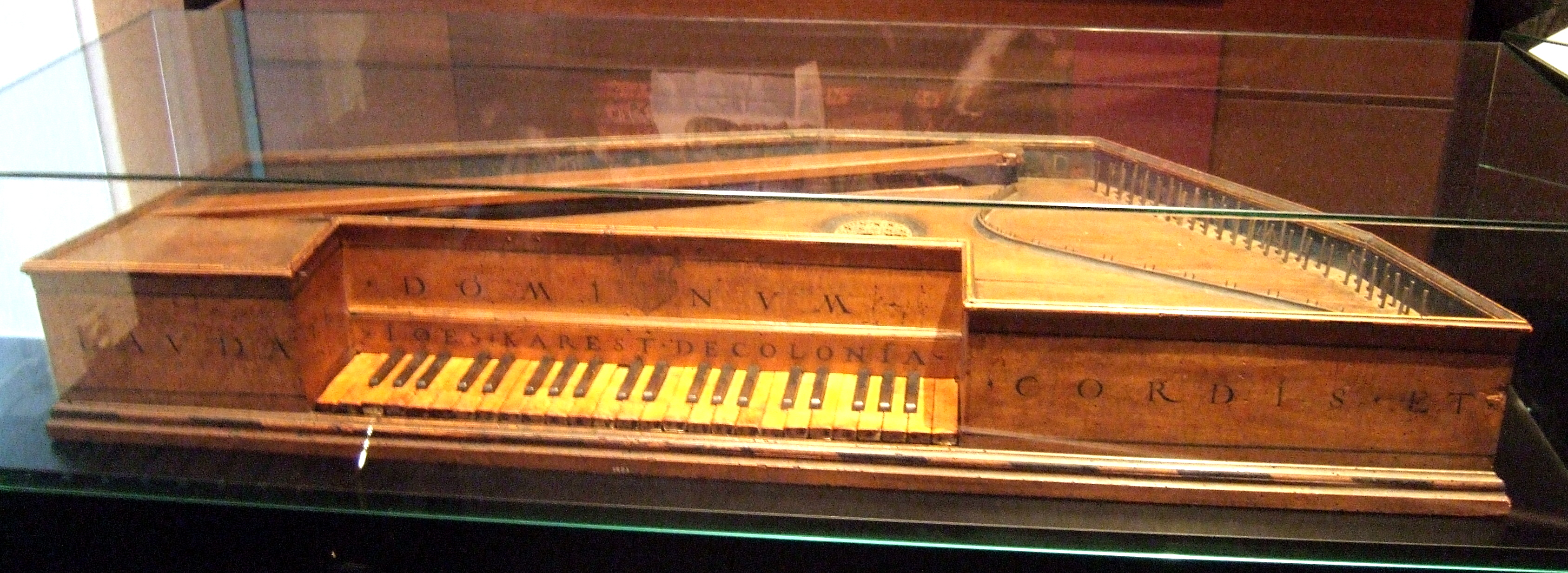
Virginal de Ioes Karest (1548)
Bruselas, Museo de Instrumentos Musicales.

A principios del siglo XVI, la actividad de los artesanos de Amberes se regía por guildas (gremios). Ya activos a principios de siglo, los fabricantes de clavecines no tenían su propio gremio antes de 1558: para poder decorar las cajas de sus instrumentos, estaban obligados a ser admitidos como pintores en la Guilda de San Lucas. En 1557, una docena de ellos le pidieron al decano de este gremio que los reconociera como fabricantes de instrumentos y no como pintores, petición que se otorgó. Después de esta regularización de su posición, la profesión ganó en prosperidad y prestigio y Amberes se convirtió en un importante centro de fabricación, capaz de competir con los centros italianos, ya que Amberes era una ciudad comercial muy floreciente.
Entre estos diez fabricantes «fundadores» se encuentra Ioes Karest, originario de Colonia; se le acreditan dos virginales poligonales que datan de 1548 y 1550, que son los instrumentos más antiguos construidos al norte de los Alpes después del clavecín de Müller.
Estos instrumentos tienen características intermedias entre la tradición italiana (con paredes delgadas como el clavecín de Müller) y la futura tradición flamenca (principalmente el teclado entrante en el volumen de la caja).
Hacia el final del siglo, el proyecto de ley flamenca (de hecho, precisamente, de Amberes) adquiere sus características esenciales. Algunos instrumentos desde la década de 1560 hasta la década de 1580 sobrevivieron antes de que la familia Ruckers comenzara a dominar la producción: virginales rectangulares y clavecines grandes.

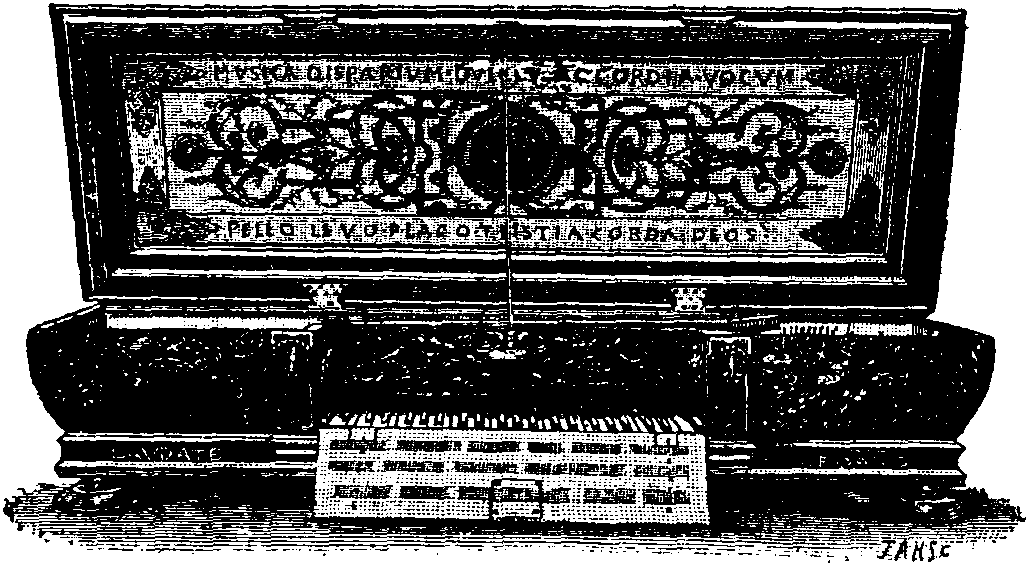
Virginal llamado Duque de Cleves (1568)
Londres, Victoria & Albert Museum.

El virginal (anónimo) conocido como Duque de Cleves, data de 1568; fue construido para el duque Guillermo el Rico y se distingue más por su aspecto exterior, particularmente opulento, que por su estructura interna. Su caja, de nogal, tiene forma de sarcófago, con paredes redondeadas, rica decoración tallada en el exterior y pintada en su interior. Su teclado de 45 notas con una octava corta do/mi-do está centrado, disposición bastante rara entre los instrumentos conservados.

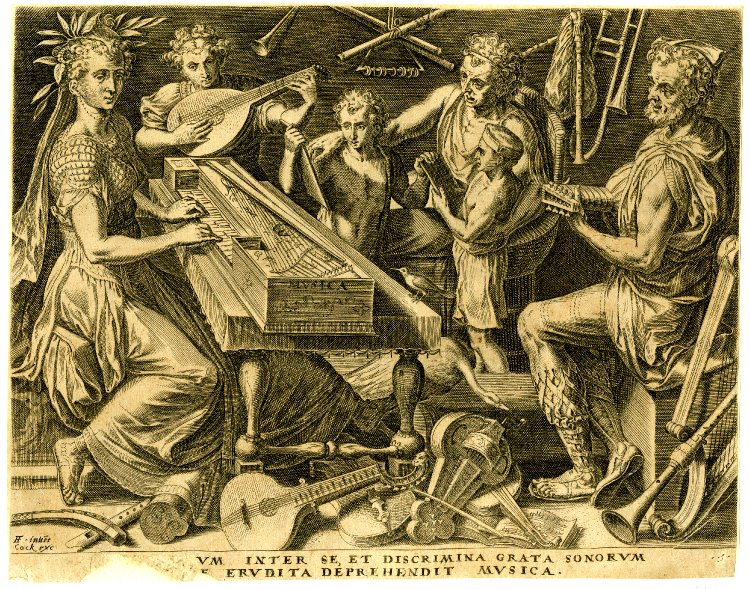
Grabado de Cornelis Cort (1565): Alegoría de la música con un virginal flamenco de tipo rectangular.

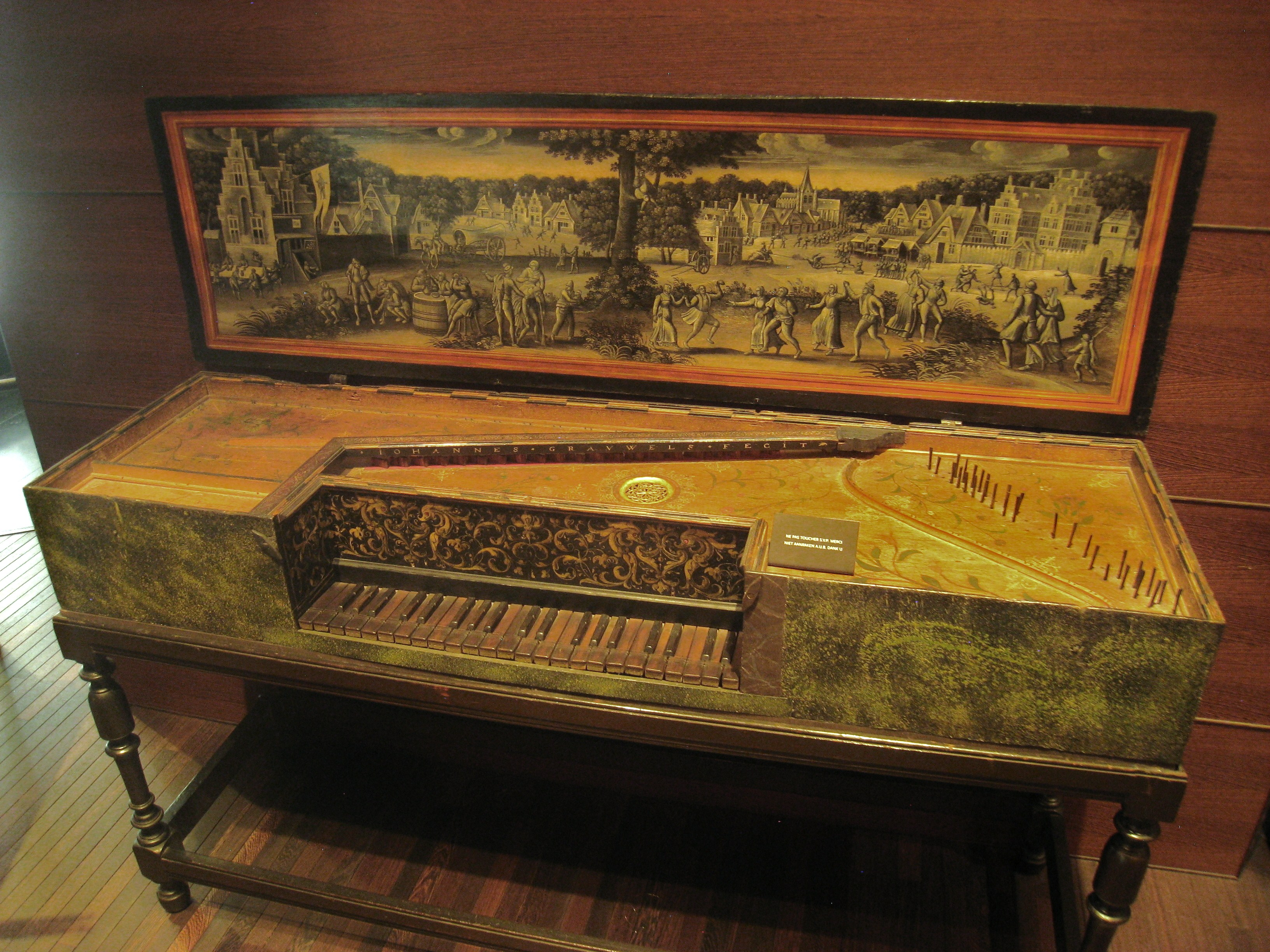
Virginal de Johannes Grouwel (hacia 1580)
Bruselas, Museo de Instrumentos Musicales.

Los otros virginales fueron construidos por Hans Bos (alrededor de 1578), Johannes Grouwels y Marten van de Biest (circa 1580), y reflejan una tradición flamenca. El de Bos es el primero que presenta la característica decoración de la escuela flamenca, basada en arabescos y motivos de delfines en papel impreso; el de Grouwels tiene un teclado centrado, como el Duque de Cleves; el de Van der Biest tiene la disposición llamada Moeder in kind (Madre e hijo): un conjunto compuesto por dos virginales: el más pequeño (el niño, virginal a la octava) se puede colocar en el más grande (la madre) o superponerse sobre este para acoplar sus dos teclados. Para este propósito, la parte inferior del niño está entallada debajo de la parte posterior de las teclas. Se retira el capitel de la madre, se coloca al niño en su lugar y los macillos de la madre se apoyan en el reverso de las teclas del niño: se levantan cuando las teclas correspondientes son accionadas.
Existen tres grandes clavecines flamencos anteriores al de Hans Ruckers: un clavecín de 1584 de Hans Moermans (un teclado, dos registros de 8 y 4 pies) y dos anónimos de más o menos la misma época que tienen dos teclados no alineados, uno de ellos con un juego de 16 pies. Son los primeros que se conocen con esta disposición.
Inicialmente, el segundo teclado se añadía solo para la transposición de una cuarta (de do a fa): sus teclas se desplazaban por igual que el teclado principal y en menor número; compartían las mismas cuerdas. Los dos teclados no se tocaban juntos; tenían un sonoridad distinta debido a puntos de pulsación diferentes.

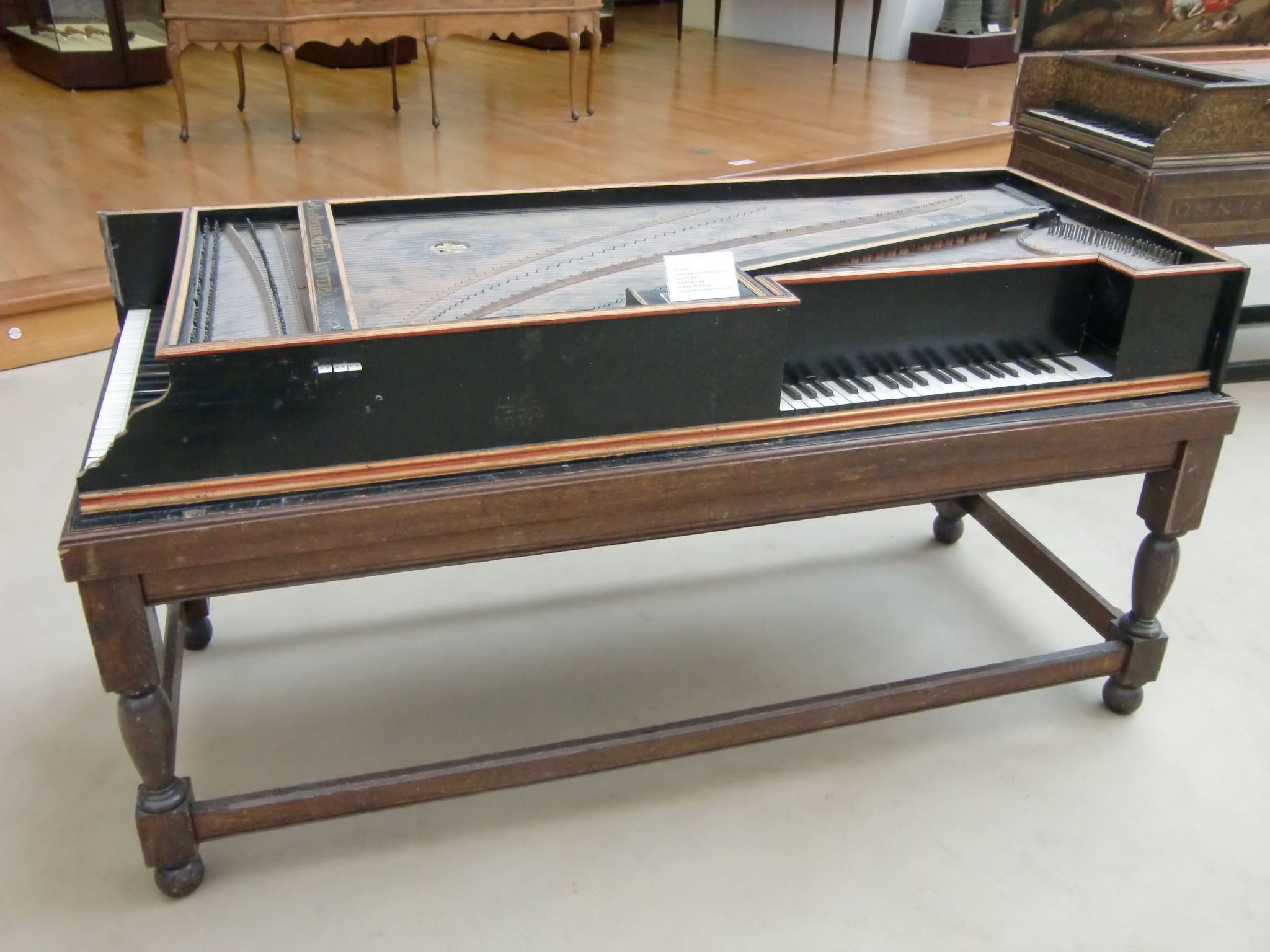
Combinación de clavecín y virginal de Hans Ruckers (1594)
Berlín, Musikinstrumenten-Museum.

Hans Ruckers, nacido en Malinas alrededor de 1555 y establecido en Amberes antes de 1575, fue admitido en 1579 como fabricante de instrumentos en el Gremio de San Lucas. Fue el fundador de una de las familias de fabricantes de instrumentos más famosa e influyente, incluso a nivel europeo. Los clavecines Ruckers pronto impondrán sus características, que ya aparecieron antes de Hans Ruckers (entre 1550 y 1568), en la fabricación flamenca y más allá: forma más compacta que la italiana, caja de resonancia de madera, paredes más suaves y gruesas, construcción más maciza, mayor progresividad de los diámetros de las cuerdas que permitía una medida de más longitud, decoración más rústica, sonoridad profunda y coloreada. Hans Ruckers murió en 1598; todo sugiere que solo pudo construir una cantidad pequeña de instrumentos. Quedan cuatro virginales (fechados en 1581, 1583 y 1591) y un gran clavecín de 1594, que combina el clavecín y el virginal en la misma caja. Uno de los dos instrumentos de 1591 es un Moeder en kind.

Los Ruckers construyeron una gama completa de virginales
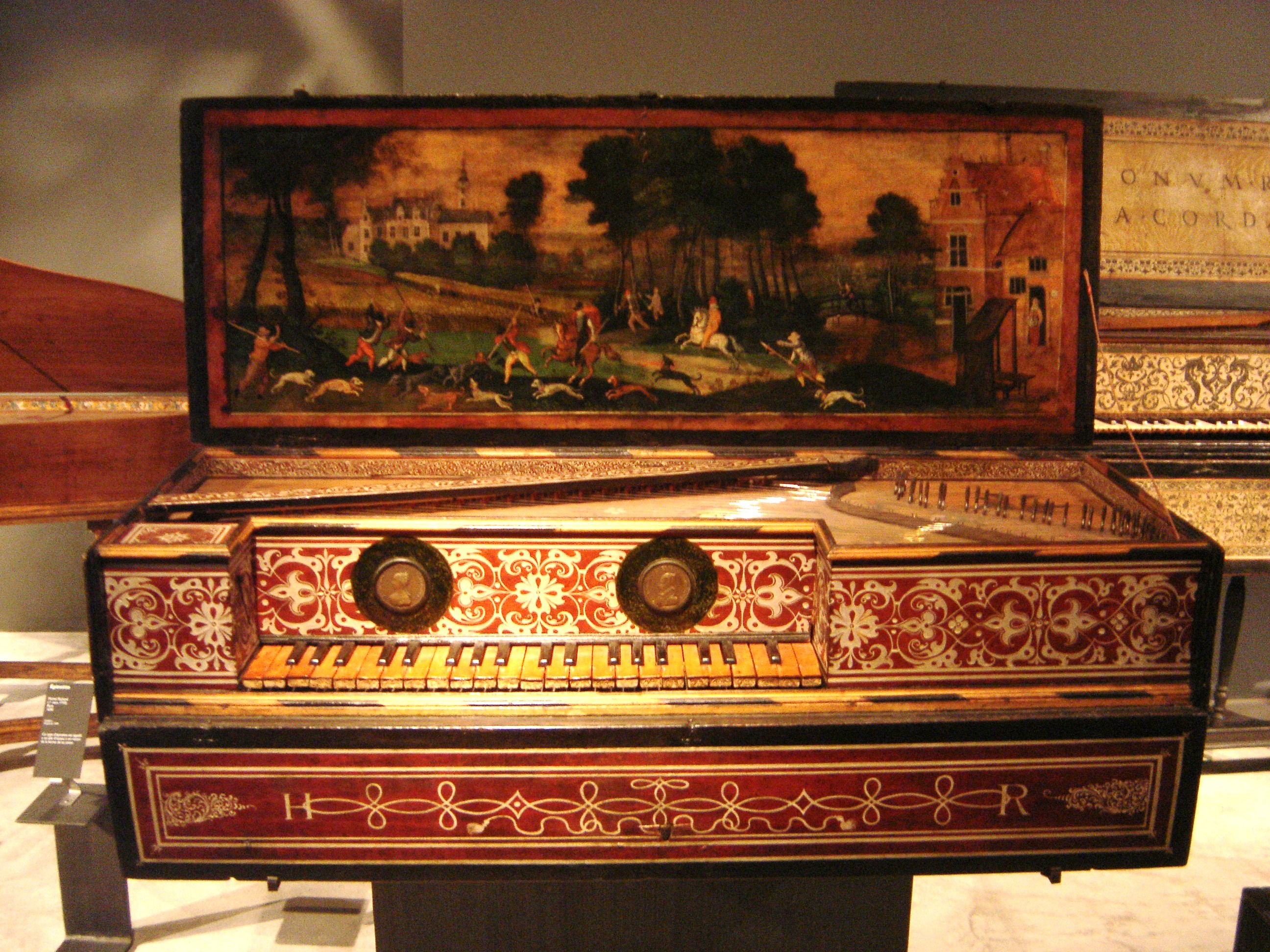
Hans Ruckers 1583 Virginal a la quinta París, Museo de la música.
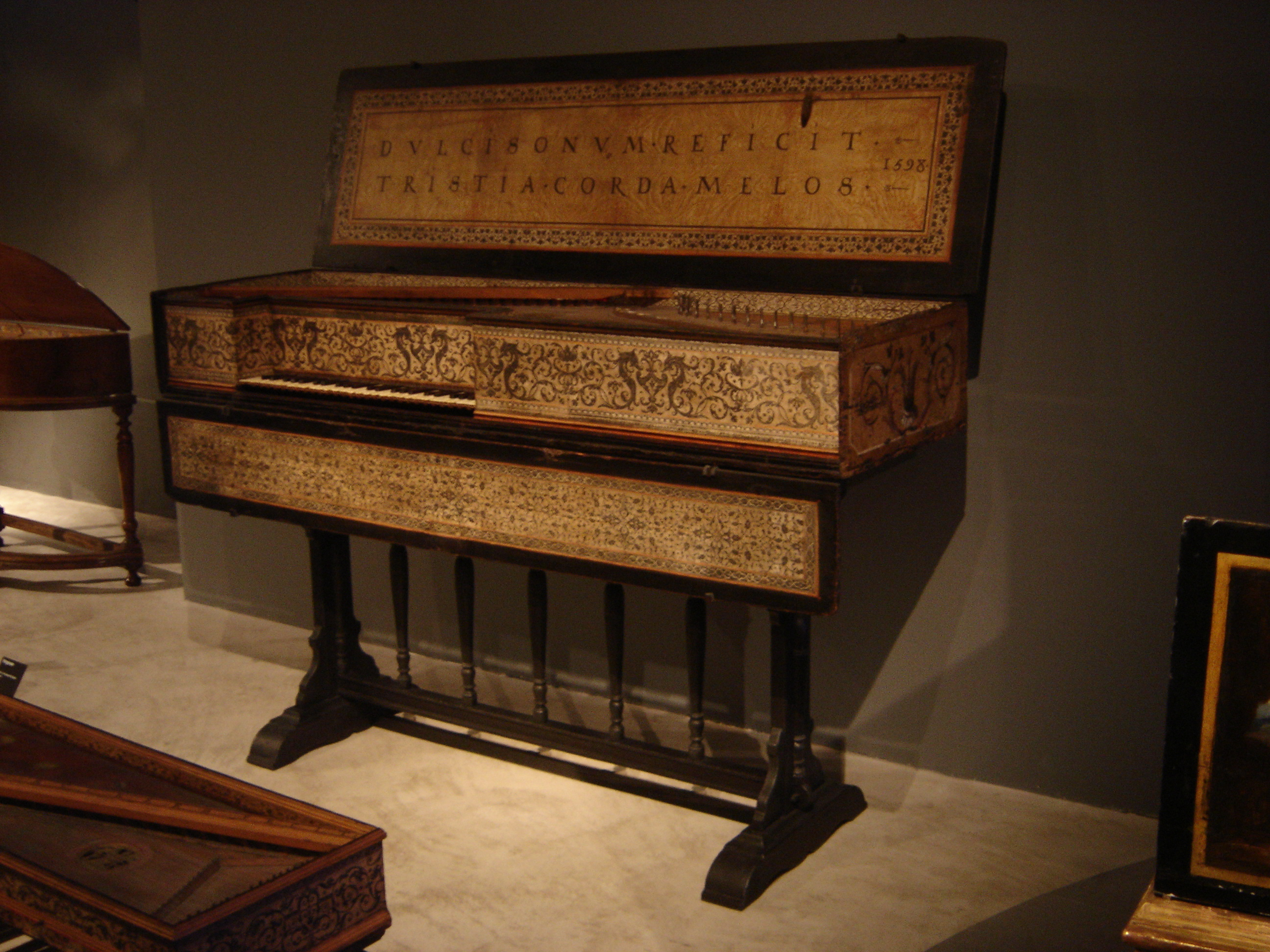
Hans & Ioannes Ruckers 1598 Gran virginal París, Museo de la música
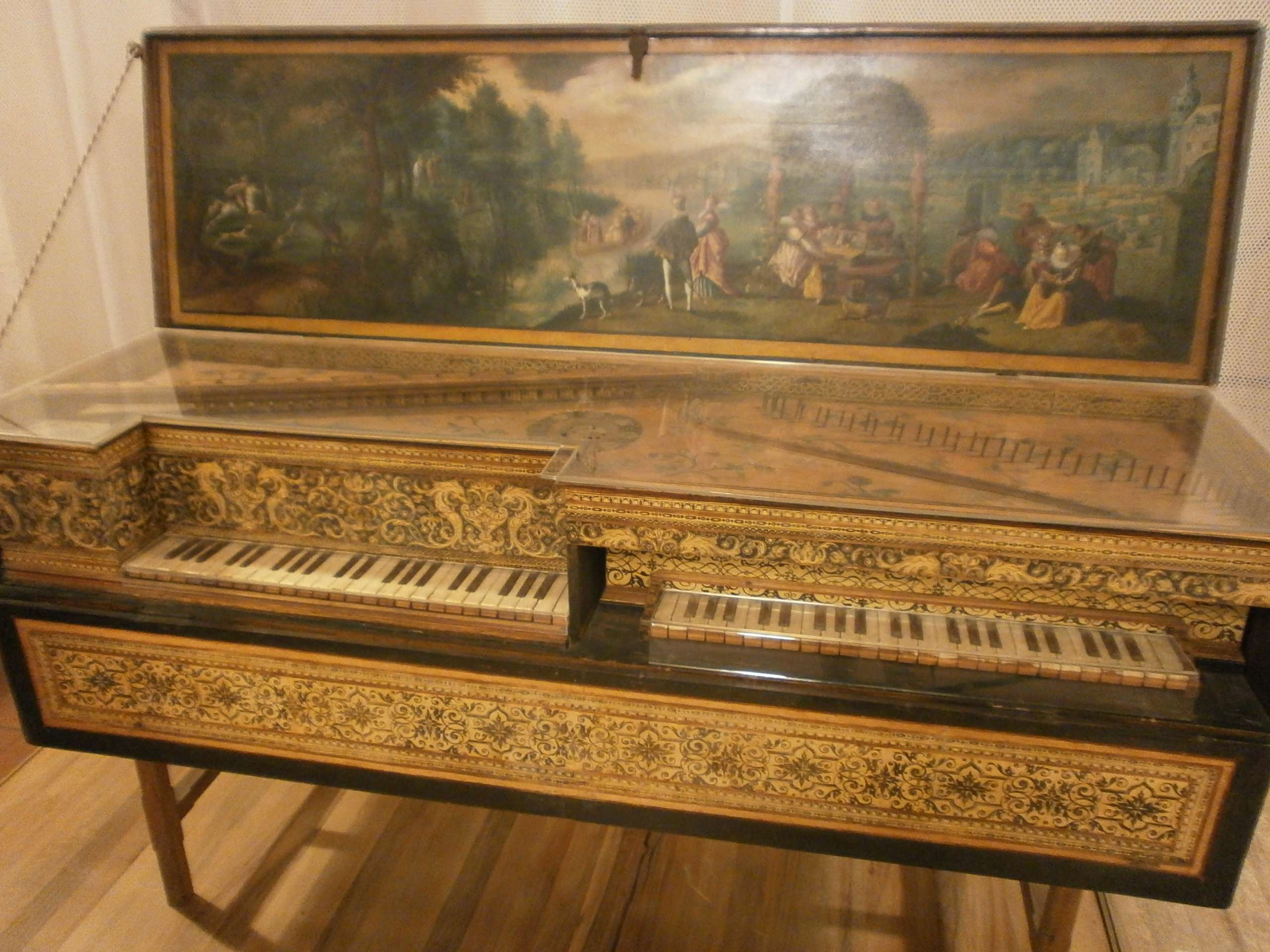
Ioannes Ruckers de hacia 1600 Doble virginal «Moeder en kind» Milán, Museo strumenti musicali.
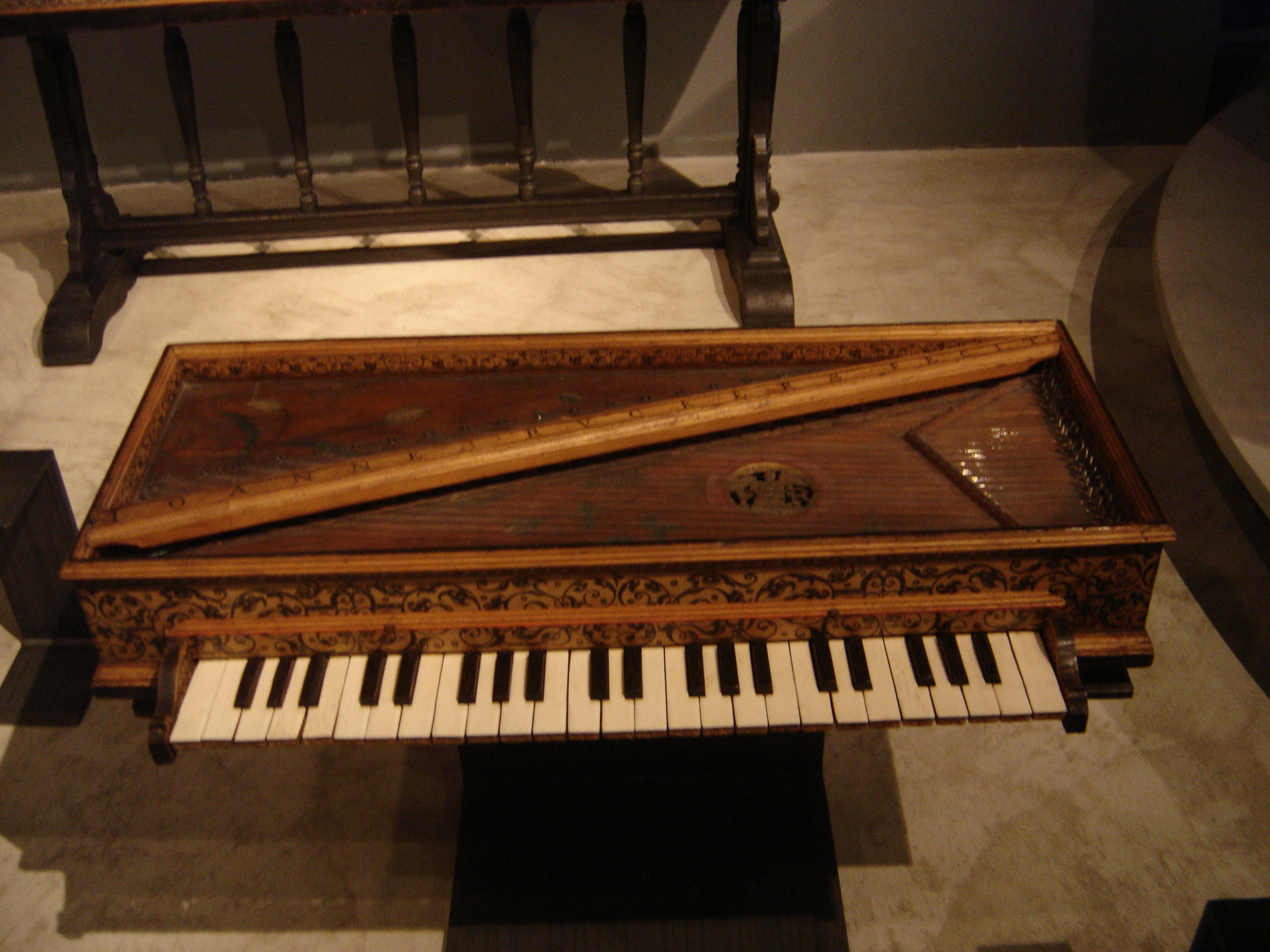
Ioannes Ruckers 1618 Virginal a la octava París, Museo de la música.

### SigloXVI- Francia e Inglaterra
Francia e Inglaterra importaban instrumentos italianos debido a una producción local insuficiente. Esto estaba garantizado por «fabricantes de instrumentos» que aún se habían especializado, que podía tratarse de lutiers o constructores de órganos.
Muchos fabricantes estuvieron activos en Francia en el siglo XVI, pero no se han conservado ninguno de sus instrumentos; lo mismo ha sucedido con los archivos de las comunidades de artesanos.

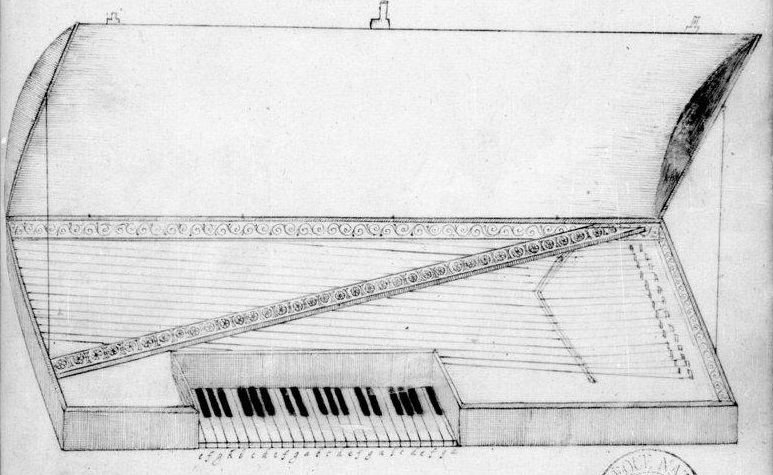
Dibujo de una espineta de Jacques Cellier.

Los instrumentos fueron quizás solo tipos de virginales o espinetas. Un dibujo de Jacques Cellier (entre 1583 y 1587) muestra una espineta rectangular con un teclado entrante, de menos de 4 octavas, con una tapa abovedada. En su Harmonie universelle, tratado publicado en 1636, el padre Marin Mersenne señala el efecto (Livre troisiesme des instrumens à chordes, proposition XXI):

Parece que los del otro siglo [es decir, del XVI] no tenían clavecines, ni espinetas de dos o más mecanismos, como las que tenemos ahora, que poseen cuatro mecanismos y cuatro filas de cuerdas, llamadas en francés: Eudisharmoste, la mayor de las cuales corresponde a los 12 pies del órgano, la segunda a la octava, la tercera a la duodécima, y de la cuarta a la quince, ya sea que solo tengan un teclado o que tengan dos o tres.

Los grandes clavecines eran por lo tanto o muy raros, o bien simplemente inexistentes: la primera mención de un «clavessin» data de 1600, en el inventario después del deceso del organista Pierre Chabanceau de La Barre.

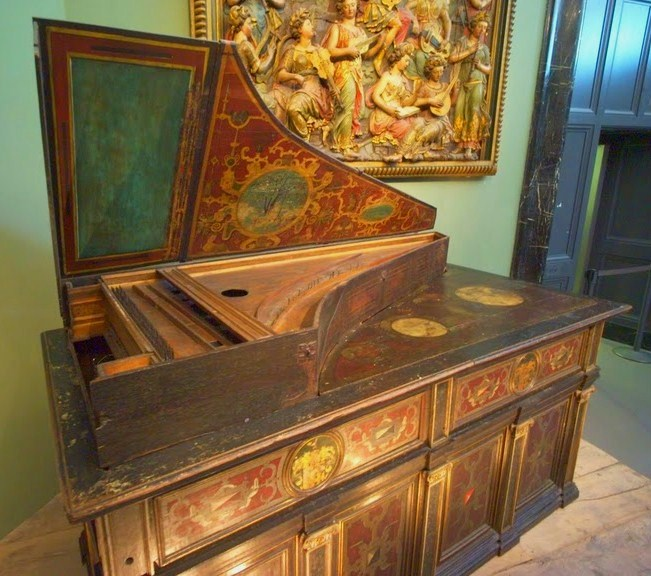
Claviórgano de Lodewijk Theeuwes (Londres, 1579)
Londres, Victoria & Albert Museum.

Además, la palabra «épinette» (espineta) en esta época en Francia tenía un significado general que puede llevar a confusión, así como la palabra «virginal» en Inglaterra, como lo atestigua Michael Praetorius en su Syntagma musicum en 1619: «Wiewohl die große viereckete, so wohl als die kleinen, ohn Unterscheid Spinetten in Italia genennet werden. In Engelland werden alle solche Instrumenta, sie sein klein oder groß, Virginal genennet. In Frankreich Espinette. In den Niederlanden Clavicymbel und auch Virginal. In Deutschland Instrument in Specie, vel peculiariter sic dictum. (sic)» («Tanto los instrumentos rectangulares grandes como los pequeños se llaman espineta en Italia.) En Inglaterra, todos los instrumentos similares, ya sean grandes o pequeños, se llaman virginal, en Francia, espineta, en los Países Bajos, clavicémbalo, y también virginal en Alemania, Instrument in Specie, vel peculiariter sit dictum»).
Los textos antiguos indican que las cajas a menudo estaban cubiertas con cuero de oveja o con telas como seda o satén; la caja del teclado, como en Amberes, podría estar forrada con papel impreso.
En Inglaterra, a pesar de la presencia documentada de varios fabricantes, el único instrumento que data del siglo XVI es un claviórgano de 1579 realizado por Lodewijk Theeuwes, natural de Amberes, que fue admitido en 1561 en el Gremio de San Lucas. Por lo tanto, este instrumento no puede ser significativo de la producción inglesa que, como en Francia, consistiría solo en instrumentos pequeños de tipo virginal o espineta.
Fueron apreciados en sitios importantes, como lo demuestra la importancia de la colección de instrumentos de Enrique VIII, y se sabe que su hija, la reina Isabel I, tocaba muy bien el virginal; esta predilección de la apodada «Reina Virgen» es también la fuente de la creencia persistente -y errónea- sobre el origen de la palabra «virginal».

## SigloXVII
En el siglo XVII, la producción europea siguió dominada por los fabricantes italianos y por la dinastía Ruckers de Amberes, que exportaba instrumentos de música.
Las características de los instrumentos italianos muestran pocos progresos en comparación con el período anterior, la característica más notable es una cierta estandarización del diseño 2 × 8'.
En cuanto a los Ruckers, su modo de producción casi «en serie» y la calidad de sus instrumentos se impuso progresivamente como modelo en otros centros de producción del norte de Europa. Adoptaron para los mejores clavecines el segundo teclado, al principio solo un transpositor, que sería objeto de un gran desarrollo en el siglo XVIII.
La producción comenzó a crecer lentamente en Francia, Inglaterra y Alemania.

### SigloXVII- Italia
En el siglo XVII, el clavecín italiano experimentó algunos cambios en comparación a lo que era en el siglo anterior; no muy visibles, conservaron el carácter y el sonido particular del instrumento.
La cantidad de instrumentos construidos, tanto para el mercado local como para la exportación, siguió siendo importante; pero a diferencia de lo que estaba sucediendo en Flandes al mismo tiempo, donde los Ruckers monopolizaban la producción, por así decirlo, e impusieron un estándar, los fabricantes italianos eran muy numerosos y estaban repartidos en muchas ciudades: presentaban más variedad en un aspecto general que continuaba siendo muy distintivo y muy diferente de la competencia nórdica. Muchos instrumentos se conservan hoy en día, pero muchos de sus autores permanecen en el anonimato.

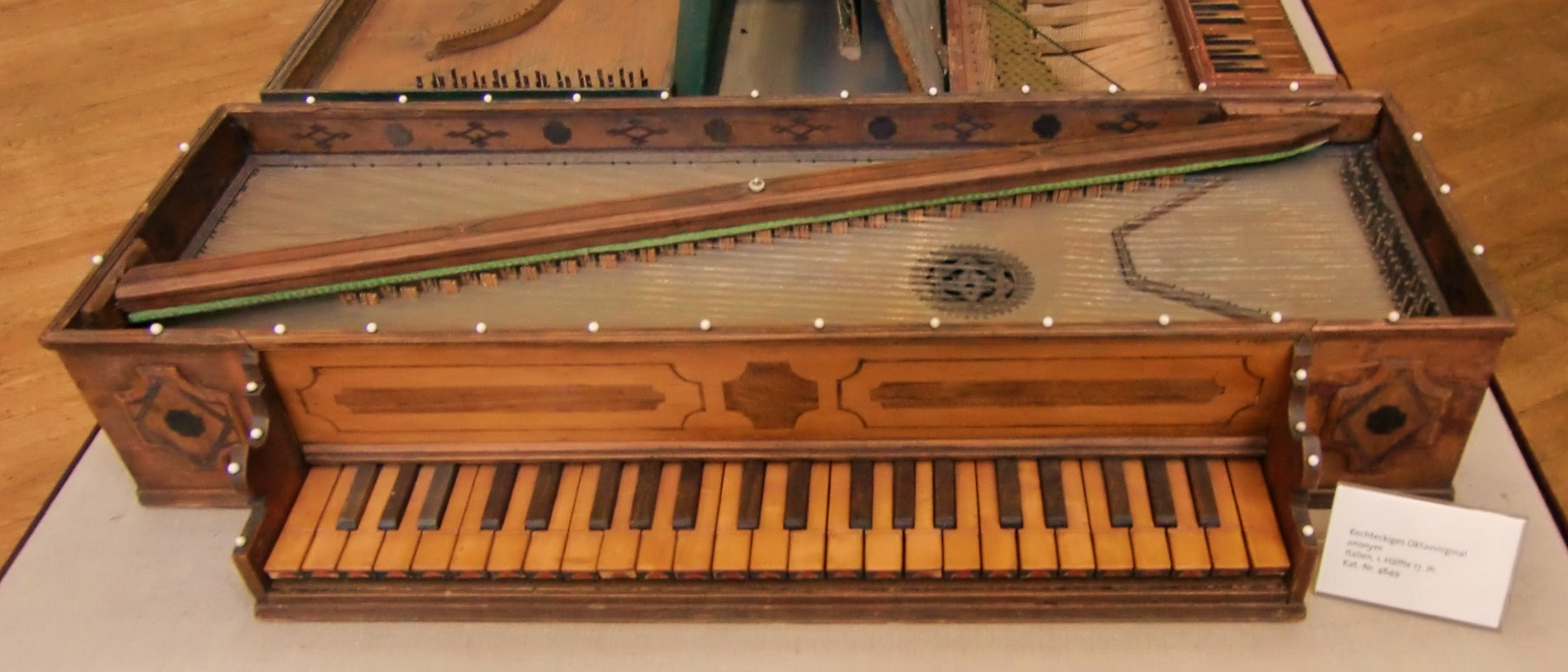
Espineta rectangular anónima. Primera mitad del. Musikinstrumentenmuseum de Berlín.

Además de la espineta poligonal, que siempre se producía en grandes cantidades, reapareció la espineta rectangular, que estaba pasada de moda; ambos tipos continuarán coexistiendo hasta el siglo XVIII.

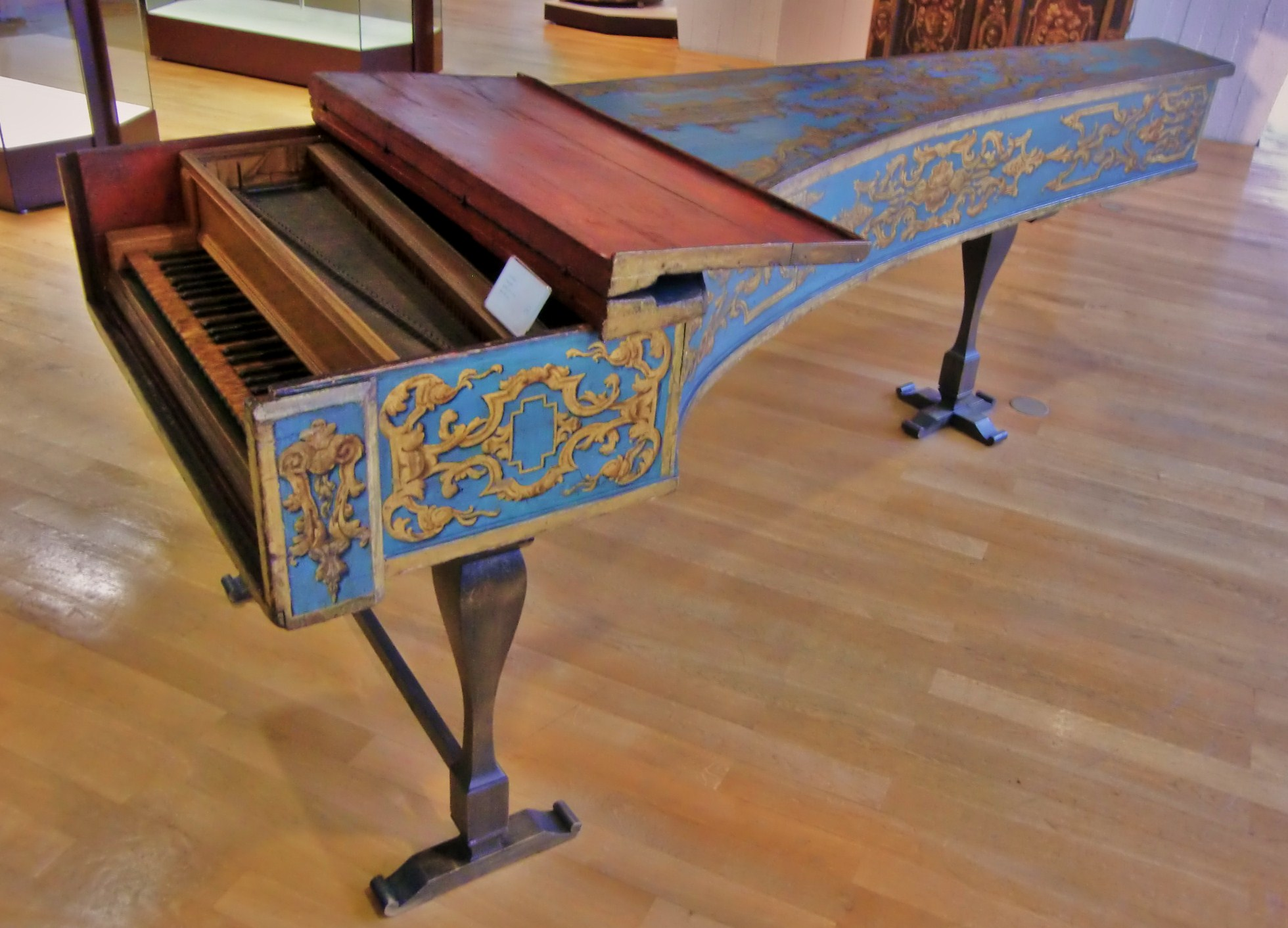
Clavecín anónimo de finales del
Berlín, Musikinstrumentenmuseum.

Aunque la estructura interna y los principios de construcción continuaban siendo más o menos los mismos, se construyeron además de los instrumentos de paredes delgadas con caja externa, instrumentos con paredes más gruesas, lo que convertía a la caja exterior en inútil; por lo que fue disimulada de modo que a primera vista no se apreciara el cambio. Los clavecines comenzaron a dotarse sistemáticamente con una base que a menudo estaba constituida por tres patas conformando una columna con la base ampliada.
Otro cambio bastante generalizado fue la sustitución de la disposición de 1 × 8', 1 × 4' por la de 2 × 8', que se adaptaba mejor al continuo que se desarrolló en esta época bajo la influencia, por ejemplo, de Claudio Monteverdi. La antigua disposición no desapareció por completo, pero muchos instrumentos antiguos se transformaron para estar a la moda, a veces distorsionando las conclusiones de los expertos en cuanto a la invariabilidad, en general, de la disposición a la italiana a lo largo del período de 1500 a 1800. La disposición de algunos instrumentos era de 3 × 8'. Los registros ya no fueron concebidos para ser móviles (a excepción de las llaves de afinación). El teclado único continuó siendo la norma; siendo la rara excepción los dos teclados,. Los instrumentos que poseían varios fueron el resultado de transformaciones o falsificaciones posteriores, particularmente por Leopoldo Franciolini en el siglo XIX. La gama de instrumentos se estabilizó más o menos de do/mi a do: cuatro octavas con una octava corta en los graves, ascendiendo a veces hasta el fa, probablemente por razones de transposición. Como los instrumentos ya no estaban reservados  exclusivamente a la alta nobleza y la monarquía, la decoración generalmente se volvió, a excepción de notables excepciones, un poco más simple. Los centros de producción se desplazaron un poco; Venecia perdió su relativa  importancia en beneficio de Roma (Boni, Zenti, Giusti, Ridolfi, Todini...) Nápoles (Fabri, Guarracino), Florencia (Poggio, Pratensis, Pasquino, Mondini, Quoco, Bolcioni, Pertici...), Bolonia (Faby). Se conocen muchos nombres de fabricantes, no siempre asociados con instrumentos existentes o con indicaciones biográficas precisas, pero es necesario subrayar la gran cantidad de instrumentos anónimos, algunos de los cuales han podido ser atribuidos por los expertos. Además, las falsificaciones hechas en el siglo XIX han  complicado las cosas en muchas pista: algunos nombres aparecen como pura invención y hay instrumentos cuya atribución ha sido falseada.

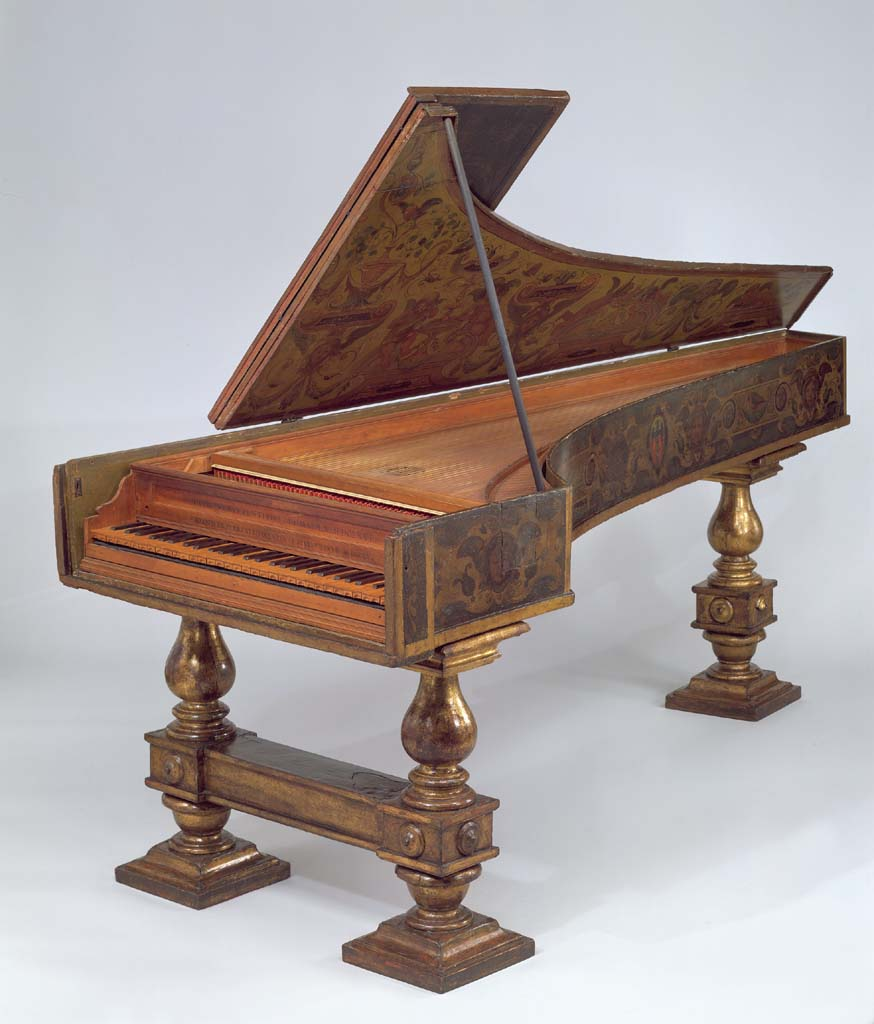
Clavecín de Girolamo Zenti (1666)
Nueva York, Museo Metropolitano de Arte.

Entre los muchos nombres conocidos, algunos factores destacan en particular:
- A Giovanni Battista Boni (activo en Roma de 1619 a 1641, aproximadamente) se lo conoce por haber trabajado para la familia Barberini: la del Papa Urbano VIII y sus tres sobrinos, dos de ellos cardenales. Los pocos instrumentos que han subsistido tienen características diferentes.[59]
- Girolamo Zenti (circa 1609 - circa 1666), quizás el más conocido y el más viajero de los fabricantes italianos del siglo. Sustituyó a Battista Boni tras su muerte, como fabricante de los Barberini. Nacido en Viterbo, trabajó primero en Roma antes de ir a trabajar sucesivamente a Estocolmo en 1653, a Roma en 1660, a París en 1662, a Londres y después a Roma en 1664, y finalmente a París en 1666, donde murió. Es posible que también trabajase en Florencia para Fernando III, Gran Duque de Toscana. Sin embargo, no queda ningún instrumento de los que pudo construir en Estocolmo, París y Londres. Además de algunos otros que llevan su marca, es mejor sobre todo conocido por un instrumento de 1631 de falsa caja exterior, la primera espineta curvada de la que quizás sea el inventor y que tuvo un gran éxito en varios países, en Francia, Alemania y, más que en otro lugar, en Inglaterra.[60]

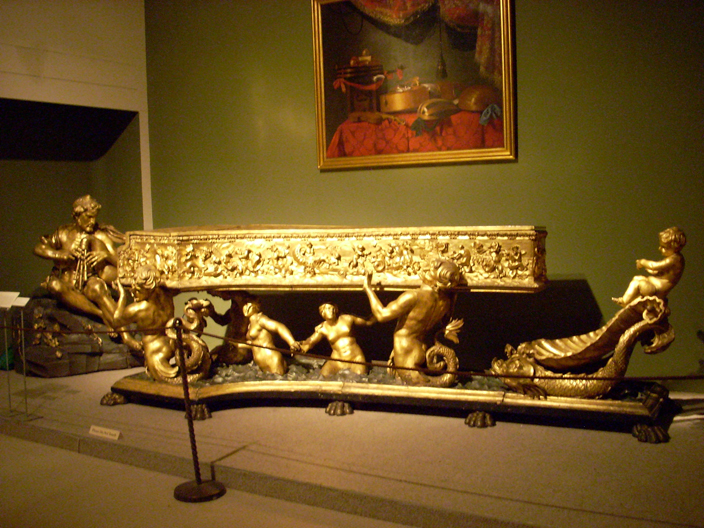
Clavecín de Michele Todini.
Museo Metropolitano de Arte de Nueva York.

- Michele Todini (1616-1690) fue quizás el fabricante, y en cualquier caso el propietario de un clavecín con la decoración más extraordinaria.[61] En la actualidad se exhibe en el Museo Metropolitano de Arte de Nueva York. Es «la síntesis del instrumento y la escultura, una obra de arte en su totalidad»,[62] a la que el propio Todini llamó la Macchina di Polifemo e Galatea. Completamente dorado, su eclisa curva está decorada con un bajorrelieve que representa una escena de la mitología griega; la base consiste en un grupo de estatuas doradas que parecen emerger del océano: tres tritones llevan el instrumento, alentados por dos náyades, y seguidos por delfines que llevan un bebé (putto) en una caracola marina. «Los brazos del putto parecen agarrar riendas que tal vez existieron originalmente»;[62] el zócalo, pintado de verde para representar el mar, descansa sobre patas de león [61] (garras barrocas);[62] el clavecín está flanqueado por dos grandes estatuas: a la izquierda, el cíclope Polifemo sentado, con una cornamusa en la mano, corteja a la ninfa Galatea, a la derecha, dejando deducir, por su actitud que ella "«originalmente sostenía un laúd».[63] Unos cables unían al cíclope con el clavecín y así el instrumentista podía accionar los fuelles instalados debajo de la estatua para hacer sonar la cornamusa.[63]

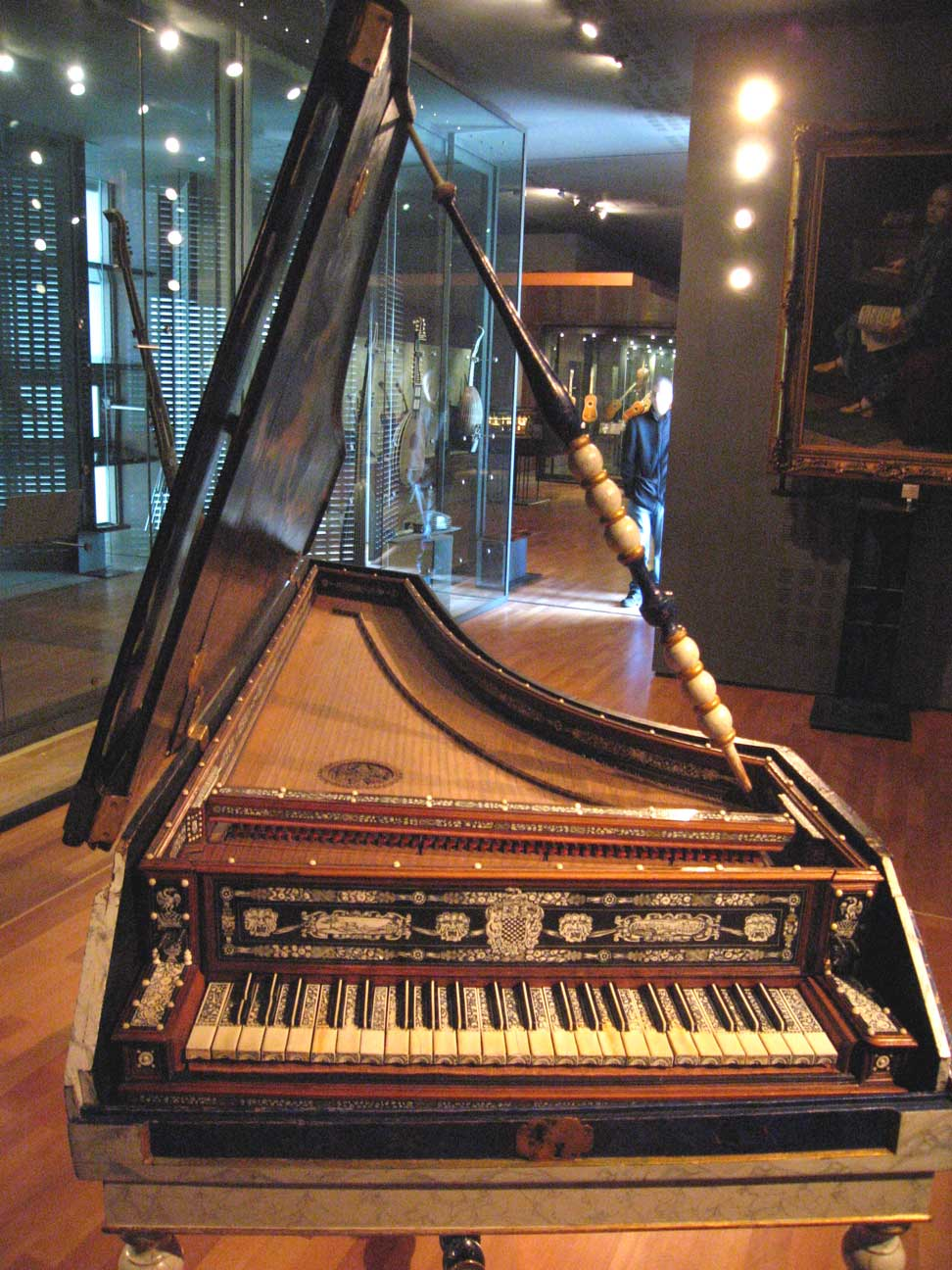
Clavecín de Pietro Faby (1677)
París, Museo de la música.

- Giuseppe Mondini (1631-1718), sacerdote y fabricante de clavecines, mantenía relaciones con los Médici y el cardenal Pietro Ottoboni. Tal vez fue, antes que el francés Jean Marius, el inventor de un clavecín plegable.[64]
- Onofrio Guarracino (1628 - después de 1698) fue el principal representante de la escuela napolitana, cuyos principios de fabricación eran diferentes de los del norte de Italia, especialmente en sus virginales de forma rectangular cuyo somier estaba dispuesta en la parte trasera de los macillos y no lateralmente.[65]
- Pietro Faby (1639 - ¿1703?) habría trabajado en Francia; en particular, dejó un clavecín de 1677, expuesto en París (Museo de la Música) de disposición habitual, pero cuya apariencia general y decoración se apartan completamente de la práctica italiana corriente.[65]

En el siglo XVII y comienzos del XVIII, se construyeron instrumentos concebidos para tratar de paliar los problemas de enarmonía y transposición que planteaban, en el temperamento mesotónico, mediante teclados con doce teclas por octava; aparecieron modelos con 13 o 14 teclas (con re {\displaystyle \sharp } y/o la{\displaystyle \flat }, el cimbalo cromatico con 19 teclas, el archicémbalo con 31 o 36 teclas. Estas pruebas, relativamente numerosas, se abandonaron y casi todos los instrumentos se modificaron posteriormente para volver al teclado habitual.
Solo subsiste un ejemplar del Renacimiento, con un teclado con 31 notas en una octava: se trata del Clavemusicum Omnitonum Modulis Diatonicis Cromaticis y Enearmonicis, construido por el veneciano Vito Trasuntino en 1606, que permite tocar la escala diatónica, la cromática y la enarmónica. El instrumento se exhibe en el Museo internazionale e biblioteca della musica de Bolonia.

### SigloXVII- Flandes
La historia del clavecín flamenco en el siglo XVII es, por así decirlo, una crónica de las dinastías Ruckers y Couchet, de las cuales se conservan casi cien instrumentos; los firmados por otros nombres (Hans Moermans el Joven, Simon Hagaerts, Gommar van Eversbroeck y Joris Britsen) son solo cinco en total; son además comparables en todos los aspectos.
Hans Ruckers tuvo once hijos. Dos de sus hijos se hicieron cargo del negocio tras su muerte en 1598: Ioannes (1578-1642) y Andreas (1579 - c. 1652). Los dos hermanos trabajan juntos primero. En 1604, su madre murió. En 1608, Ioannes le compró a Andreas su parte de la herencia, y este último creó su propio taller.
La siguiente generación está representada por el hijo de Andreas, también llamado Andreas (1607 - c. 1654), y Ioannes Couchet (1615-1655), nieto de Hans por su madre Catherina. Fue aprendiz de su tío Ioannes y se hizo cargo del negocio después de su muerte. Tuvo cuatro hijos fabricantes de instrumentos: Ioannes II (nacido en 1644), Petrus Ioannes (nacido en 1648), Ioseph Ioannes (1652-1706) y Abraham Ioannes (nacido en 1655).
Por lo tanto, a durante todo el siglo XVII, esta familia monopolizó la fabricación amberin.a Grant O'Brien estima que cada año se produjeron entre 35 y 40 instrumentos de cada uno de los talleres de Ioannes y Andreas, y que su producción total durante sus 45 años de actividad debió estar entre 3000 y 3600, de todos los tipos. Esta cifra, sin igual en su época, tal vez sería superada 150 años más tarde en Londres por Jacob Kirkman. Los clavecines con su prestigiosa marca se conservarán con mucho cuidado por parte de sus dueños, lo que explica la gran cantidad que aún existe en la actualidad, a través de las modificaciones y remodelaciones posteriores.
Una producción tan importante requirió una gran cantidad de empleados; los propios Ruckers probablemente se limitaban a poner a resguardo y controlar los instrumentos terminados antes de entregarlos al cliente. Incluso es probable que subcontrataran algunos elementos, especialmente los macillos.

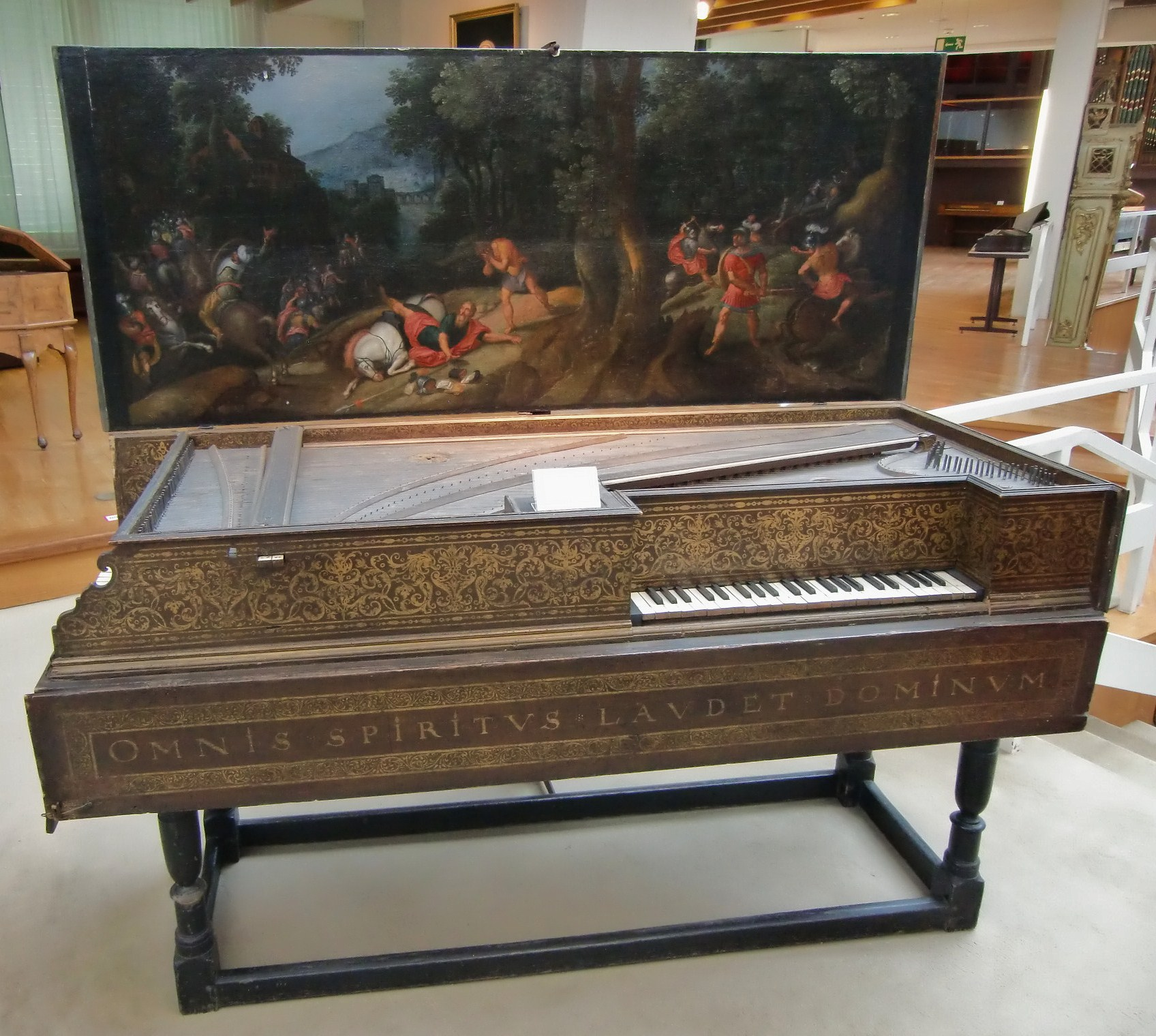
Combinación de Clavecín/Virginal de Ioannes Ruckers.
Berlín, Musikinstrumentenmuseum.

Los Ruckers/Couchet crearon o al menos impusieron el tipo de clavecín flamenco, muy diferente del clavecín italiano, tanto en su concepción como en su sonoridad. Produjeron toda una gama de instrumentos, distintos en tamaño de los cuatro tipos principales: virginal, clavicémbalo con uno o dos teclados, instrumento que combinaba un clavecín y un virginal en la misma caja de forma rectangular.
Los virginales se construían en seis longitudes distintas, expresadas en pies flamencos (voet): respectivamente 6, 5, 4½, 4, 3 y 2½ voeten. Entre los más largos, el teclado se podía colocar a la izquierda, centro o derecha (muselar): el punto de punteado lejos de la cejilla proporcionaba un sonido pleno y profundo muy característico. Es así como se propuso una gama de nueve modelos: seis del tipo «virginal-espineta», tres del tipo «virginal-muselar»; hoy en día todos estos tipos sobreviven, con la excepción del «virginal-espineta» de 5 voeten. Los instrumentos de tres voeten formaban a menudo parte de la combinación llamada madre e hijo, siendo la madre un instrumento de seis voeten.
El clavecín de un solo teclado «estándar» es un instrumento de seis voces (longitud de aproximadamente de 181 cm, ancho de aproximadamente de 71 cm)  con un rango do/mi a do (octava corta) y un diseño de 1 × 8' + 1 × 4'; una variante menos frecuente, probablemente destinada al mercado inglés, según Grant O'Brien, poseía un teclado totalmente cromático.
Los clavecines dobles eran más grandes (longitud de unos 224 cm, anchura de unos 79 cm), pero tenían la misma extensión; los teclados no estaban alineados, pero los transpositores se desplazaron una cuarta; el teclado superior tenía un rango de do/mi a do  (45 notas, octava corta); el teclado inferior tenía un rango nominal de do/mi a fa que sonaba de sol/si a do (50 notas, octava corta). Los teclados compartían los mismos juegos de cuerdas y no estaban concebidos para tocarlos en conjunto juntos ni ser emparejados. Había cuatro juegos de macillos, cada teclado tenía sus propios juegos de 8'y 4'. El clavecín doble también podía tener teclado cromático, de más de 5 cm de ancho.

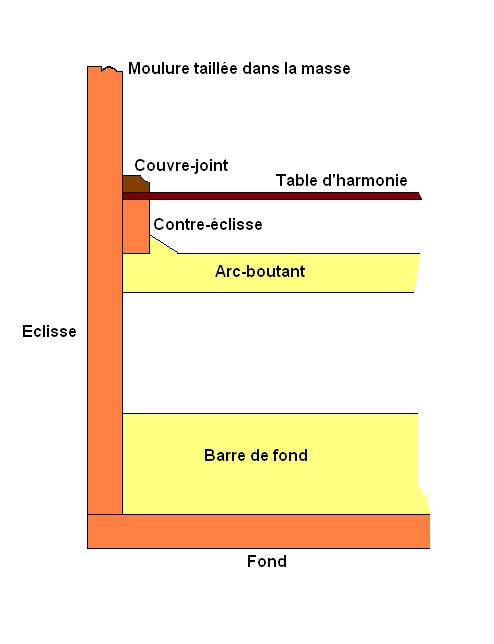
Estructura de la caja de un clavecín flamenco.

La construcción del clavecín flamenco era muy diferente de la de los italianos. Las paredes, siempre de tilo, eran más gruesas (de 14 a 16 mm) y el fondo era añadido por último en una caja constituida por el clavijero, las eclisas y los refuerzos internos: travesaños y arbotantes, probablemente después de la instalación de la tabla armónica. El bastidor consta de una gran barra colocada en diagonal, que limita un triángulo que contiene la roseta y cuatro barras pequeñas perpendiculares al armazón, situadas a ambos lados de la roseta. Entre dos barras de fondo se reserva el espacio para un pequeño cajón destinado a guardar pequeñas herramientas y materiales necesarios para el mantenimiento. La caja tiene una forma relativamente compacta, con una eclisa curva cuya concavidad es continua. La tapa tiene dos partes articuladas, la parte anterior descubre los teclados y el clavijero.
El módulo de las cuerdas era de aproximadamente de 35-36 cm, con un diámetro que aumentaba progresivamente hacia los graves. De hierro en los agudos, eran de bronce, y de cobre en los graves. El material de capos y puentes era madera de haya.

El siglo XVII es la gran época de los clavecines Ruckers
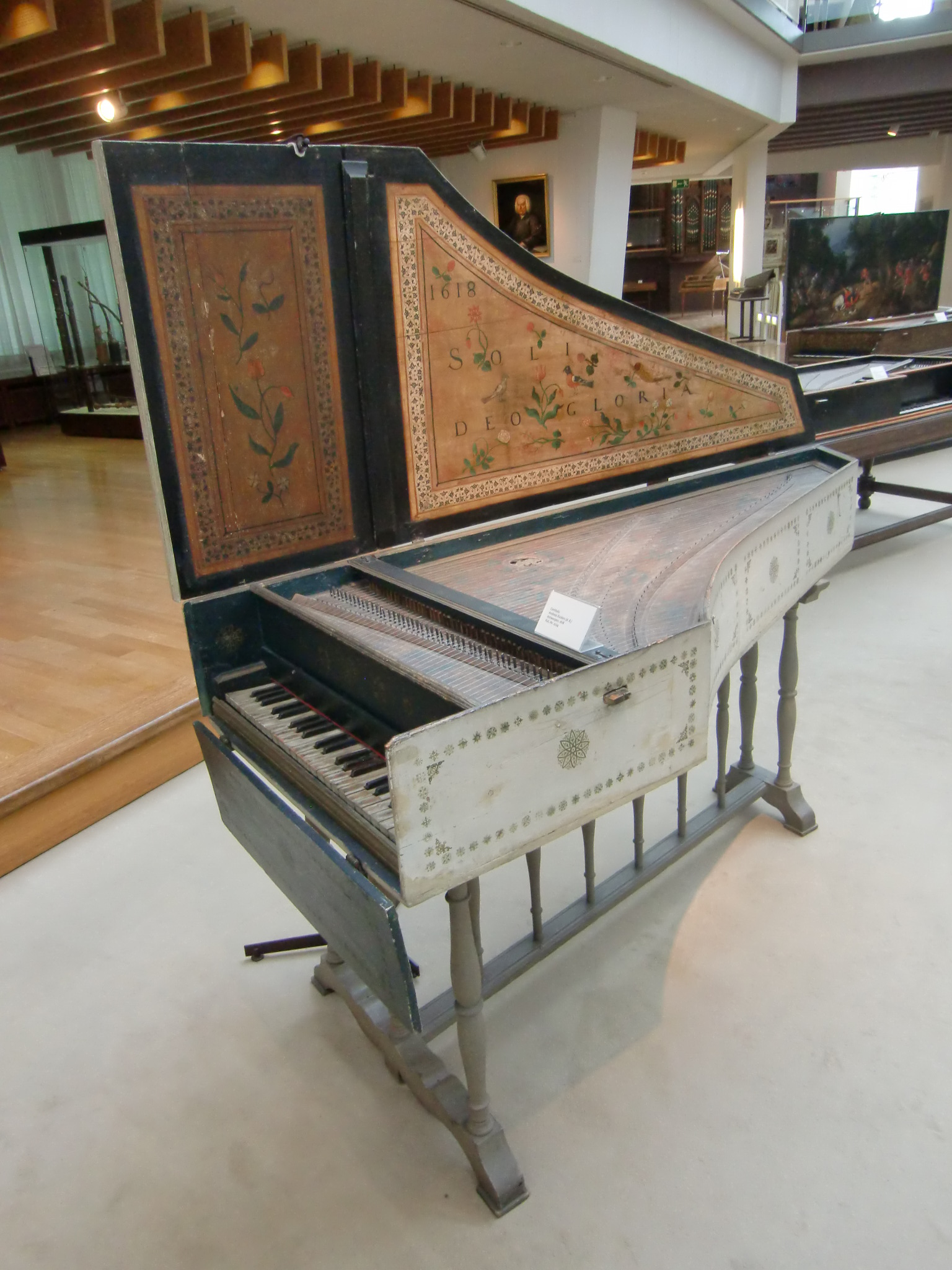
Andreas Ruckers 1618 Berlín, Musikinstrumentenmuseum.
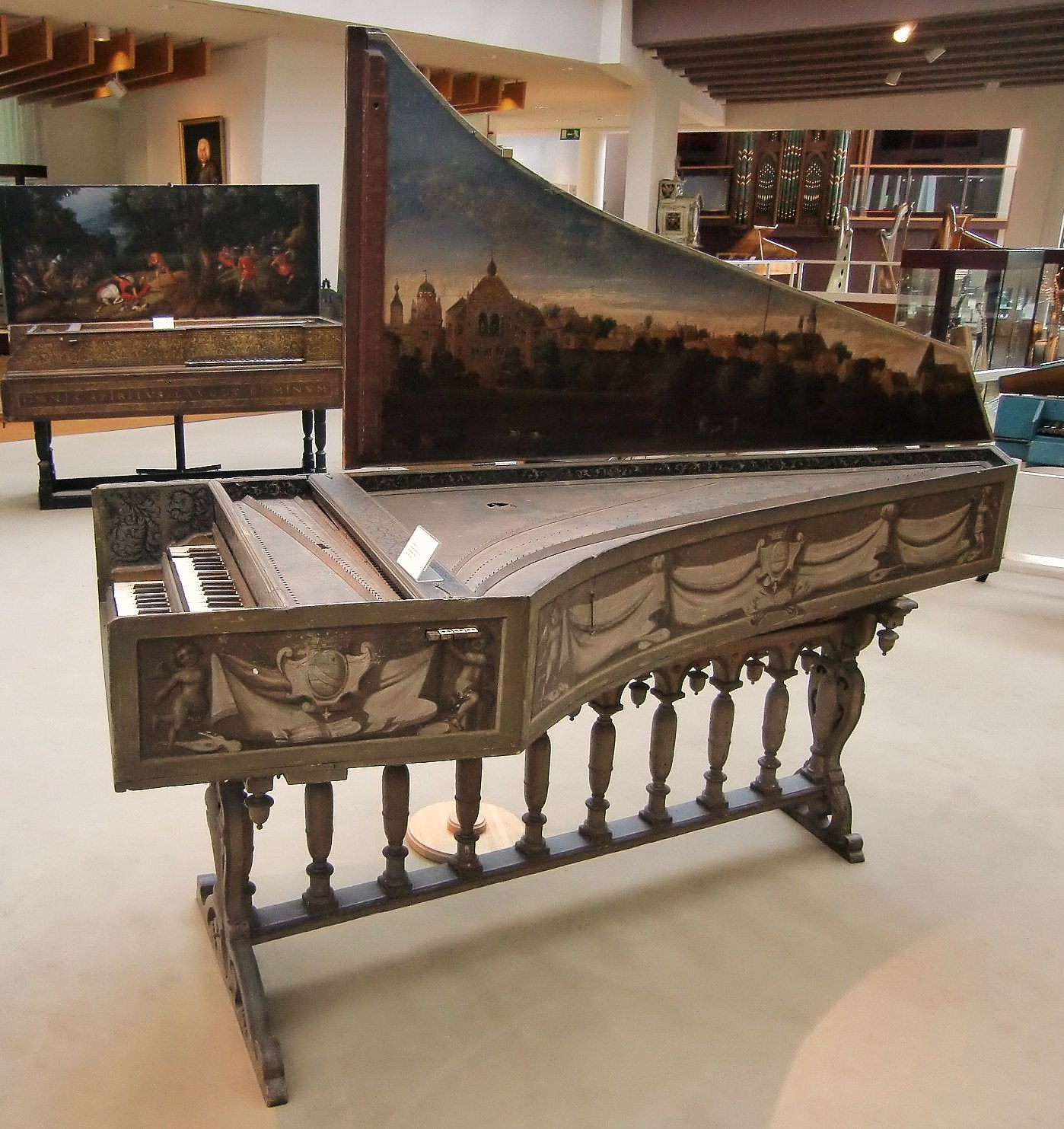
Andreas Ruckers 1620 Berlín, Musikinstrumentenmuseum.
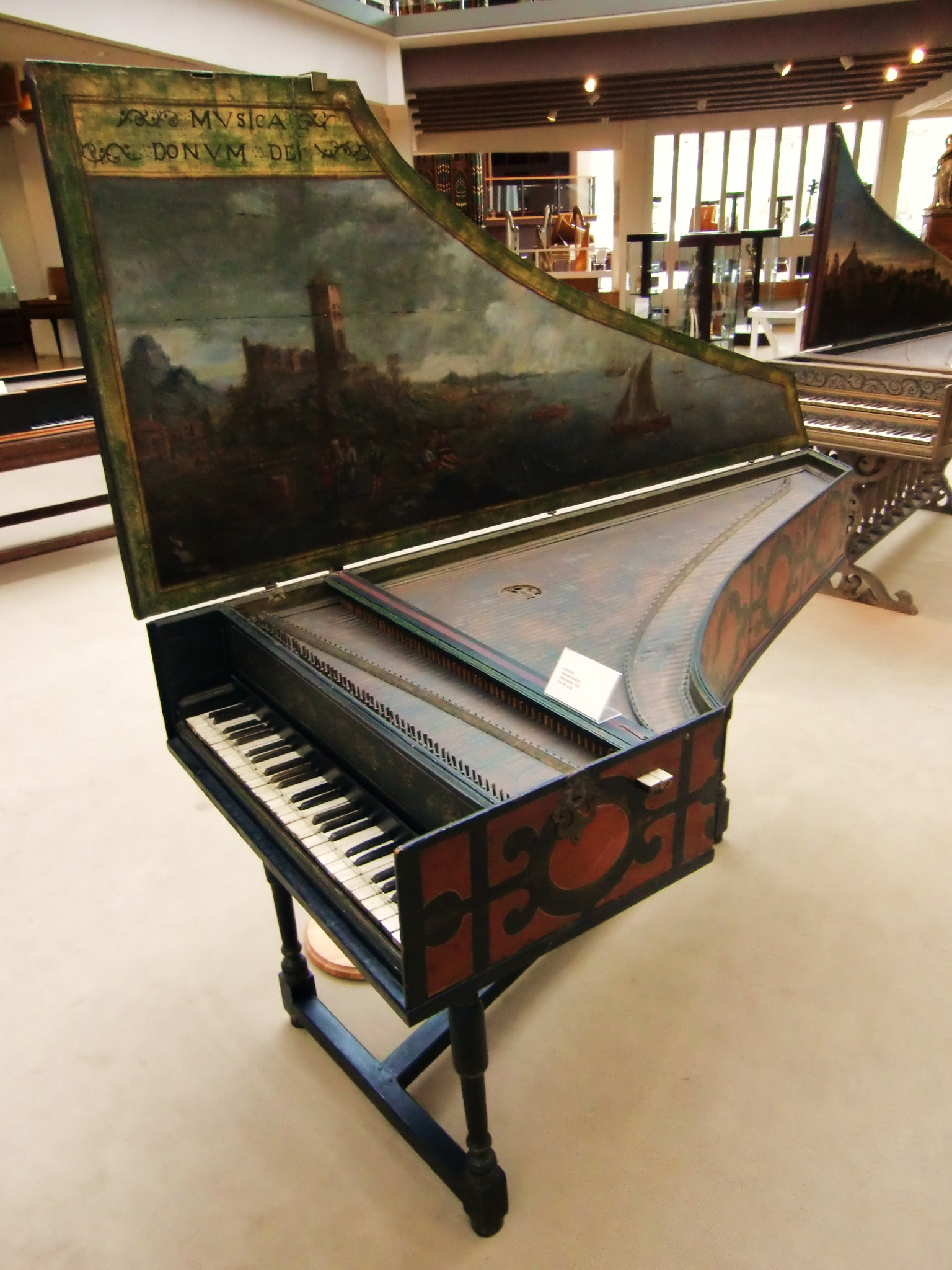
Ioannes Ruckers 1627 Berlín, Musikinstrumentenmuseum.
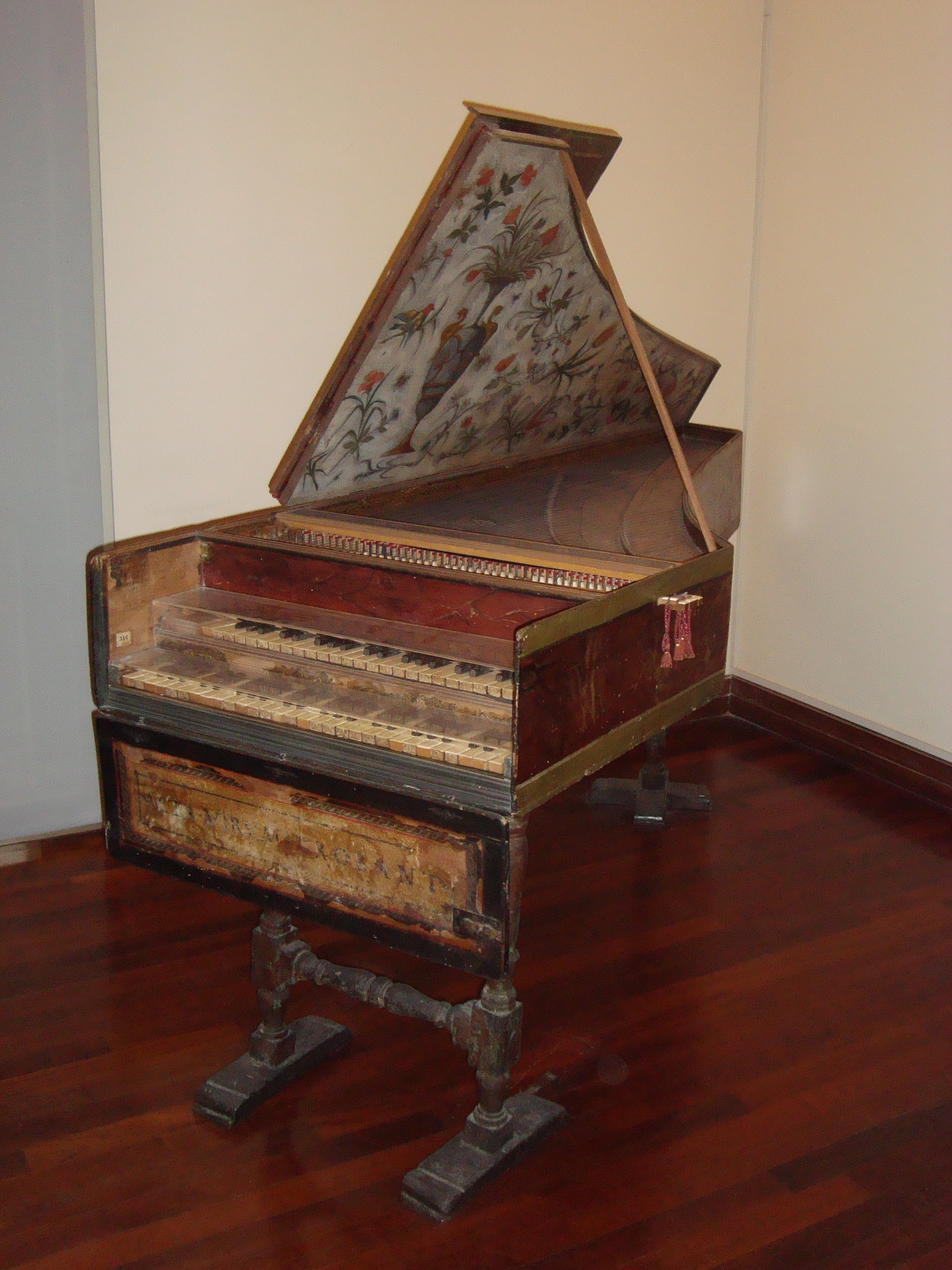
Ioannes Ruckers 1637 Roma, Museo Nazionale degli Strumenti Musicali.

La decoración flamenca original, a menudo cambiada durante modificaciones posteriores, es muy característica. Es bien sabido, no solo gracias a algunos instrumentos (raros) preservados en su estado original, sino también gracias a muchas escenas de género que muestran que los virginales, las muselares y los clavecines comúnmente adornaban los interiores de las moradas de la burguesía adinerada.

El clavecín aparece en numerosas escenas en pinturas flamencas
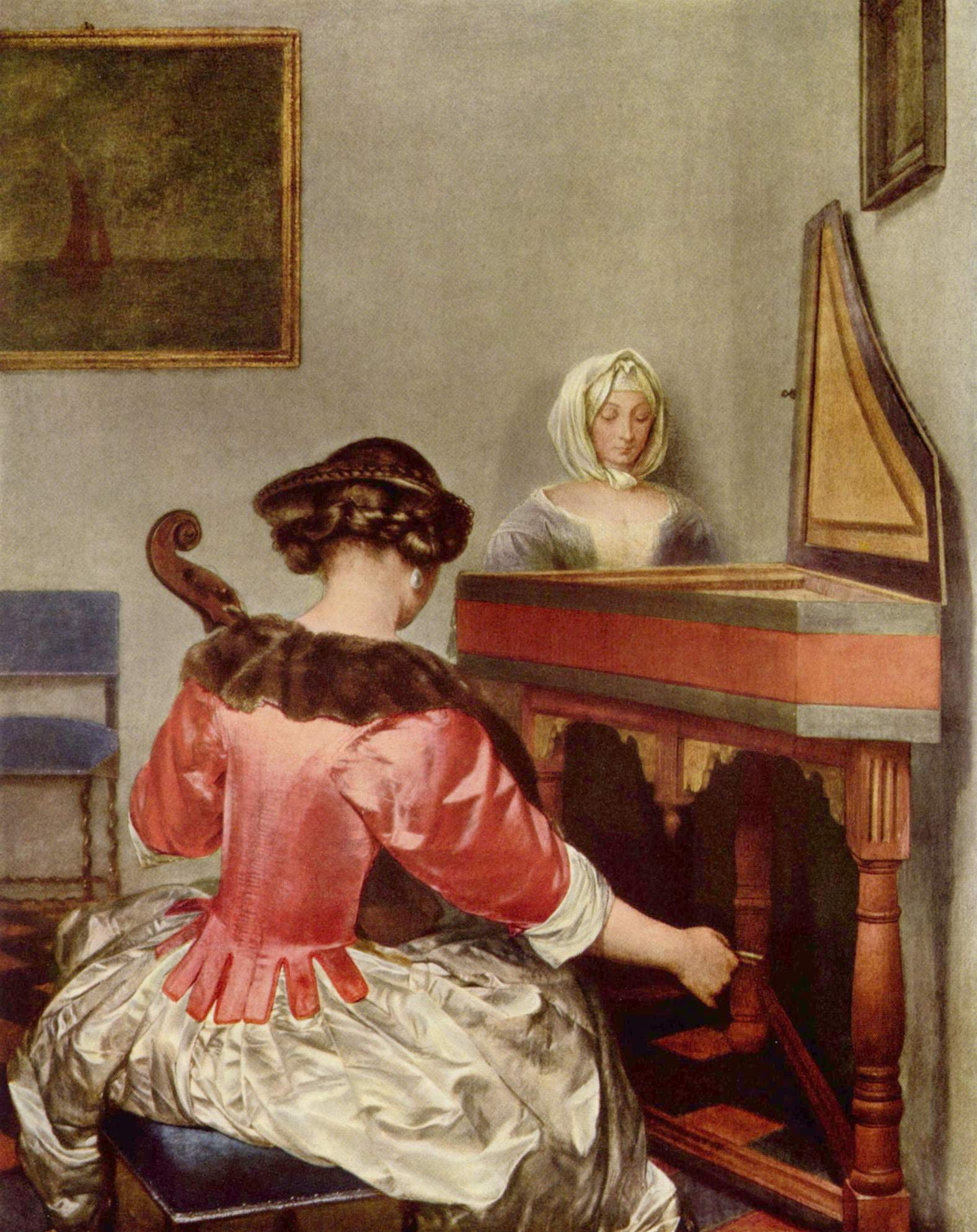
Gerard ter Borch El concierto, 1655 Berlín, Gemälde Galerie
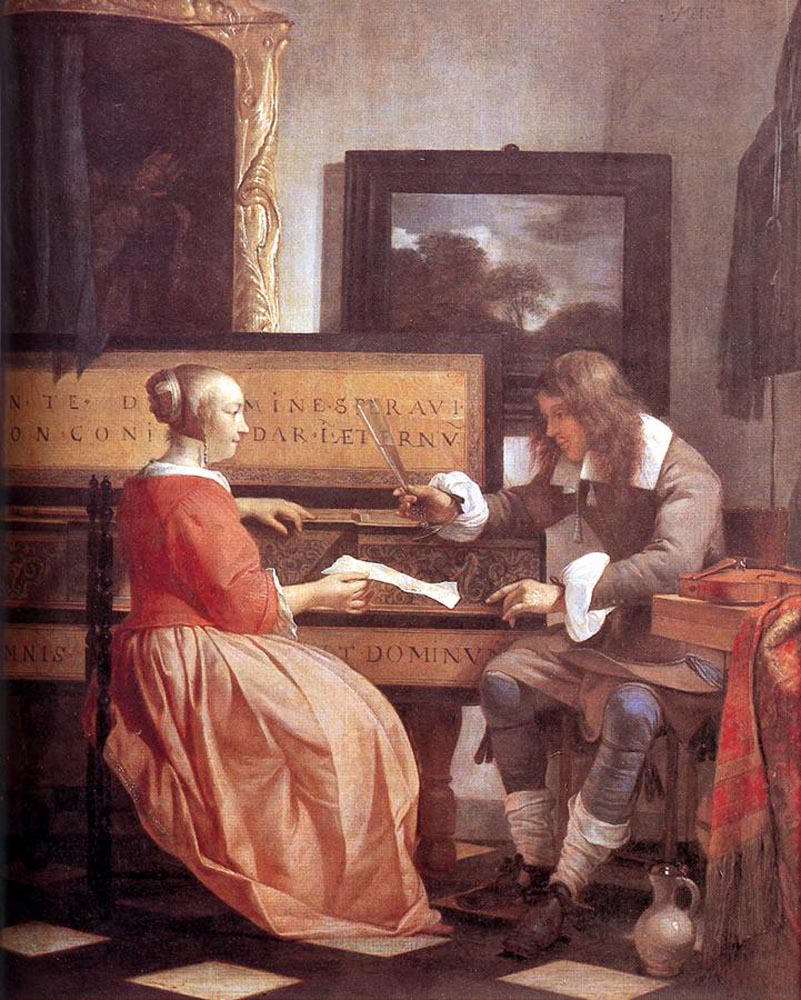
Gabriel Metsu Hombre y mujer sentados en el virginal, en torno a 1659 Londres, The National Gallery
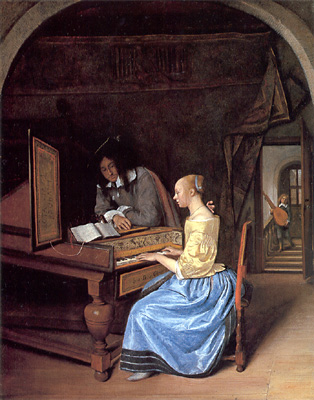
Jan Steen «Acta virum probant», 1659 Londres, The National Gallery
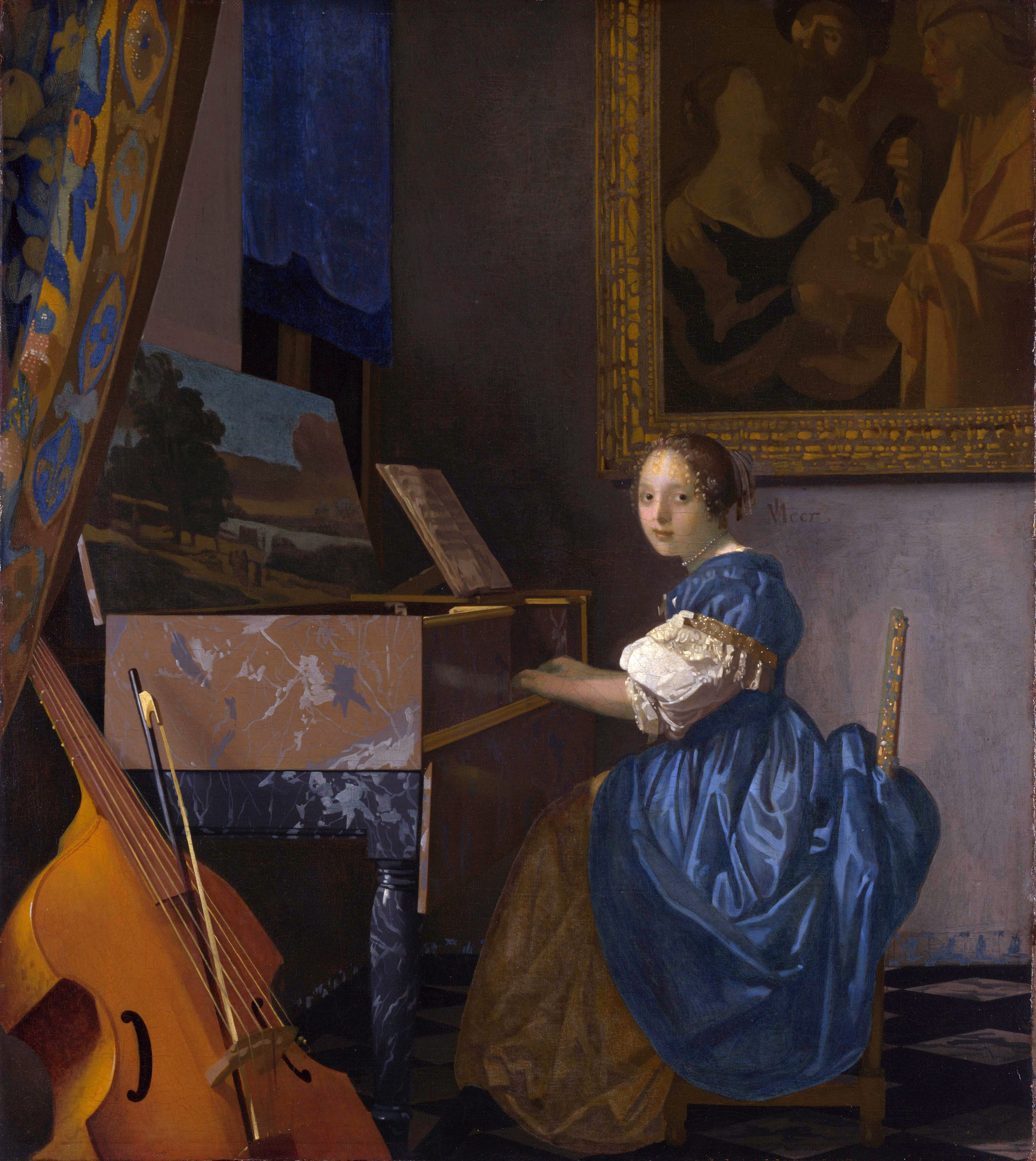
Johannes Vermeer Joven con virginal, 1672 Londres, The National Gallery

La caja de resonancia tiene en su borde arabescos azules y más en el centro una decoración floral bastante rudimentaria, que contiene también a veces pájaros, insectos, frutas, verduras, etc. La fecha de fabricación a veces se inscribe en una pequeña oriflama.

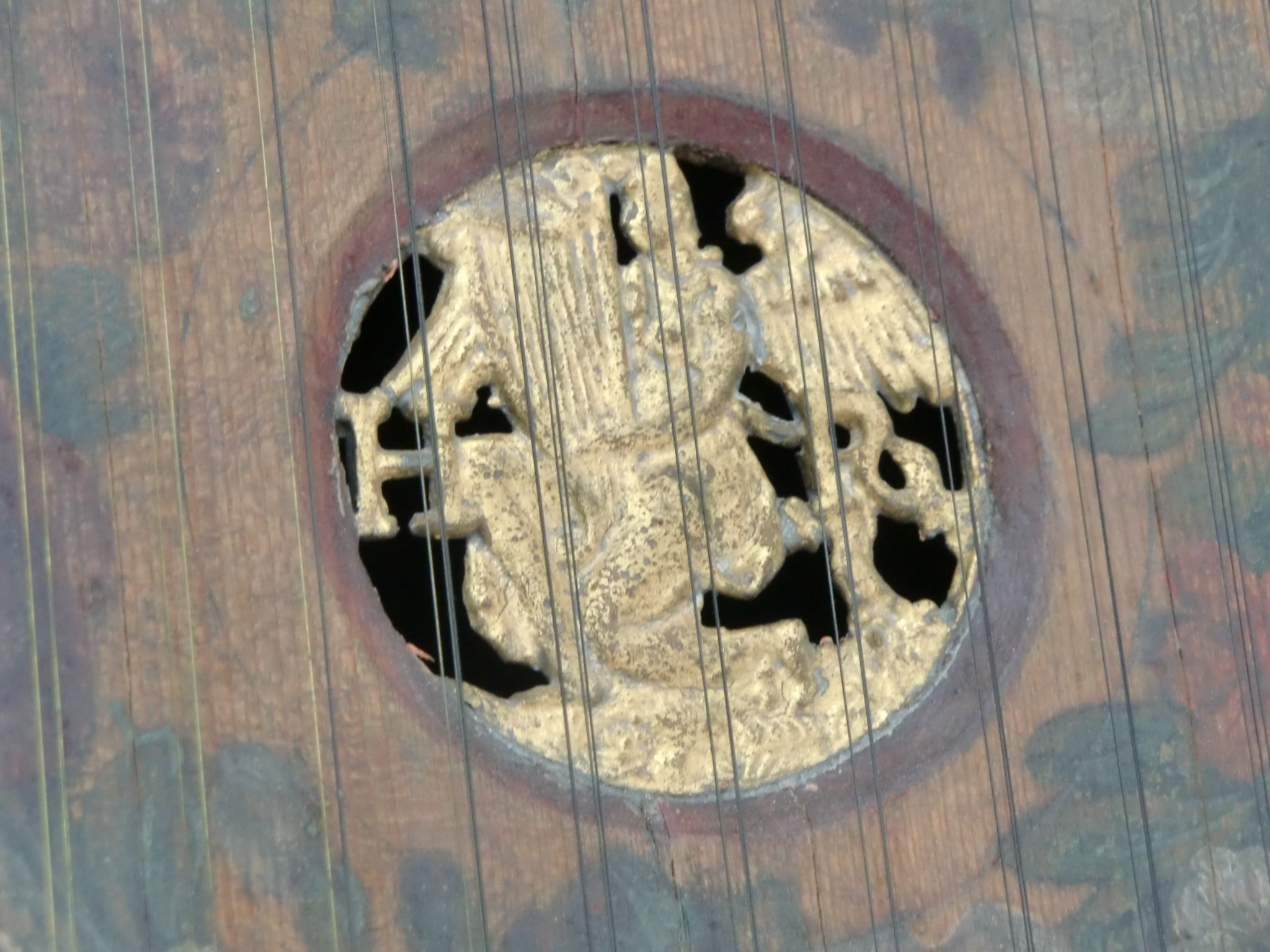
Roseta Hans Ruckers.

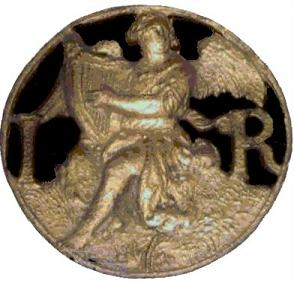
Roseta Ioannes Ruckers.

En el centro de una corona de flores, la roseta es de estaño doradoe; presenta un ángel  músico enmarcado con las iniciales del fabricante: HR (Hans), IR (Ioannes), AR (Andreas). Cada fabricante tiene su propio diseño e Ioannes los variaba según el tipo de instrumento.
El interior de la caja del teclado y alrededor de la caja de resonancia están forrados con papel negro impreso sobre un fondo blanco (o invertido) con motivos de arabescos que a menudo presentan estilizados delfines. El interior de la tapa se puede revestir con un papel imitando la madera sobre la que aparece en letras grandes una máxima latina de circunstancia o moralización, o, para los instrumentos más elaborados, decorada con la mano de un maestro pintor (cuadro que representa una escena mitológica o familiar).
La caja era pintada de falso mármol o falso hierro, a veces con medallones trampantojo; de hecho, pocos instrumentos aún conservan esta decoración bastante áspera, a menudo reemplazada más tarde por otra más refinada.
La base consiste en balaustres de roble torneados, unidos por caballetes o en forma de balaustrada. Podía ser muy alta para que el instrumentista tocara en posición vertical. Los teclados son de haya o de tilo cubiertos de hueso (peldaños) o ennegrecidos (fintas).
Los dos últimos miembros de la familia Couchet, Abraham y Joseph, fueron recibidos en el gremio de Saint-Luc en 1666. Después de esta fecha, la reputación internacional de la ley flamenca parece haber disminuido considerablemente para volver a centrarse en el mercado local, la antorcha de los ruckers fue tomada por los fabricantes parisinos.

### SigloXVII- Estilo internacional
Para explicar algunas similitudes estructurales entre los instrumentos construidos en el siglo XVII en Francia, Inglaterra y Alemania, algunos expertos  recurren a la teoría de un estilo primitivo de estilo internacional  encarnado por el clavecín de Müller (1537), cuyos tipos italianos y flamencos representarían variantes opuestas y extremas. Este estilo se define por características intermedias esenciales: paredes de espesor promedio entre las paredes muy delgadas de los italianos y las, mucho más gruesas, de los flamencos; módulo de cuerda intermedia entre el italiano (cuerdas de bronce cortas) y el flamenco (cuerdas largas de hierro), que se extiende entre 28 y 36 cm. Este estilo internacional, por lo tanto, no resultaría de un promedio operado entre los dos tipos dominantes, sino que sería un estilo arcaico del cual estos vendrían como resultado de una evolución divergente.

### SigloXVII- Francia

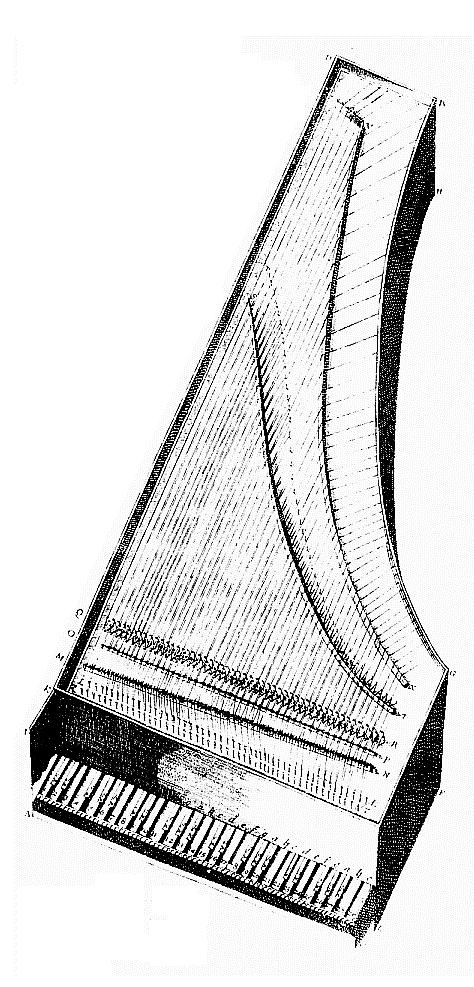
Grabado de clavecín - Harmonie universelle de Marin Mersenne (1636).

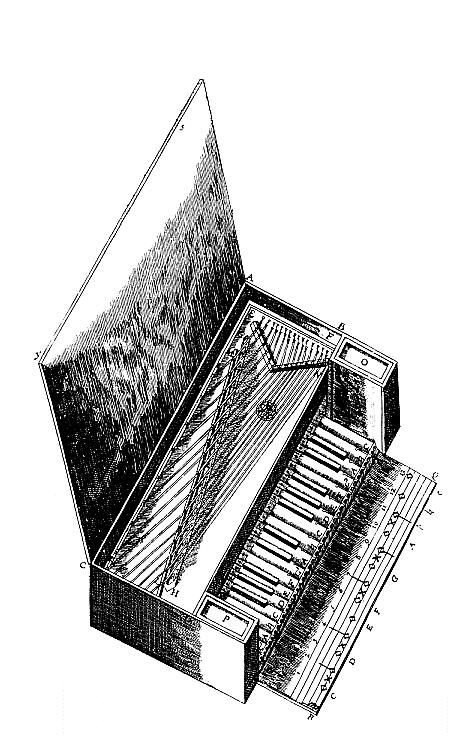
Grabado de virginal a la octava - Harmonie universelle de Marin Mersenne (1636)

El principal centro de manufactura en Francia fue París, donde la actividad de los artesanos se ejerció en el marco de un gremio (Comunidad de maestros de instrumentos musicales de la ciudad y suburbios de París) establecido por Enrique IV de Francia en 1599, un sistema que debió continuar hasta la Revolución francesa. Protector de las situaciones adquiridas, este sistema también tuvo el efecto práctico de prevenir la competencia comercial real, los talleres pudieron emplear además del artesano solo a un oficial y un aprendiz, y tener que usar los mismos medios y materiales. Como resultado, ningún taller podría adquirir una posición dominante. El rey, sin embargo, podría tener a su servicio artesanos —incluidos los extranjeros— más allá de la autoridad del gremio. Entre las primeras dinastías de fabricantes del siglo XVII, el más importante es la de los Denis, siendo otros nombres importantes los Jacquet, Dufour, Dumont, Richard Rastoin, Vaudry, etc. Algunos constructores también trabajaban en las provincias, particularmente en H 9 Lyon (Donzelague, Desruisseaux) y Toulouse (Vincent Tibaut).
Los fabricantes de instrumentos eran principalmente lutiers, y su producción de instrumentos de teclado (espinetas, clavicordio o clavecines) era muy limitada. Hay pocos instrumentos de este período, pero ha sobrevivido un documento esencial para su conocimiento, la Harmonie Universelle, contenant la théorie et la pratique de la musique, el trabajo enciclopédico de Marin Mersenne publicado en 1636 y la recopilación de la suma del conocimiento de tiempo, escrito por Mersenne en busca del asesoramiento y la información de muchos expertos con los que se correspondía. El tercer libro de Instrumens a chordes está dedicado al clavecín y al clavicordio (manicordion). Además de una presentación teórica muy completa, aunque no siempre muy clara, incluye muchas tablas de datos, así como diagramas y grabados de instrumentos; en cuanto a la familia de clavicordios:
- un virginal a la octava de 2 octavas y media (sol/si, octava corta en fa) con paredes delgadas, tapa plana, teclado empotrado y puente en ángulo. Esta última característica es común con el ottavino de Ioannes Ruckers visible en el Museo de la Música de París;
- dos esquemas que detallan la estructura externa e interna de un virginal;
- un gran clavecín de teclado único y cromático en 4 octavas de do a do, con disposición 1 × 8' + 1 × 4'. Según Frank Hubbard,[81] la forma es más flamenca que italiana, a pesar de la punta casi angular y el puente de 8 pies en ángulo. Mersenne informa de la existencia de instrumentos con dos o incluso tres teclados.

Las espinetas y los virginales eran ciertamente mucho más numerosos en Francia en el siglo XVII que los grandes clavecines. Sin embargo, solo subsiste un único virginal, una docena de espinetas y unas pocas docenas de clavecines.

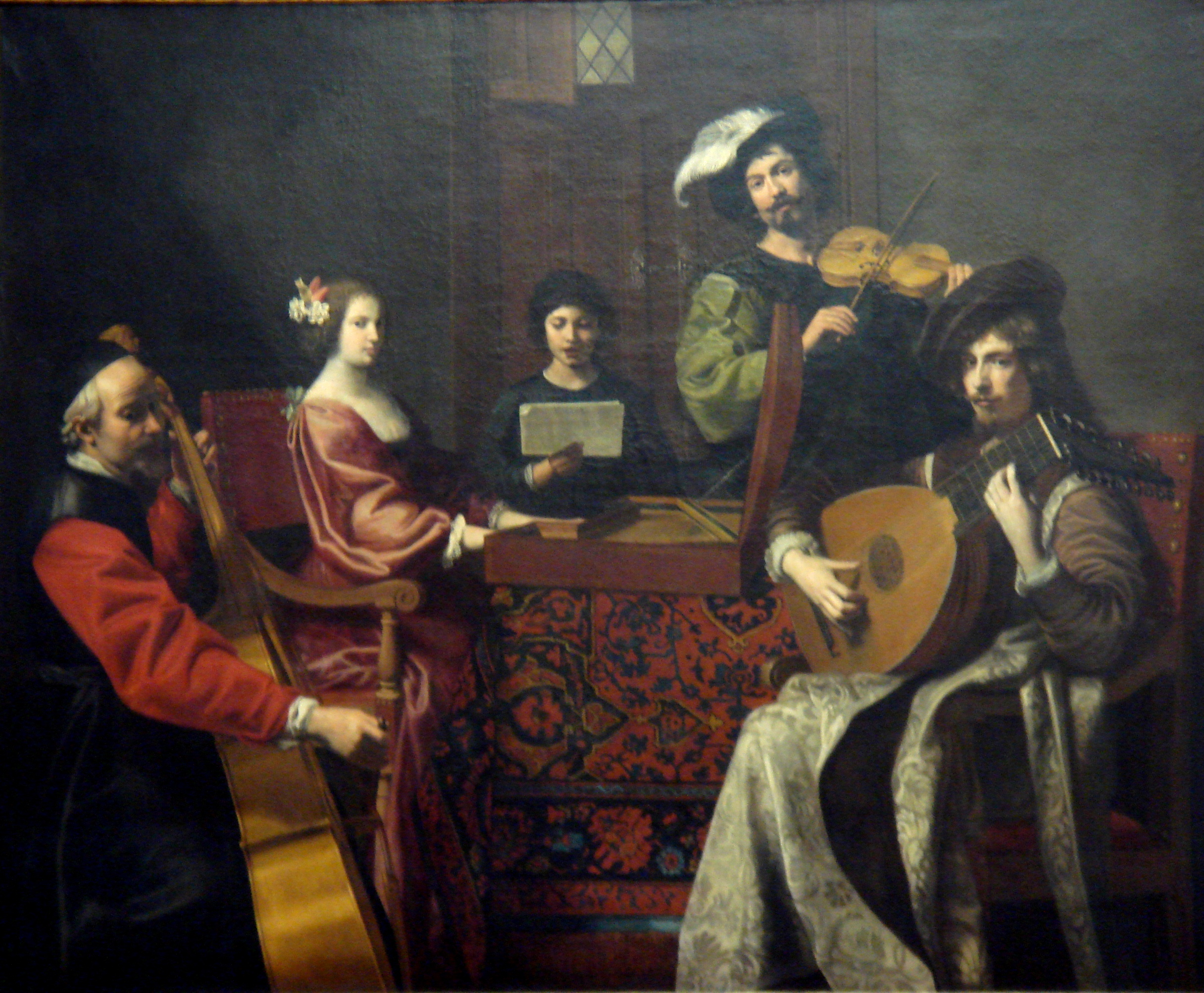
Nicolas Tournier, Le Concert
París (Museo del Louvre).

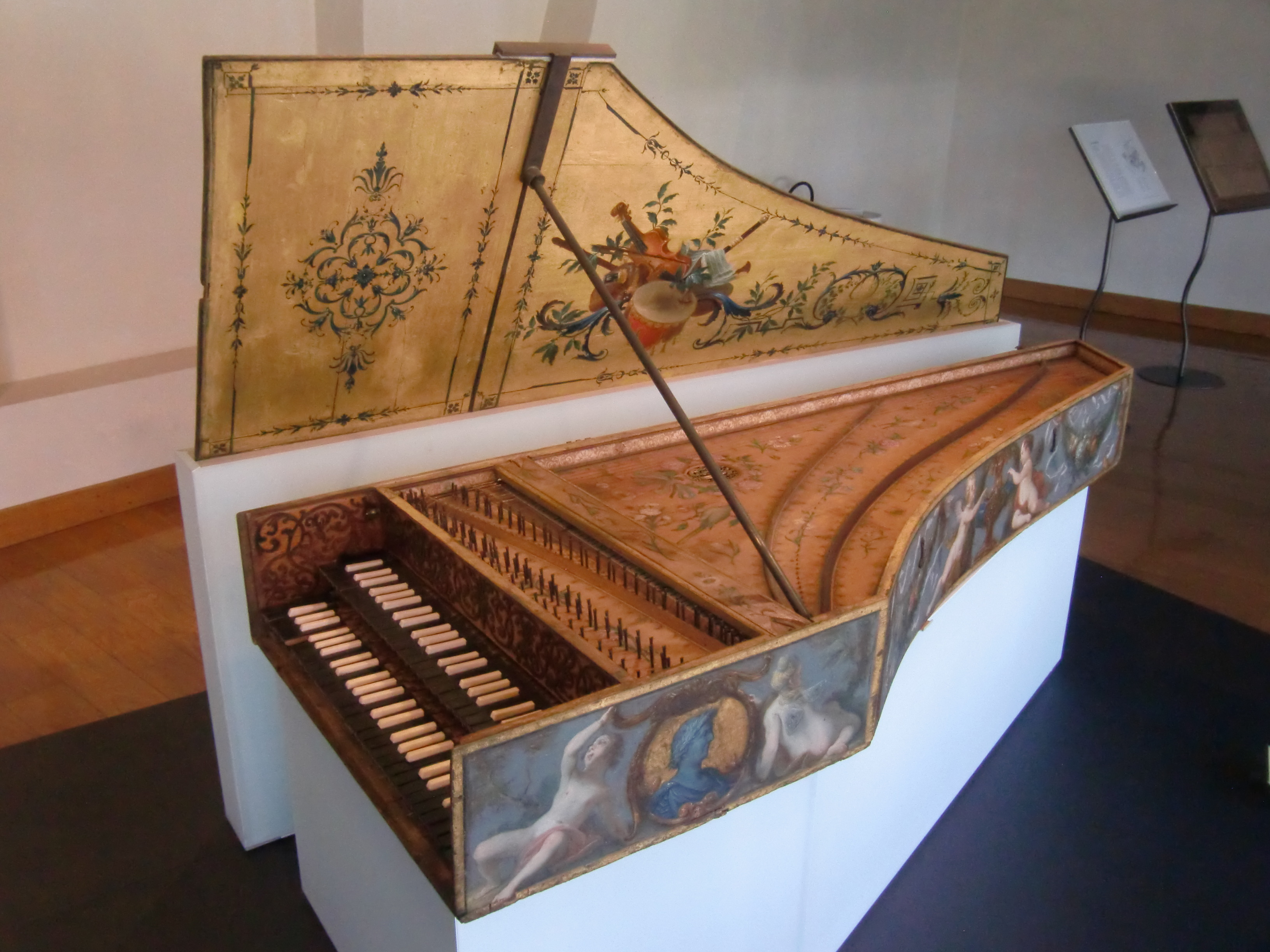
Clavecín de Jean Denis, - París, 1648 (Musée de l'Hospice Saint Roch, Issoudun).

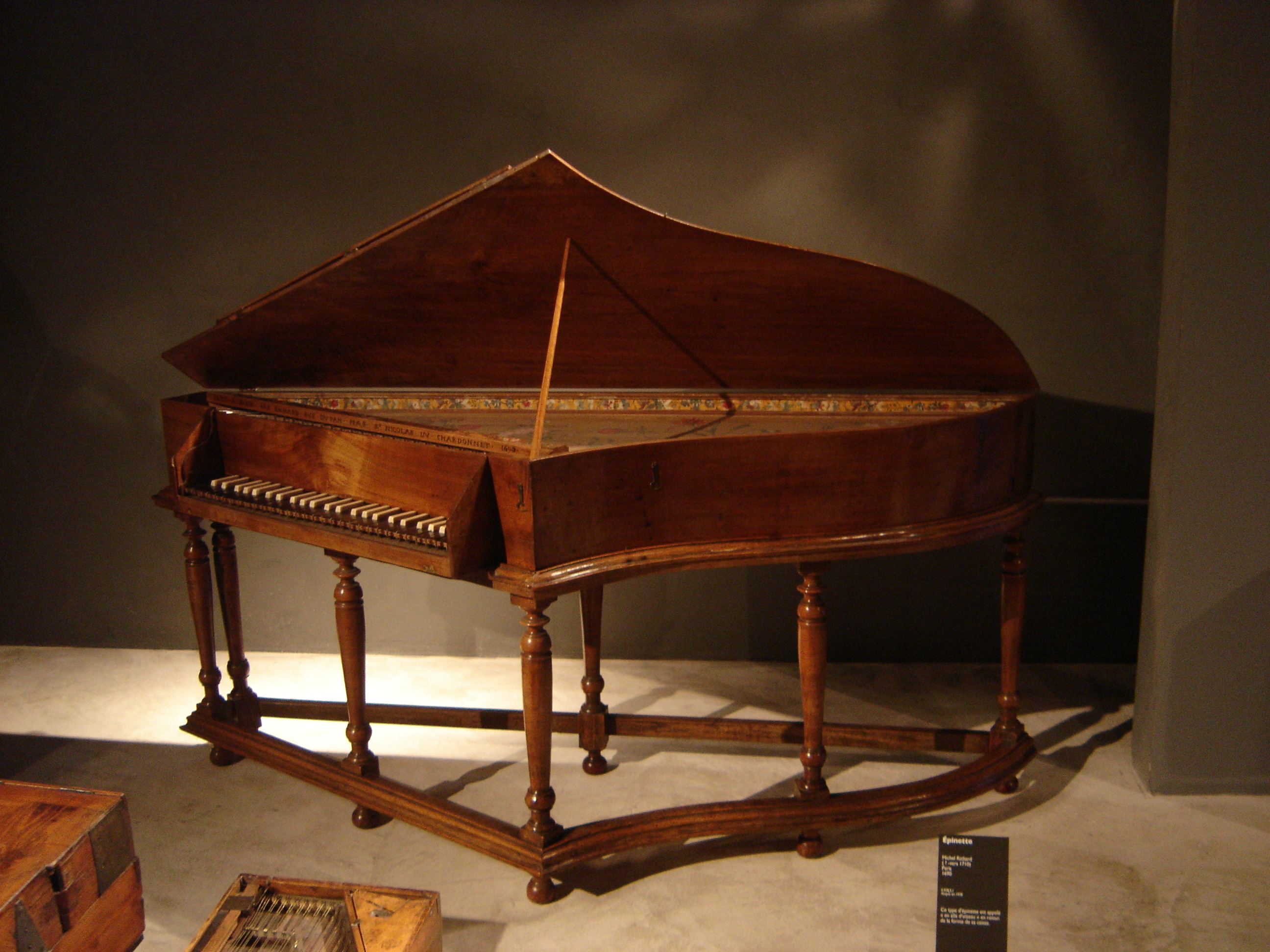
Espineta de Michel Richard (1680)
París, Musée de la musique.

El virginal francés difiere poco del de otros países, especialmente Inglaterra. Es conocido gracias a, además de Mersenne, documentos iconográficos muy raros, como la pintura de Nicolas Tournier (Le Concert, circa 1630-1635) que muestra en particular su forma rectangular, su teclado reentrante y su tapa abombada.
Las espinetas curvas quizás fueron introducidas en Francia por Girolamo Zenti, un viajero italiano que trabajó en París en la década de 1660 y murió allí. Tienen muchas características italianas, comenzando con el teclado prominente y, no visible, el registro monobloque: el instrumento de Michel Richard es un buen ejemplo.

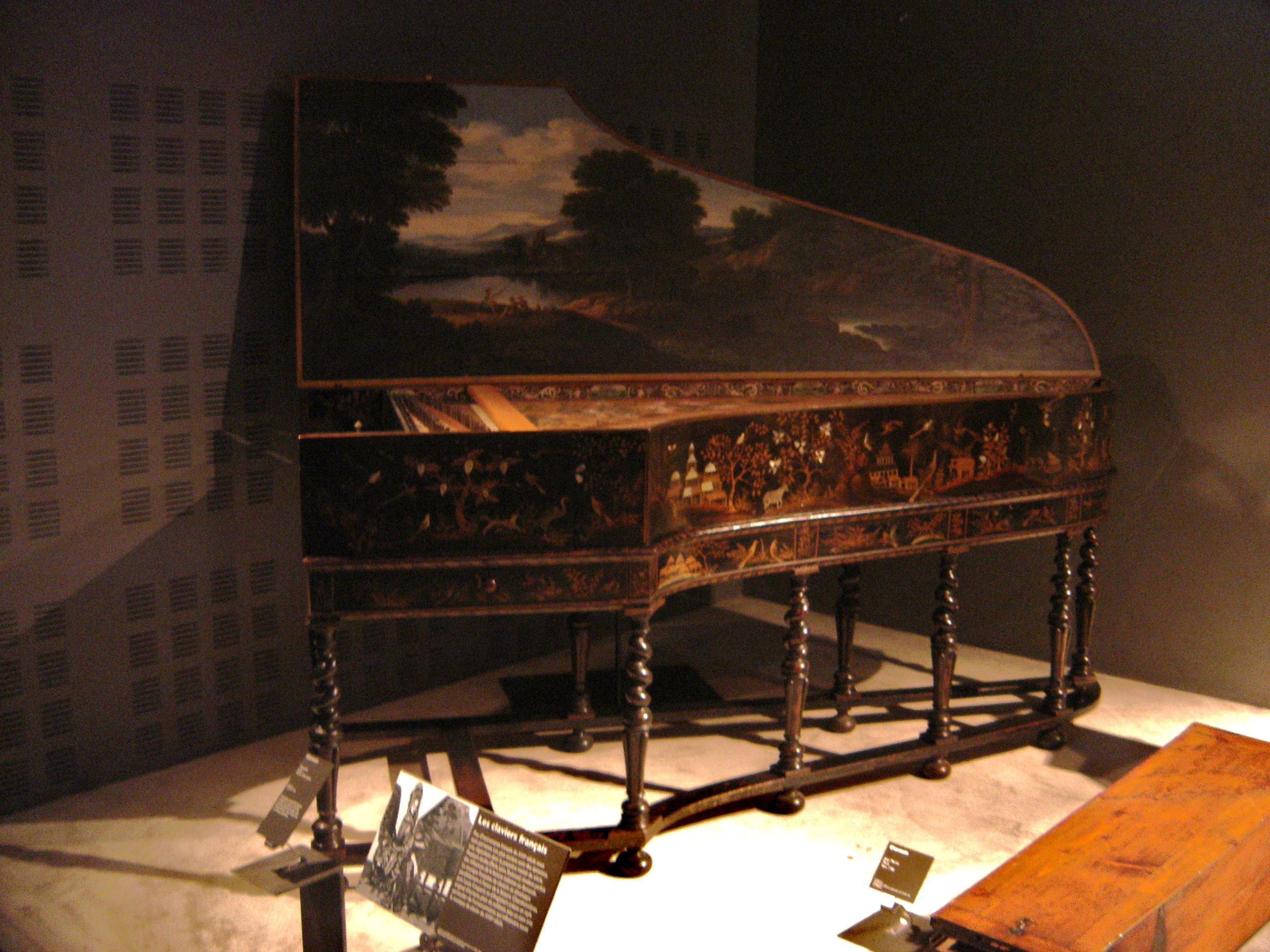
Clavecín anónimo, Lyon (¿?),
París, musée de la Musique.

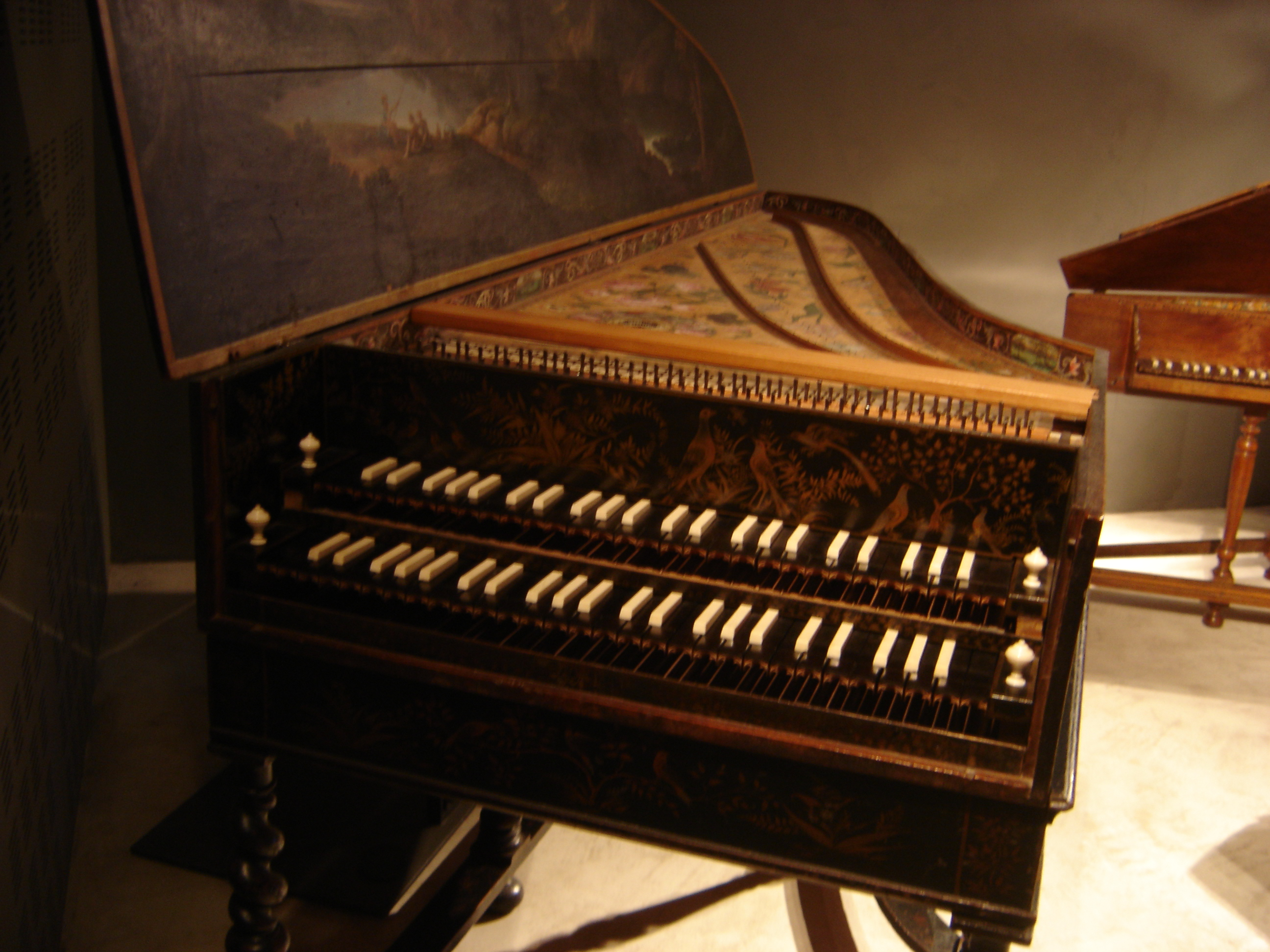
Instrumento contiguo, vista de detalle.

Respecto a los grandes clavecines, solo se parecen suficientemente al dibujo de Harmonie Universelle. La gran mayoría de ellos tienen dos teclados, y estos, a diferencia de los Ruckers, están alineados y tienen conjuntos separados de cuerdas. El más antiguo de todos (1648, expuesto en el musée de l'Hospice Saint-Roch de Issoudun) es obra de Jean Denis, también autor en 1643 G 1 de un Traité de l'accord de l'espinette.
El clavecín francés del siglo XVII, hasta los años 1680, es del tipo «internacional», intermedio entre el flamenco e italiano. La caja con paredes de espesor medio generalmente se hacía de nogal, la madera natural a menudo con motivos de marquetería; a veces estaba pintada (chinería u otra), pero no fue la norma. Las molduras eran un añadido, como en Italia, en lugar de tallarse a la 
manera de Amberes. La estructura interna y el módulo de las cuerdas también difieren de los flamencos. La punta podía ser angulada o redondeada (eclisa en forma de «S»); la tabla de madera para el nombre, de reducido espesor, estaba ensamblada en la base, dejando las clavijas para los acordes visibles para el músico.
La tabla armónica se decoraba, como en Amberes, con motivos florales estilizados.
La base constaba de cinco a nueve pies trenzados conectados en la parte inferior por un cinturón de tirantes (jabalcones) que aseguraban su solidez.
Los teclados (casi siempre dos) tenían comúnmente la extensión de sol/si octava corta a do. A menudo estaban encuadrados entre dos bloques ricamente tallados. Las marcas estaban contrachapadas con ébano y las fintas eran de marfil o hueso macizo. La parte delantera de las teclas estaba tallada no en forma de arcada, sino de trébol.
En los clavecines franceses parecen estar el origen del acoplamiento del cajón, sin que se conozca la fecha de esta invención ni su autor.
Algunos instrumentos simbolizan este instrumento francés anterior a la moda de los clavecines flamencos que dominaron el siglo XVIII, como los de Gilbert Desruisseaux (1678-1679, museo de la Música de París), Jean-Antoine Vaudry (1681, Victoria y Albert Museum of London) o Toulousain Vincent Tibaut (tres instrumentos de 1679, 1681 y 1691).

### SigloXVII- Alemania
Entre 1614 y 1619 aparecieron en Wittenberg y Wolfenbüttell los tres tomos del tratado del compositor Michael Praetorius titulado Syntagma musicum.
Este trabajo enciclopédico esencial que trata de todos los aspectos de la música a principios del siglo XVII contiene en el apéndice del segundo libro, De Organographia, grabados muy precisos de instrumentos musicales en uso en esta época. Los dibujos van acompañados de una escala que permite conocer exactamente sus dimensiones, que de esta forma se puede comparar con instrumentos raros aún existentes; como por ejemplo, un virginal anónimo del sur de Alemania meridional, que data de alrededor de 1600, muy similar al del grabado de Praetorius.

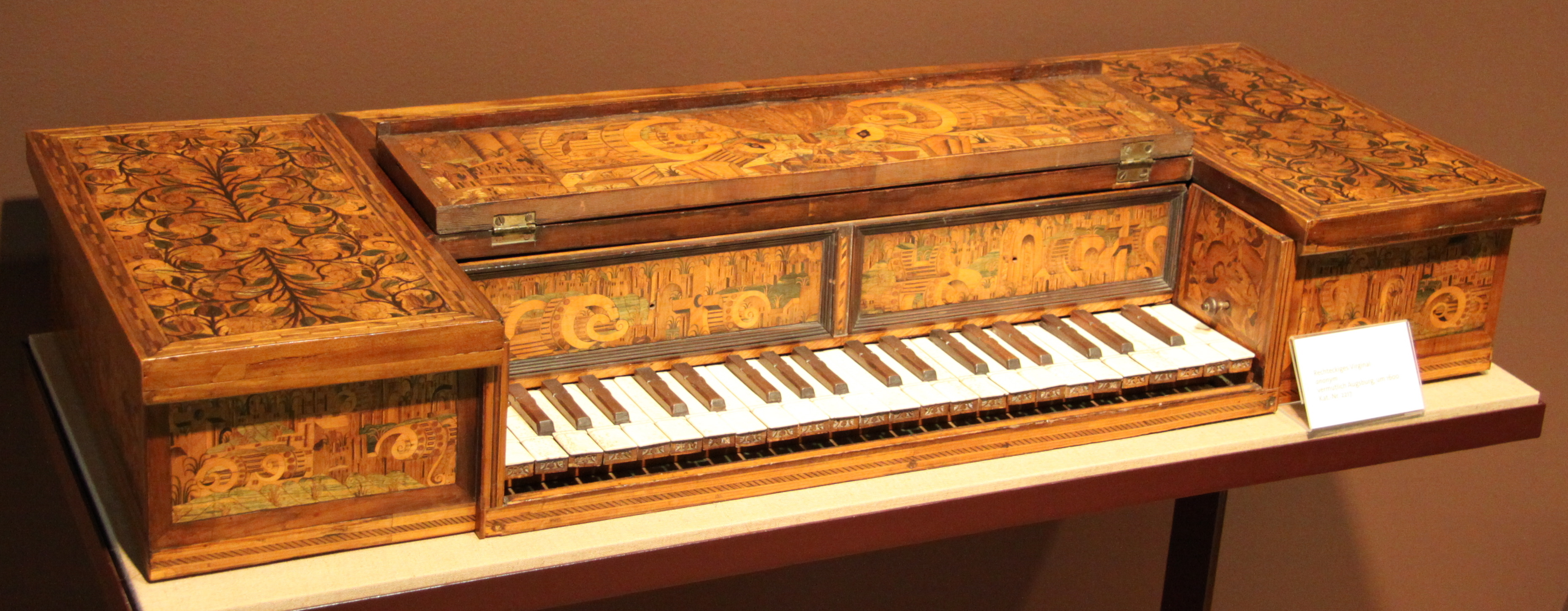
Virginal de fabricante desconocido
hacia 1600
Berlín, Musikinstrumenten Museum.

Tres láminas notables presentan los diversos instrumentos de la familia del clavecín: espineta poligonal, virginal, ottavino, claveciterio y gran clavecín.

Grabados de Syntagma Musicum
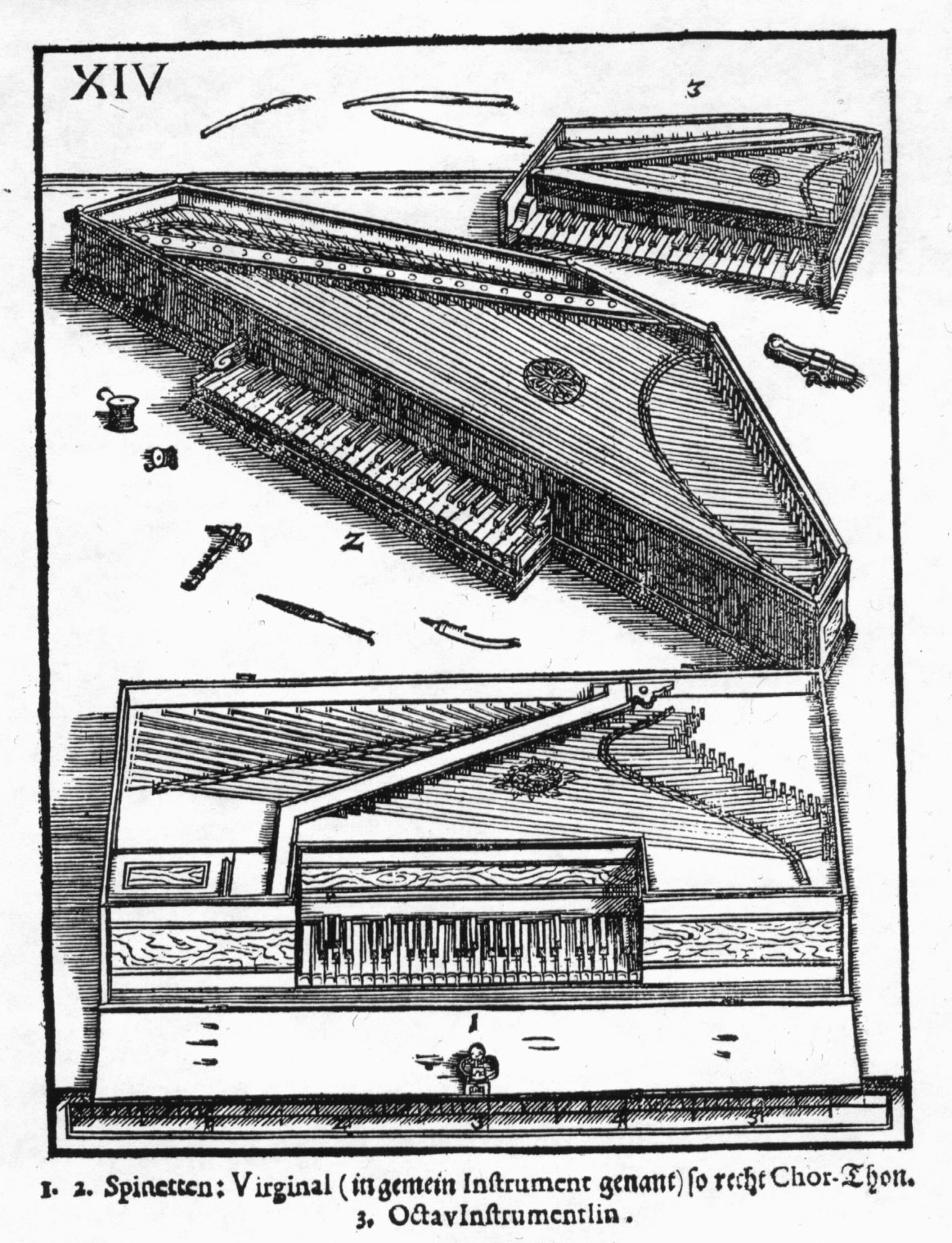
De arriba a abajo: ottavino, espineta poligonal y virginal.
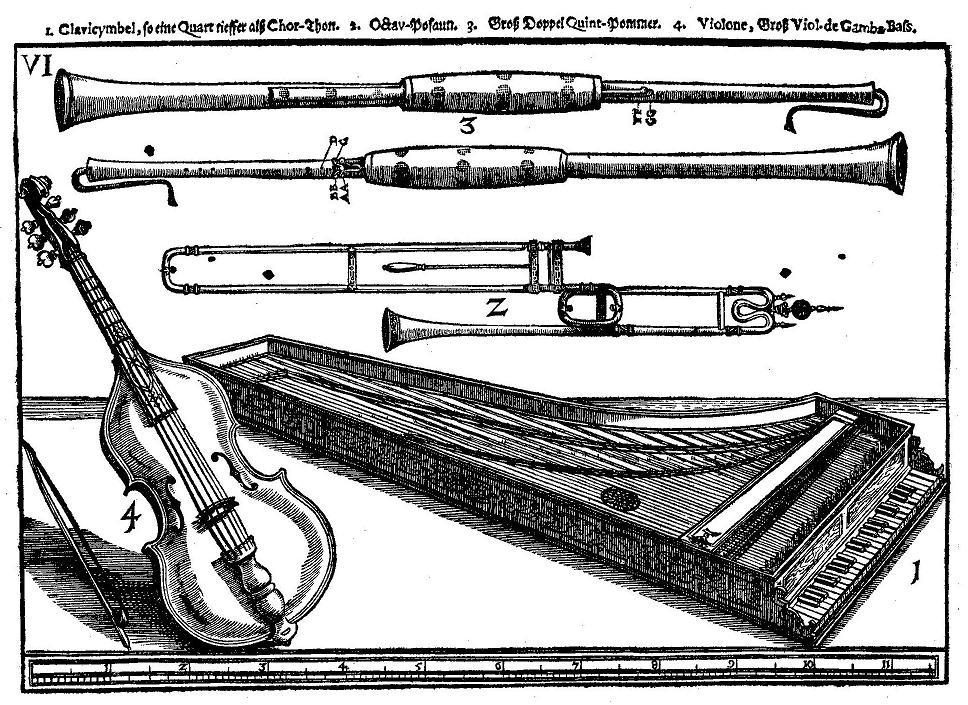
Gran clavecín situado entre otros instrumentos.
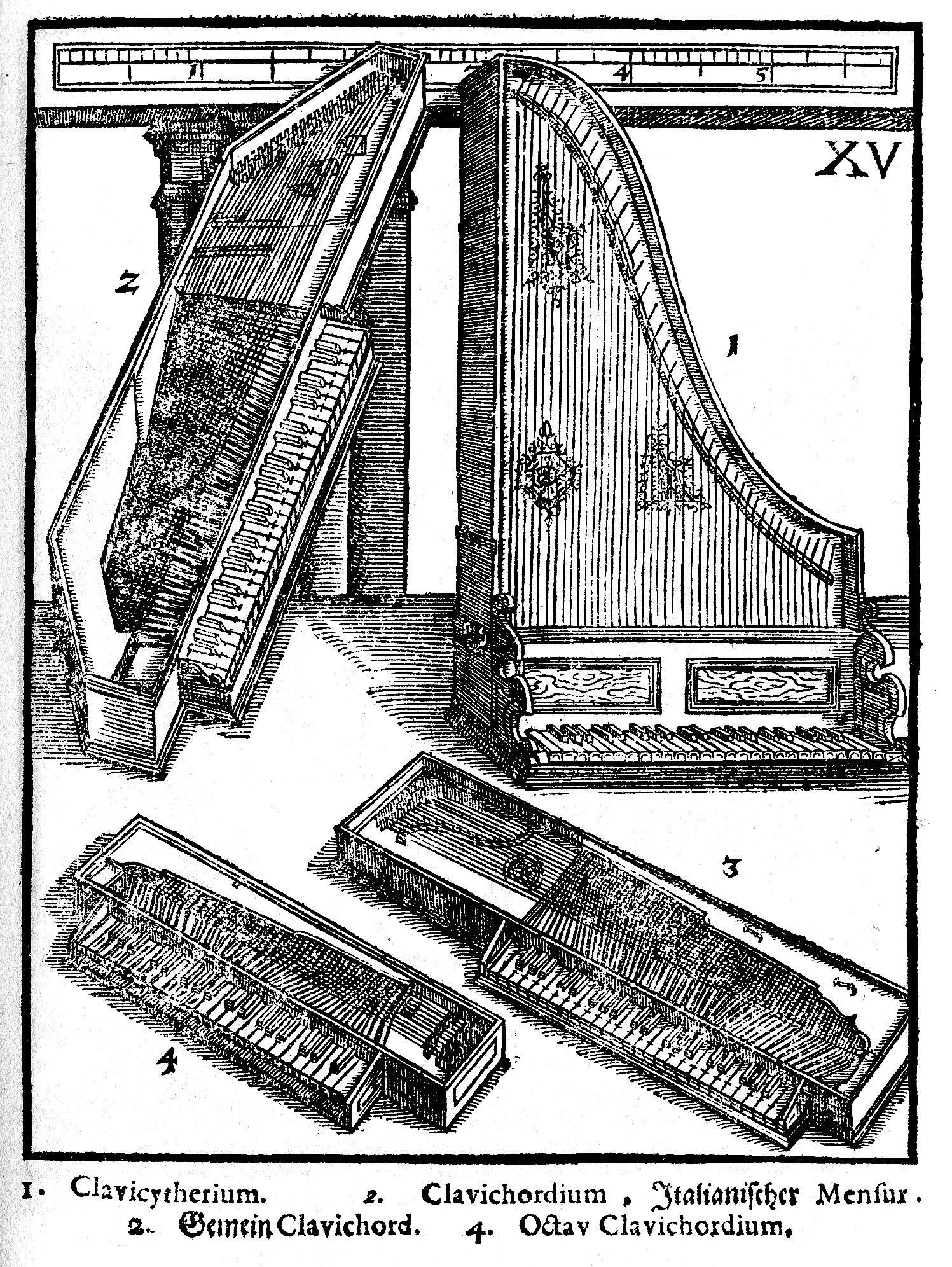
Un claveciterio y tres clavicordios.

Estas representaciones suplen en parte la casi completa falta de instrumentos alemanes de este período, una carencia que hace que cualquier intento de definir las principales características comunes de los instrumentos alemanes del siglo XVII sea arriesgada, especialmente porque los instrumentos representados parecen ser en su mayoría de manufactura extranjera. La mayoría de los que han sobrevivido provienen del sur de Alemania y se remontan a la primera mitad del siglo; no se sabe casi nada sobre la fabricación en las regiones del norte y lo que se hizo hacia finales del siglo.
Sin embargo, parece que se pueden identificar algunas características específicas:
- la estructura es comparable a la de los instrumentos franceses y se relaciona con el modelo «internacional» por sus paredes de grosor medio y el tipo de refuerzos internos;[85]
- los alemanes construyeron tanto espinetas poligonales de estilo italiano como virginales rectangulares, eventualmente a la octava, y el teclado podía ser prominente o estar encerrado;[86]
- la decoración es generalmente bastante simple y se concentra generalmente en la caja del teclado, con notables excepciones, como el clavecín de 1619 de Johann Mayer, cuya decoración se distingue por su lujo y elegancia, o el clavecín anónimo de Budapest reseñable por su cola doblemente angulada y su roseta, el clavecín más extraordinario conocido, o el suntuoso y ricamente decorado por Martinus Kaiser en 1675,[87] perteneciente además al emperador Leopoldo I de Habsburgo, un músico consumado;
- más que en otras partes de Europa, los fabricantes de los grandes clavecines intentaron variar las sonoridades de los diferentes registros al eliminar sustancialmente los puntos de pinzado: los registros no eran paralelos entre sí, sino que se movían gradualmente hacia los graves, desembocando en un capitel trapezoidal (esto es visible en el clavecín descrito por Praetorius), o incluso varios capiteles dispuestos en abanico.[88]

Una especialidad de los fabricantes activos en Augsburgo (familia Biderman, Anton Meidting) fue la producción de espinetas en miniatura muy elaboradas y decoradas, a veces equipadas con un mecanismo automático como cajas de música o que también podían servir como caja de costura, mesa de juego, etc.

### SigloXVII- Gran Bretaña

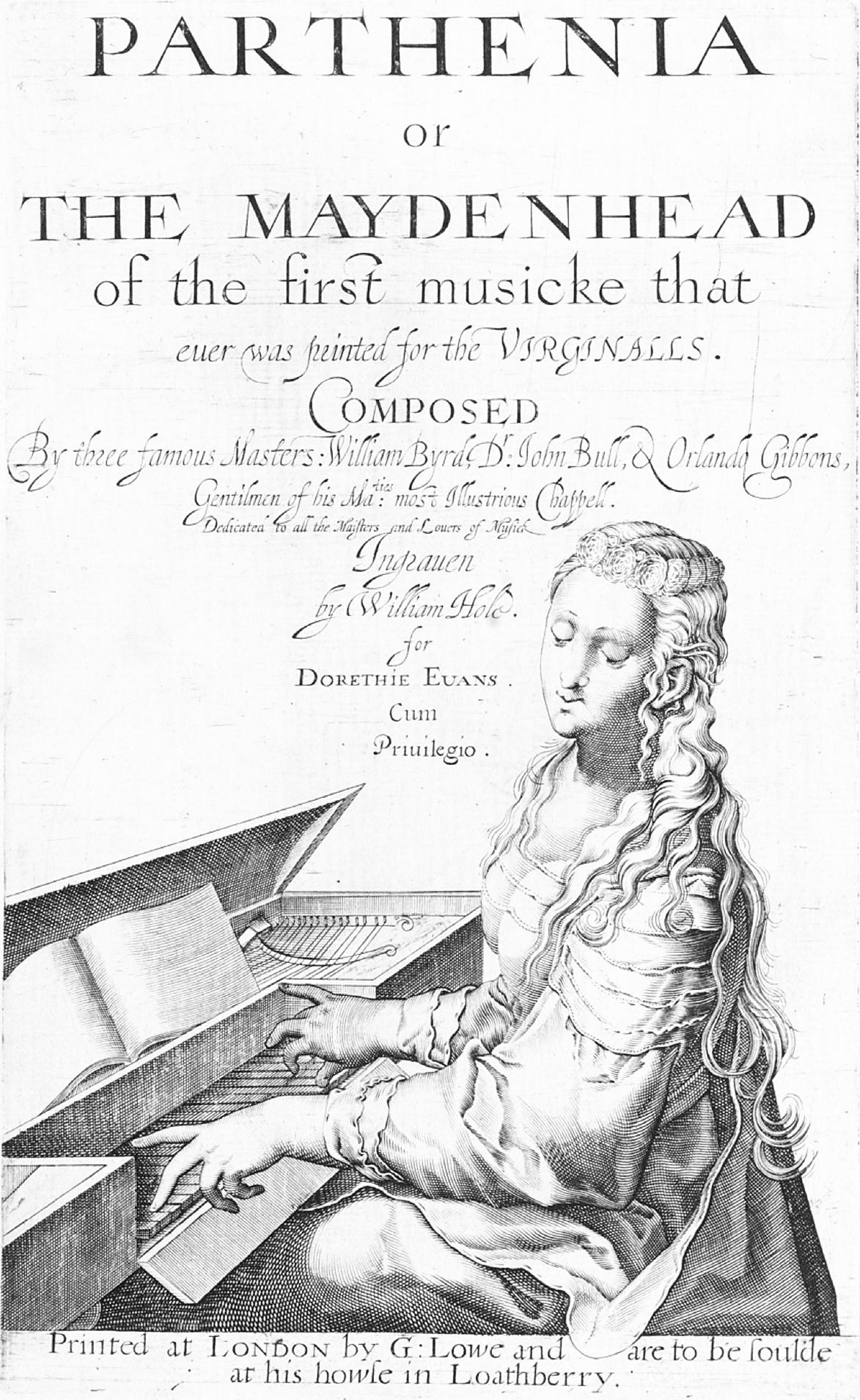
El virginal que figura en la portada de la recopilación Parthenia, (1612/1613) es anterior pero muy similar a las ejemplares ingleses que aún existen.

Muchos virginales y espinetas fueron importados de Amberes o de Italia a Inglaterra hasta el siglo XVII, en el transcurso del cual,  el número de fabricantes identificados aumentó a unos 45. De la producción de este siglo se conservan menos de veinte virginales, una cuarentena esinetas curvas (bentside spinet) y solo tres o cuatro clavecines grandes, un número muy pequeño que puede explicarse quizás por los conflictos políticos y especialmente por el gran incendio de Londres de 1666. Durante este período, la fabricación inglesa parece que evolucionó gradualmente de la influencia italiana a la influencia flamenca.
La familia más importante de fabricantes fue la de los Haward, de la cual poco se sabe. El más conocido de sus miembros fue Charles Haward (activo circa 1660-1687), que construyó un gran clavecín y nueve espinetas.
Otros nombres importantes de este siglo fueron los White (Thomas, sus hijos James y Thomas, su nieto Thomas: siete virginales entre 1638 y 1684) y Gabriel Townsend (c. 1604 -c. 1662, alumno de Thomas White II: un virginal de 1641 construido para la ex reina de Bohemia, Isabel Estuardo).
Entre los aprendices de Townsend figuran John Player (circa 1634 - 1705/1708: un virginal y diez espinetas) y Stephen Keene (c. 1640 - c. 1719: dos virginales y no menos de 29 espinetas, tres de las cuales las firmó conjuntamente con sus aprendices).

#### Virginales
La página del título de la recopilación Parthenia or the maydenhead of the first musicke that ever was printed for the virginalls (selección de piezas de William Byrd, John Bull y Orlando Gibbons), publicada en 1612/1613, está ornada con una mujer joven con un virginal. El instrumento que aparece es muy similar a los construidos en la misma época en Francia, en particular por su forma, con sus paredes bastante finas y su tapa abombada. Pero no se puede decir que se trate de una fabricación inglesa, especialmente porque su aparente decoración parece muy simplificada en comparación con la de los diecinueve virginales ingleses del siglo XVII conservados en la actualidad. Todos están firmados, con la excepción de dos de ellos datados entre 1638 y 1684. Forman un conjunto notablemente homogéneo en estructura, construcción y decoración. Su aparición en grupo en este corto período y su asombrosa similitud asombraron a los expertos como Frank Hubbard, quien comentó: «Like a marching plattoon of soldiers they burst into view in 1641» («Como un batallón de soldados marchando, aparecieron súbitamente en 1641»).

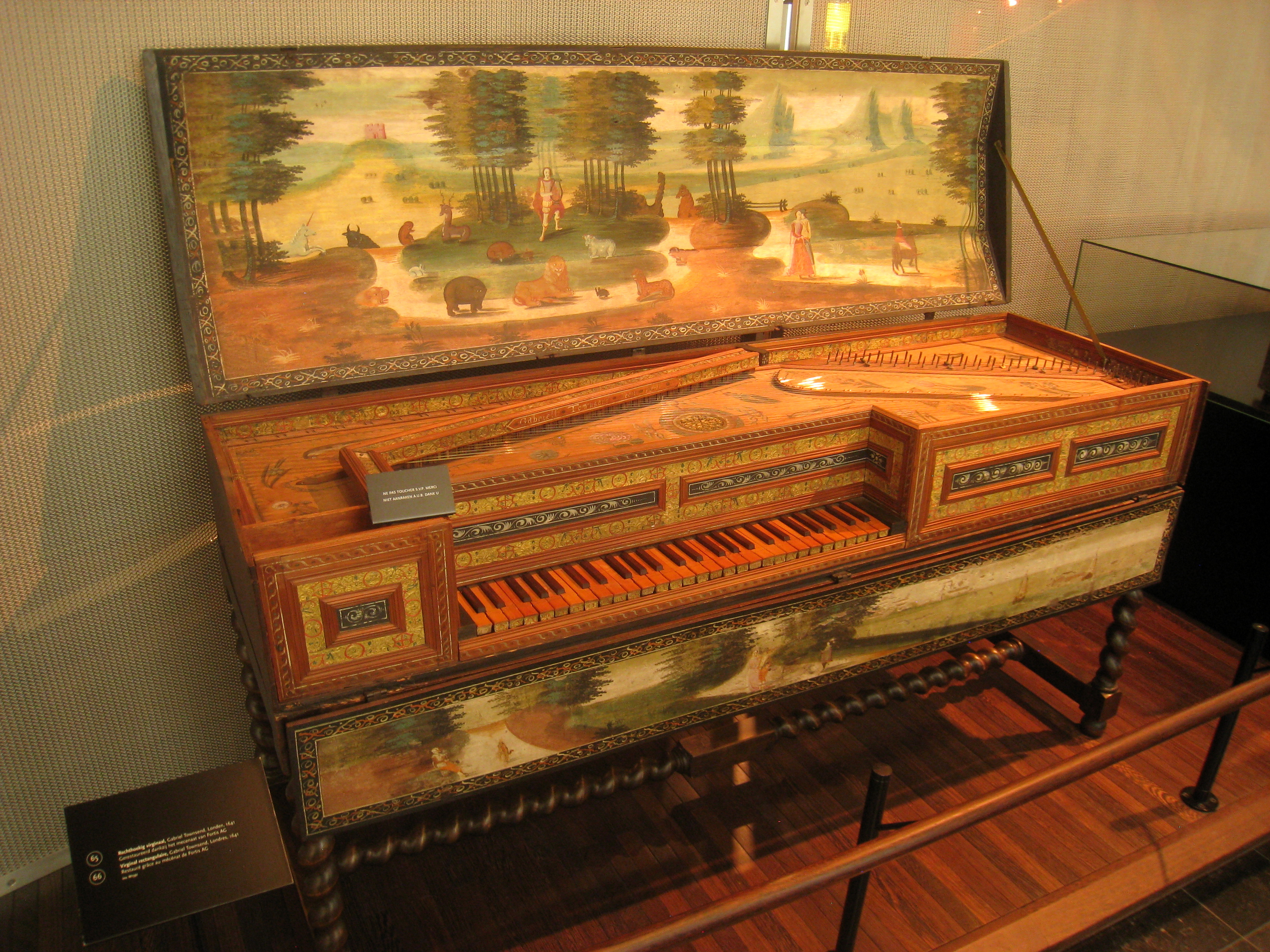
Virginal de Gabriel Townsend, Londres (1641)
Museo de Instrumentos Musicales de Bruselas.

El virginal inglés del siglo XVII era rectangular y mide de 1,70 a 1,80 metros de largo y 60 cm de ancho. Las paredes eran de roble, de espesor moderado, excepto el armazón, de madera más gruesa pero más blanda que sostenía una tapa abombada. La caja del teclado suplía a la caja. El módulo de las cuerdas era bastante corto (en torno a 28 cm); el capitel estaba acodado, con una parte anterior que se conectaba perpendicularmente a la tabla con el nombre. El teclado estaba desplazado hacia la izquierda; usualmente completamente cromático, su rango iba de cuatro octavas (do a do) a casi cinco (sol/si a fa). Una cuerda suplementaria, por debajo de los graves, tenía una muesca en el registro, sin macillo. La cuerda podía ser afinada según las necesidades y además, si un macillo quedaba inutilizado se le podía asignar momentáneamente otro.
La decoración estaba muy solicitada: molduras añadidas o talladas estructuraban la decoración de la caja delimitando paneles rectangulares, octogonales, etc. La parte frontal, la caja del teclado y el borde de la caja de resonancia estaban adornados con papel en relieve y dorado; el interior de la tapa y el portillo tenían una decoración pintada que representa un parque inglés (St James' Park). La tabla armónica estaba pintada al estilo flamenco (con flores y pájaros); las rosetas (de una a cuatro) eran de madera o pergamino dorado, con motivos geométricos, rodeadas de guirnaldas florales pintadas y muy trabajadas. El nombre del fabricante y la fecha, a veces el lugar, eran escritos en el frente del capitel.

#### Espinetas
Muy diferente era la espineta curva (bentside spinet)), a la que los fabricantes británicos convirtieron en su especialidad en la década de 1660: su éxito fue muy superior al que recibió en todos los demás países, como lo demuestra la gran cantidad de instrumentos que han pervivido. Su origen parece estar vinculado a la estancia en la corte real de Inglaterra, en 1664, del fabricante italiano Girolamo Zenti.
El caso de la espineta inglesa tenía paredes de espesor medio, de roble o, más a menudo, de nogal o madera de chapa de nogal, más blandae. A la madera no se le daba ningún tratamiento, se dejaba natural: la única decoración a menudo consistía en un panel ovalado de marquetería que representaba pájaros y flores sobre el teclado. La caja de resonancia carecía de decoración y rosetas. La base, ligera y elegante, estaba elegantemente revestida con la misma madera. El conjunto encajaba mejor en el estilo mobiliario inglés de la época, renunciando a la decoración exuberante de los virginales contemporáneos. Como en el modelo venidode Italia, el registro (único) era grueso y monobloque, y el módulo de las cuerdas era corto. El rango generalmente iba se sol/si a do o de re a fa.

#### Clavecines
Los grandes clavecines fueron dos o tres. Por lo tanto, sería difícil delimitar las características generales de los mismos, si no se admitiera en general que los instrumentos de principios del siglo XVIII, que eran mucho más numerosos, continuaron el sistema de fabricación del siglo precedente.
El más antiguo data de 1622; obra de John Hazard (o ¿Haward?); muy incompleto, solo permanece la caja el caso y la hermosa base de roble, sin el teclado, el mecanismo, la tapa, la caja de resonancia o incluso la estructura interna completa.
El más reciente (1683) es de Charles Haward; su factura es del tipo conocido como «intermedio» o «internacional». Provisto de un solo teclado, la disposición es de 2 × 8' (originalmente). El módulo de las cuerdas es corto (26 cm). El intervalo es amplio, de fa-sol a re. Algunos aspectos particulares lo distinguen: cola redondeada, cuatro rosetas geométricas, puente angulado y filas de macillos ligeramente en oblicuo.
El tercer instrumento, no datado, hecho por un tal Jesse Cassus, es de origen conjetural. Se estima que puede ser de factura inglesa principalmente sobre la base de su decoración.
Por último, hay un clavecín anónimo fechada en 1623, con dos teclados de cinco octavas de fa a fa, cuya fecha parece más que dudosa. El rango es sorprendentemente amplio y la decoración pintada de la caja es extraña a la tradición inglesa.
El siglo vio una invención sin futuro inmediato, pero repetido decenas de años después: los pedales que permiten los cambios de registros desarrollados por John Hazard, según señala   Thomas Mace, en 1676, en su Musick's Monument.